# 石硤尾邨
石硤尾邨（英語：Shek Kip Mei Estate）是香港首個由政府興建的公共屋邨，位於九龍深水埗區的石硤尾，在1954年最早期建成入伙的徙置大廈，於1973年開始首次改建及重建工程，其後採用的舊長型大廈及新落成之非標準型樓宇分別於1977年至1984年間、2007年至2019年入伙。徙置大廈（第41座美荷樓除外）於2007年6月20日拆卸後，第二及五期重建工地已在2009年4月19日展開地基工程，於2012年5月入伙，並接收部份2012年蘇屋邨重建二期及2013年至2014年白田邨舊邨受重建影響的租戶。

## 歷史

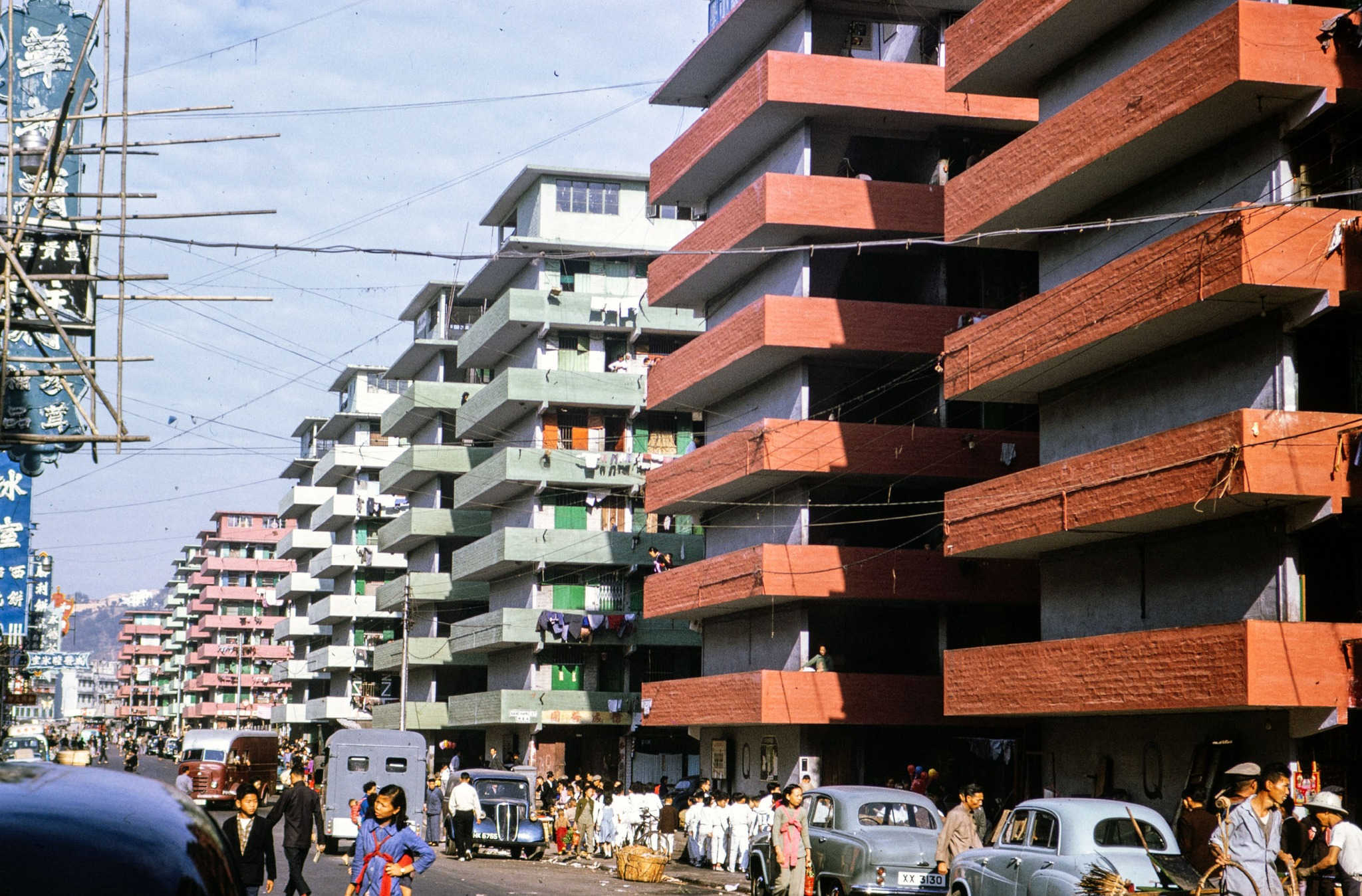
1962年石硤尾徙置區外觀

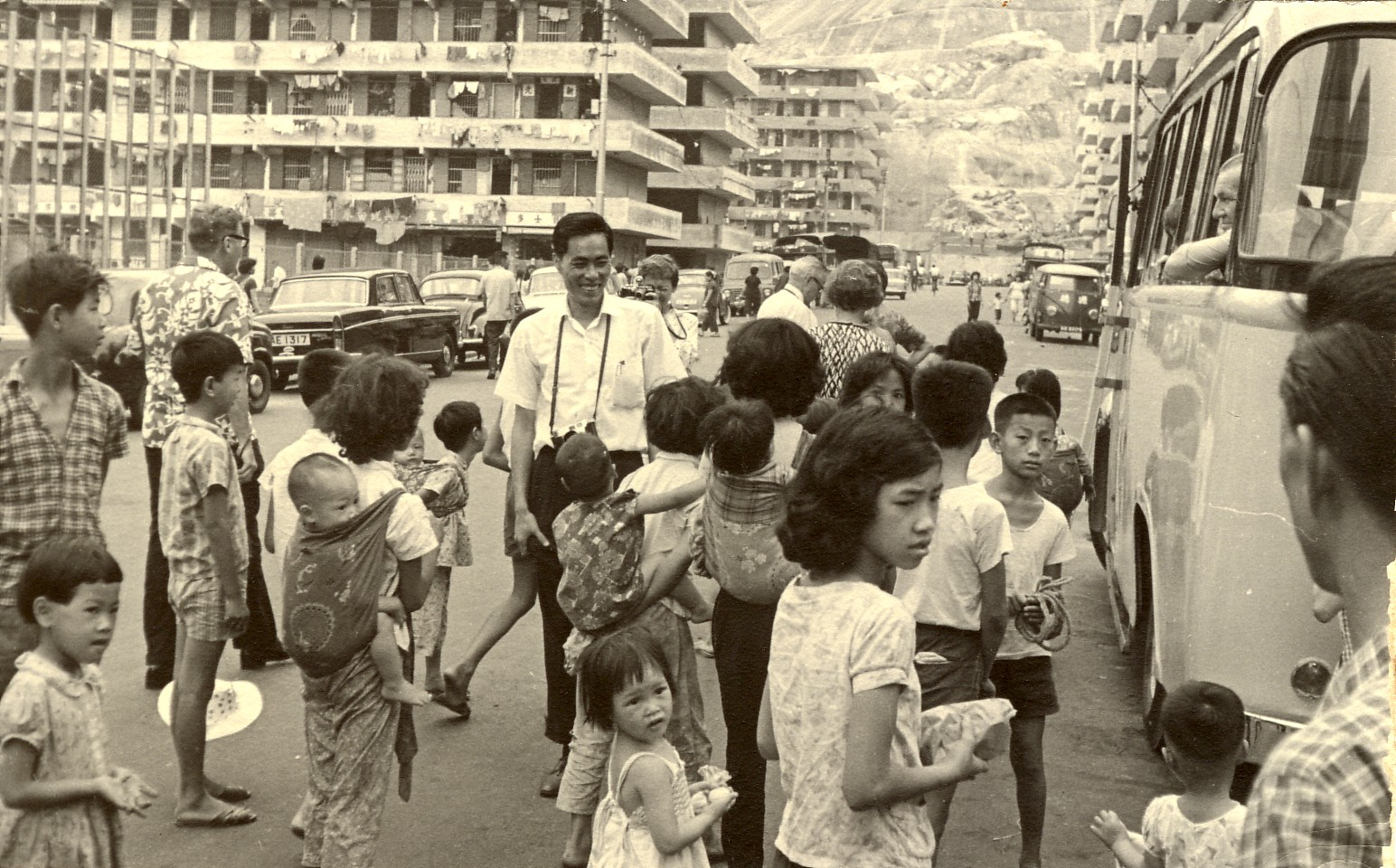
1965年的石硤尾

### 安置大火災民
第二次世界大戰後，國共內戰爆發，大量中國大陸難民移港定居，由於當時香港政府鮮有為低下階層制訂房屋政策（僅模範邨、上李屋邨率先提供出租單位，為全港首兩個公共屋邨），所以很多難民在山邊搭建木屋來居住，但這些木屋設備簡陋，衛生環境惡劣，加上木屋的密度高，所以經常發生火警。於1953年12月25日晚，石硤尾木屋區發生了史無前例的大火，造成3死51傷，並導致58,203人無家可歸，促使政府直接介入房屋供應，市政局成立「徙置事務緊急小組委員會」，1954年2月，在災場原址興建首批兩層高的包寧平房，以安置火災災民。
1954年4月，政府設立徙置專員一職，「徙置事務緊急小組委員會」建議政府設立基金以興建多層徙置大廈，並成立香港屋宇建設委員會。同年6月，成立徙置事務處，首8座工字型的第一型徙置大廈（A-H座，後改稱10至13、35至41座）由聯合國捐款建造。1955年，政府決定有系統地推行徙置計劃重點為興建多層徙置大廈，安置災民的石硤尾的兩層高平房相繼被拆卸，興建21座第1型徙置大廈取代，連同1954年興建的8座，成為全香港首批共29座的6至7層高的徙置大廈，每個單位面積均為120平方呎，在兩翼相連的中央走廊處設有公用的廁所和淋浴設施，該等大廈於80年代初改建為有獨立廚廁的單位。
這些徙置大廈大多數均分為2翼，並在兩翼中間以廁樓相連。只有較後興建的第24、25及29座（後來的第8、9及14座）採用單幢式設計，當中第29座為全邨唯一的第二型徙置大廈。
自此以後，徙置大廈的興建奠定香港公共房屋發展基礎。除了石硤尾之外，還在大窩口、大坑東、李鄭屋、黃大仙、秀茂坪等地區興建徙置大廈，時至今日，除石籬邨10、11座及本邨41座外，其他徙置大廈均已完成重建。
另外，在香港回歸前，每年十月臨近雙十節，石硤尾徙置大廈一帶都會有宏偉盛大的慶祝雙十節裝飾，如在大廈外牆懸掛巨型蔣介石和孫中山先生畫像、「雙十」標誌和中華民國國旗旗海，壯觀場面更曾吸引台灣媒體赴港採訪拍攝，也在1996年出現過樓高6層的青天白日滿地紅旗高掛在大樓之間。

### 推行廉租屋大廈
其後政府工務局於1961年推行「政府廉租屋」計劃，政府於大坑西街與南昌街交界興建7座7層高的廉租屋大廈，最初稱為「偉智街政府廉租屋邨」，於1964年落成，每兩個單位共用一廁所。當中第3座是首座採用單塔式設計的廉租大廈。

### 七十年代改建及重建計劃
1973年5月28日，香港房屋委員會成立，所有徙置大廈和廉租屋大廈由香港房屋委員會統一管理，而本邨也獲分為「上邨」（廉租屋邨）及「下邨」（徙置屋邨）。
下邨部份1973年開始進行重建，重建工程包括拆卸11幢徙廈重建新樓宇，及改建18幢徙置大廈，並重新編配樓宇座號，以第七型徙置大廈設計的新樓宇於1979至1983年入伙。現在的第19及20座興建於原本的徙廈第3至6座位置，於1979年7月至9月落成；而第21至24座則建於原來徙廈第11至13座位置，於1979年4月至1982年9月落成。上述樓宇用作安置大坑東邨第7至9座及同邨徙廈第7至10座重建的住戶。
另外由新福港承建，以舊長型大廈設計的第42座美山樓、第43座美虹樓及第44座美彩樓，建於原來徙廈第7至10座位置，於1983年落成，用作安置大坑東邨第3至6座及第10至13座重建的住戶。
改建的18幢徙置大廈當中，有10幢H型第一型徙置大廈拆除中間廁樓，令兩翼成為獨立的樓宇，涉及徙廈第1、2、14、16至22座，改建後的20座樓宇重新編號由15至18座及25至40座。餘下8幢徙置大廈在改裝後亦重新編號。
由於「上邨」及「下邨」之間沒有座號重疊，兩者於1984年，再度合併為石硤尾邨。

### 千禧年代重建計劃及未來發展
1980年代起，政府推行「整體重建計劃」，計劃全面重建徙置大廈及廉租屋大廈。第1-13、35、36、38座已於1999年10月1日封閉，2000年拆卸，當中鄰近山坡的第35、36及38座，於1999年8月25日發生山泥傾瀉而需使居民盡快遷出，所有受影響租戶也於事發後一星期內獲發新單位，大多居民都獲編配到旺角海富苑。
第37座和附近的第39至41座於2005年6月12日封閉，但是第41座美荷樓獲列為1級歷史建築，獲得保留；第17、18座曾於2004年底改建為「石硤尾人文館」（與其他徙廈一同於2006年10月16日封閉）。所有舊徙置大廈於2007年6月20日起清拆，並分7期進行重建，但該7期工程並非按數字順序進行，故此處以各期建成時間先後次序述之。
此重建計劃的項目編號為KL48。

#### 第1期重建計劃
- 原第1至7座（上邨）的位置於2007年4月落成，即是今天的美如樓及美映樓。

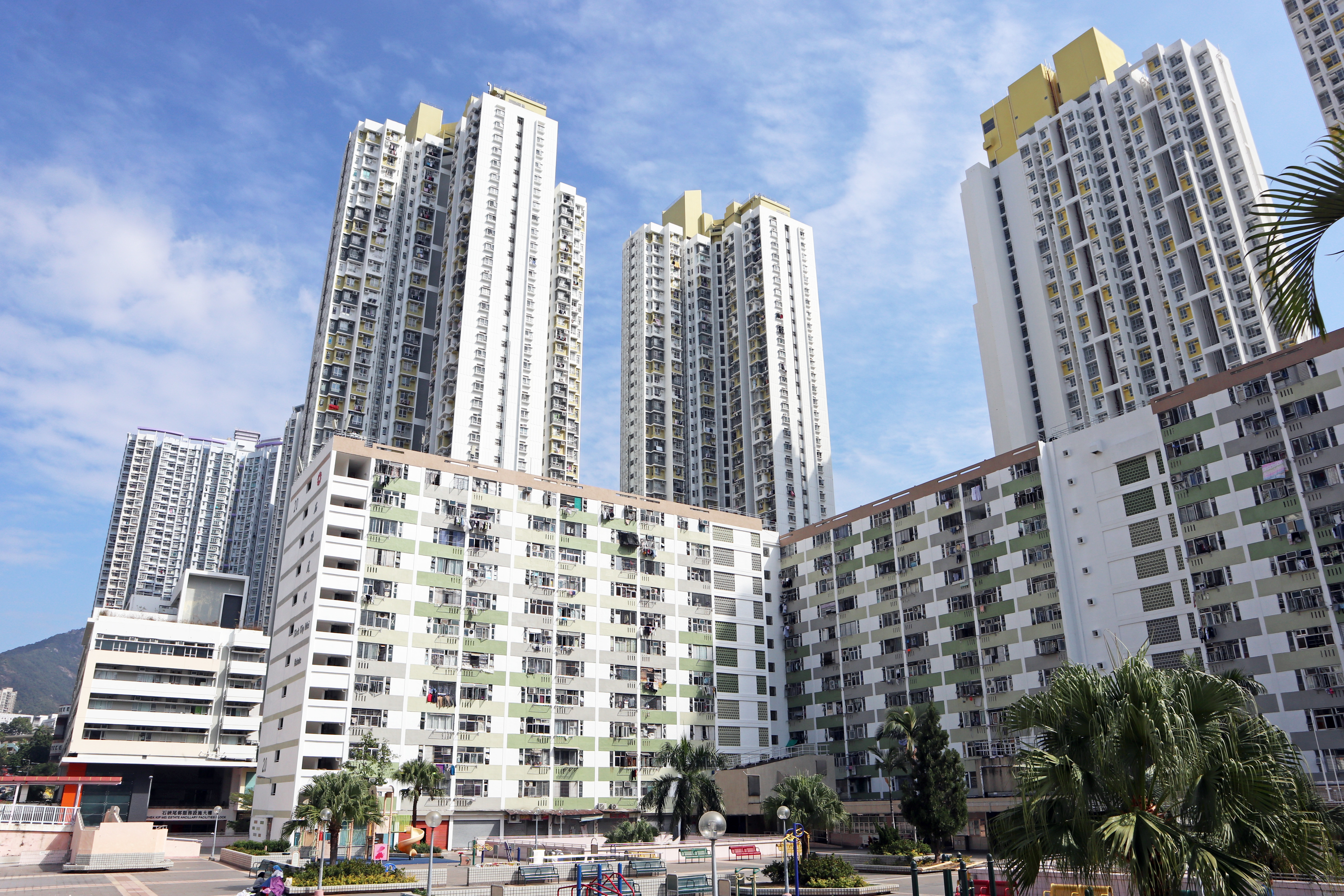
後方樓宇為石硤尾邨美如樓及美映樓、中間樓宇為美薈樓及美亮樓，前方樓宇為第19座及第20座（2019年11月）

#### 第4期重建計劃
- 用地在第一期對面，興建了聖方濟愛德小學新校舍，2010年11月底落成。

#### 第2、5期重建計劃
- 第二期位於窩仔街與偉智街之間，前第8-13座位置，建造兩座出租公屋大廈美薈樓、美亮樓及石硤尾邨綜合服務大樓，由有利建築施工，於2012年5月入伙[9][10]，為鄰近白田邨1-3及12座重建提供主要安置單位。
- 而窩仔街西面的位置，前石硤尾邨25-34座位置，則為第五期重建工地，為保留窩仔街與白田街交界的大樹，房署會在該邨重建第5期中，只興建4幢「T字形」式樓宇，中間位置會成為中央廣場[11]。第五期重建計劃樓宇於2012年5月入伙，其中美益樓地下，預留地方作為展覽廳，展示石硤尾邨文物與歷史。

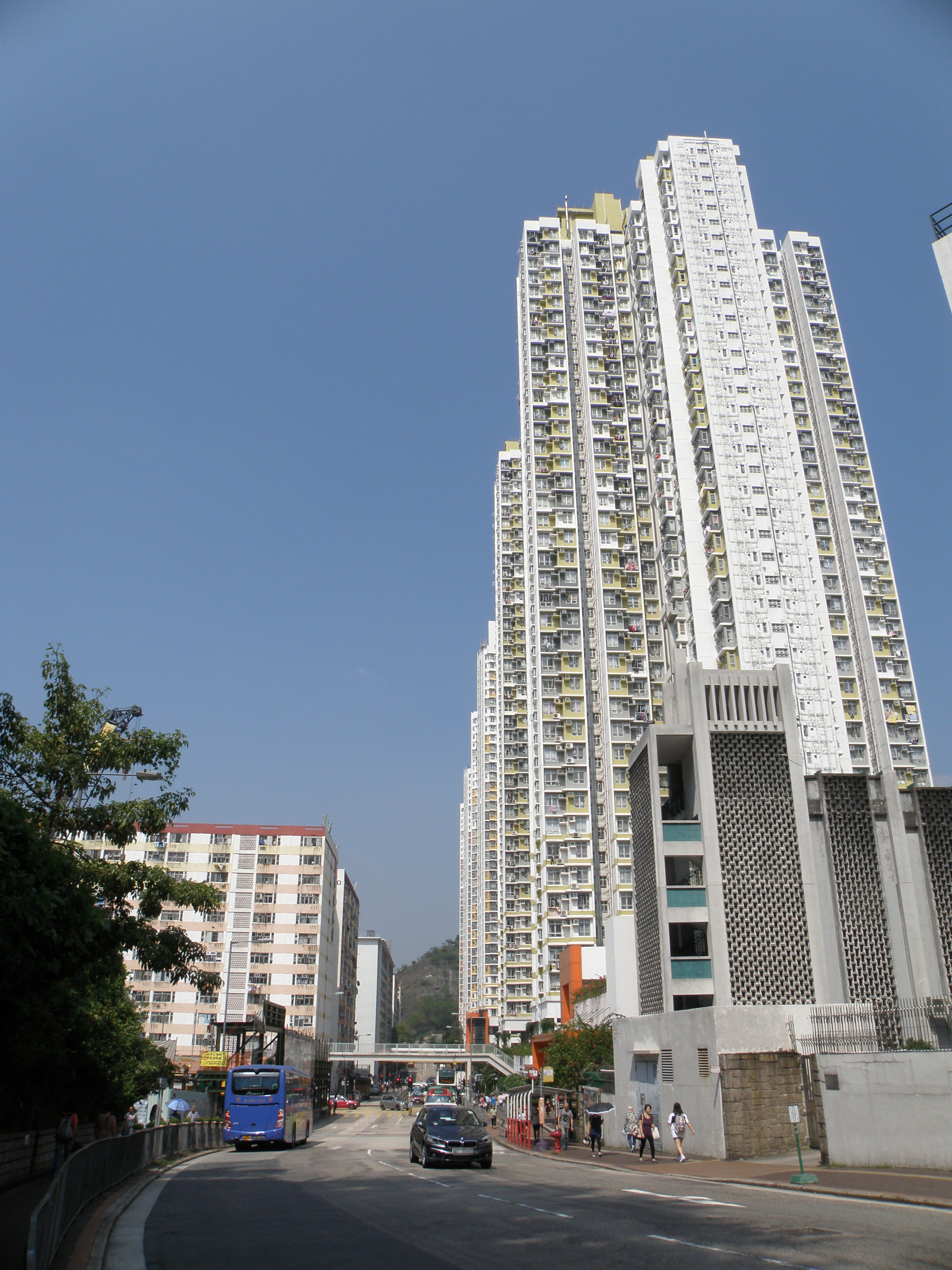
右方最前及其後的一座為第二期的美亮樓及美薈樓，而左方於1977年落成的舊長型大廈與右方2012年才重建而成的非標準十字型樓宇形成對比
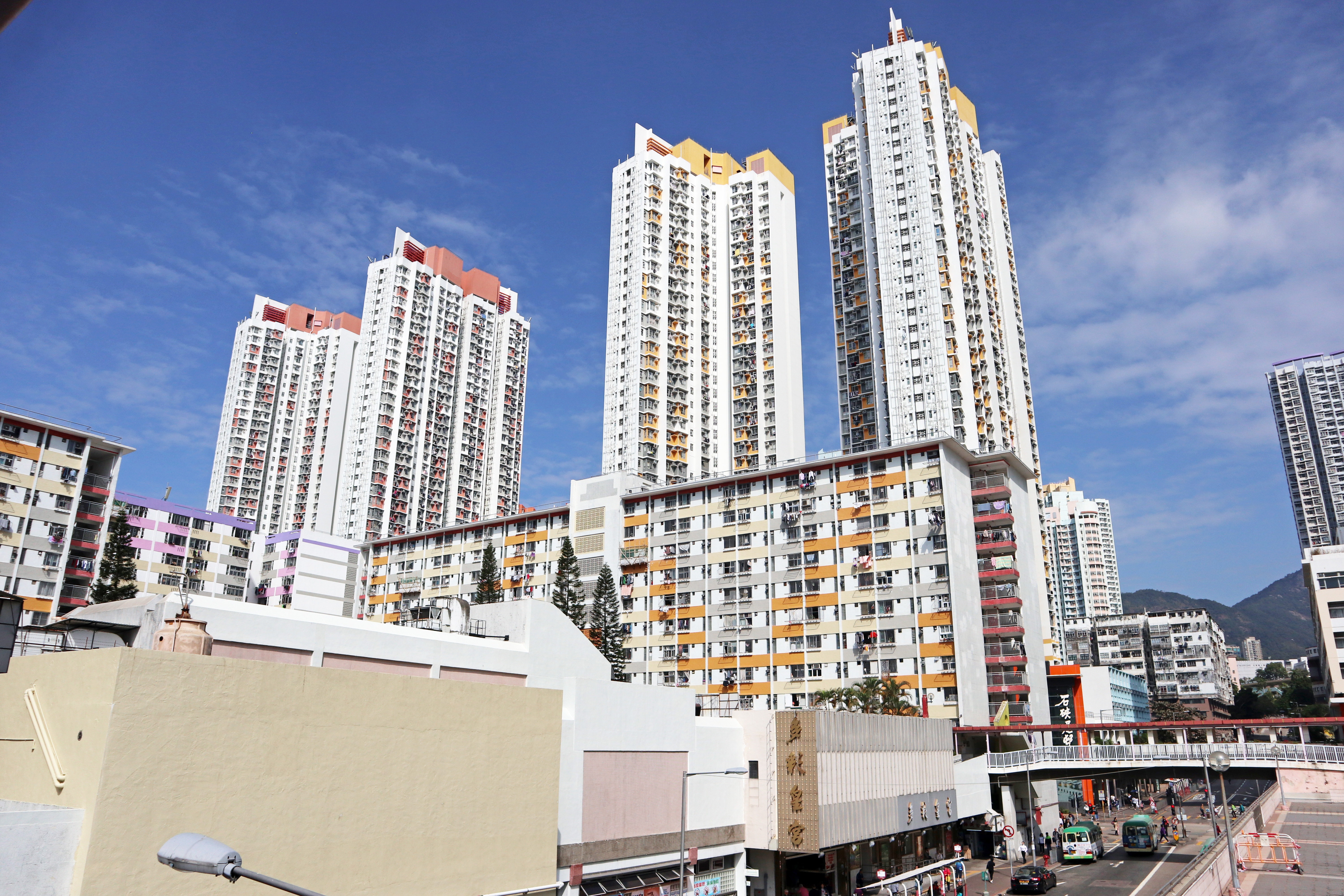
石硤尾邨美益樓、美賢樓、美笙樓及美盛樓，前方樓宇為美虹樓及美彩樓（2019年11月）

#### 第3、7期重建計劃／美荷樓活化計劃
- 範圍包括第41座美荷樓，作為活化古蹟。香港青年旅舍協會負責活化美荷樓的項目，在2012年美荷樓會變身成一座青年旅舍，當中還會建立一個生活館，展示石硤尾及深水埗區舊日居民的生活。
- 2013年政府撥款一億元在區內興建社區重點項目，西九新動力副主席沈少雄區議員，3月向深水埗區議會提交了興建藝術中心的意見書，計劃在石硤尾美荷樓對出興建集「排練場地、展覽廳及商舖」於一身的藝術中心，聲言要為西九文化區培養觀眾。其後被報章揭發其中一份「支持」計劃的「深水埗文藝協會有限公司」公眾人士意見書，內容與沈少雄的建議幾乎一模一樣，該公司董事竟然有5人是區議員，分別為郭振華、陳鏡秋等。但他們在討論時，卻沒有申報各人董事身份。公司更發出9,000份問卷，最終只成功收回約100份，當中只有60人支持建文化藝術中心，但聲稱計劃有6成居民支持的「民意」[12][13]。
- 據當區區議員民協秦寶山、文家傑咨詢居民意見的單張及報章報導，第三、七期的地盤於2014年進行重建，聯同第六期將提供約1520個租住公屋單位，料於2019年分段落成[14]。
- 第3期重建計劃，原擬興建兩座分別8和12層出租公屋大樓及平台，但最終修訂至1幢12層高的出租公屋大廈，位於平台之上，平台設社區服務中心、商舖、平台花園等。該樓宇名為美葵樓，共提供240個租住公屋單位，已於2019年3月4日開始入伙，並首次出現12間可間三睡房，備有兩浴室的構件式非標準設計出租公屋單位，首創出租公屋單位有條件設主人套房的先河。
- 第7期重建項目主要興建1座13層出租公屋大樓及平台，該樓宇名為美菖樓，提供247個單位，已於2019年3月20日入伙。設有街舖；範圍亦包括古廟，用作活化古蹟用途。

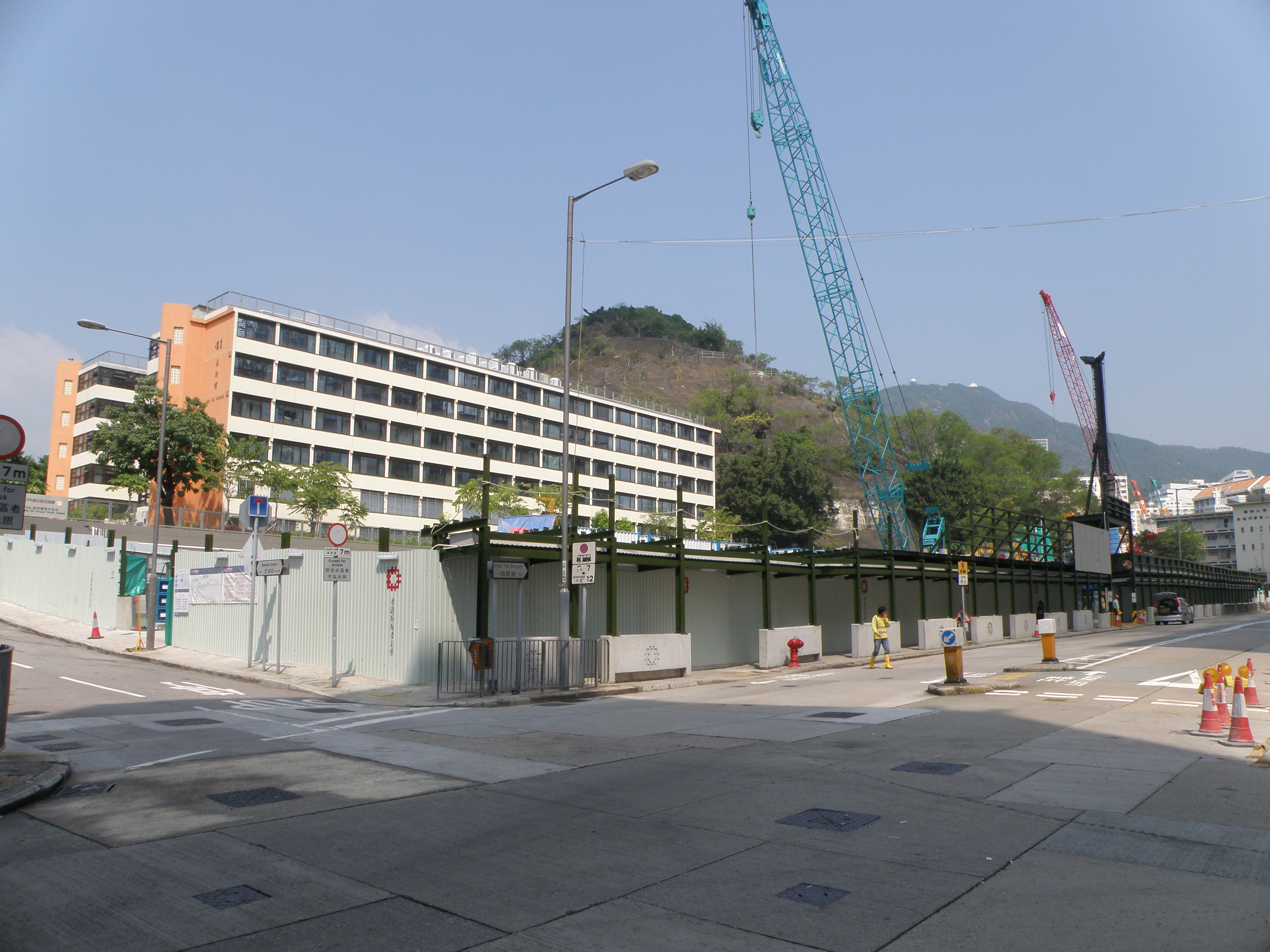
進行地基工程的第三期和第七期（2015年10月）
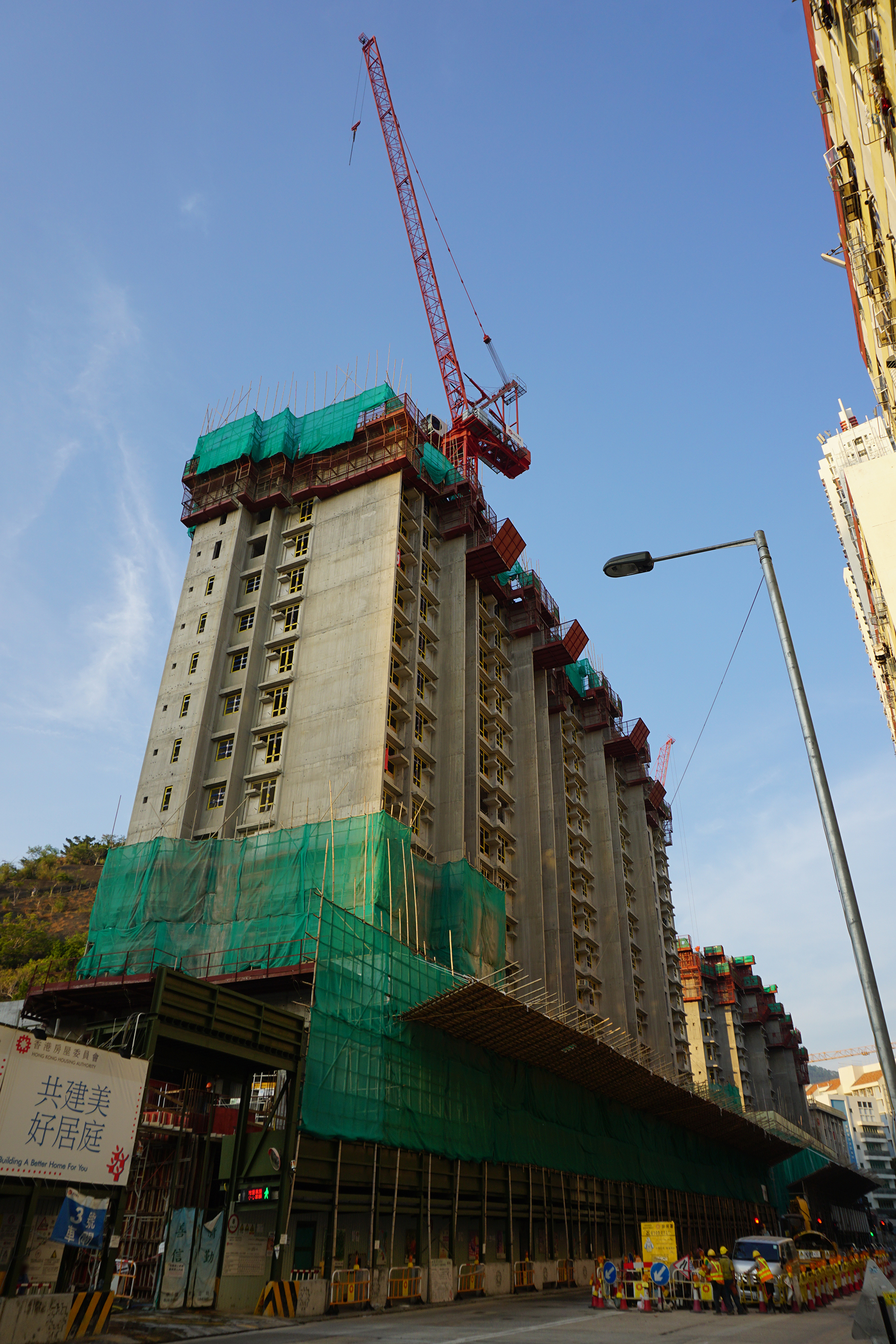
興建中的第三期和第七期（2017年11月）
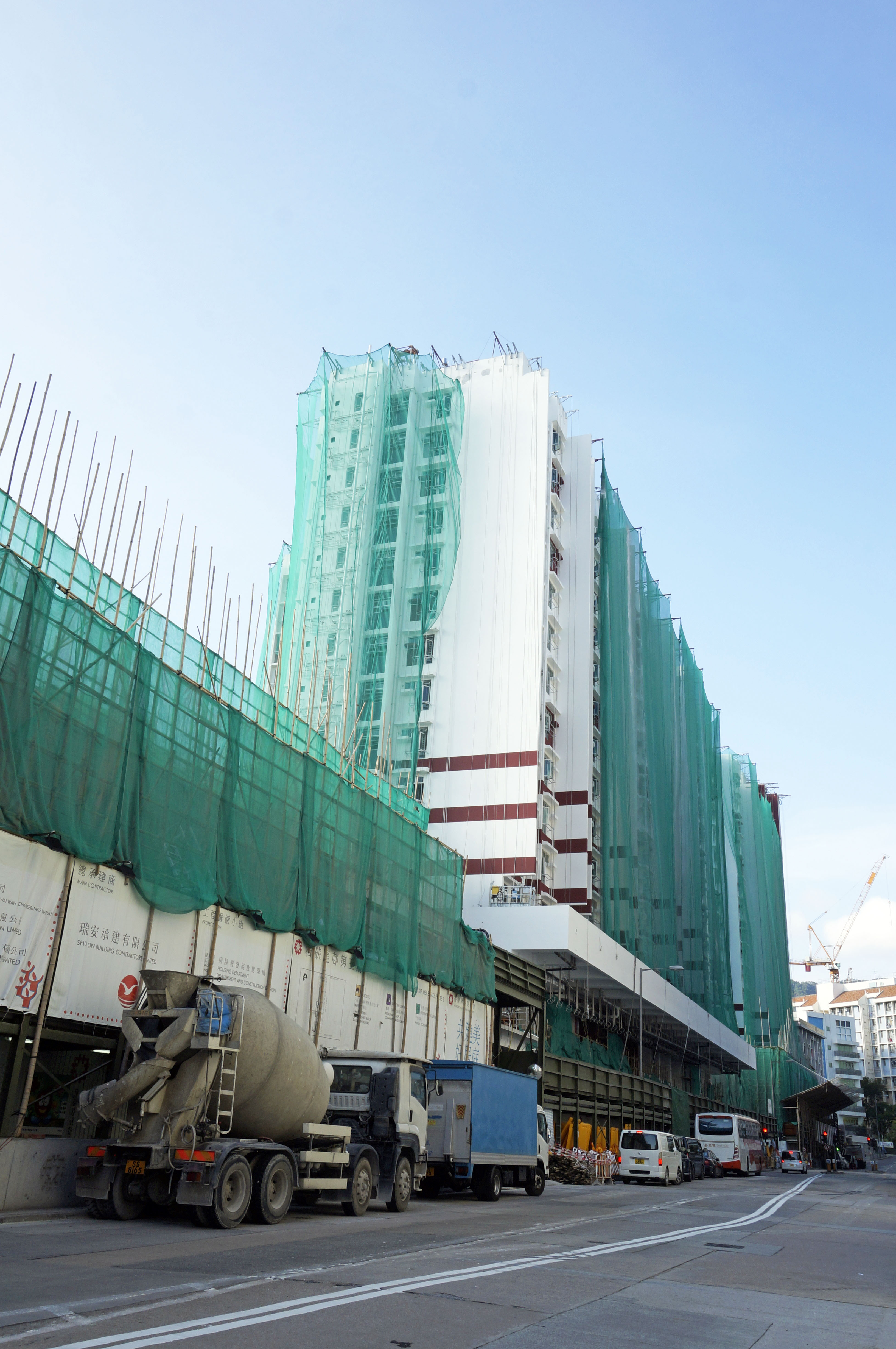
興建中的第三期和第七期（2018年5月）
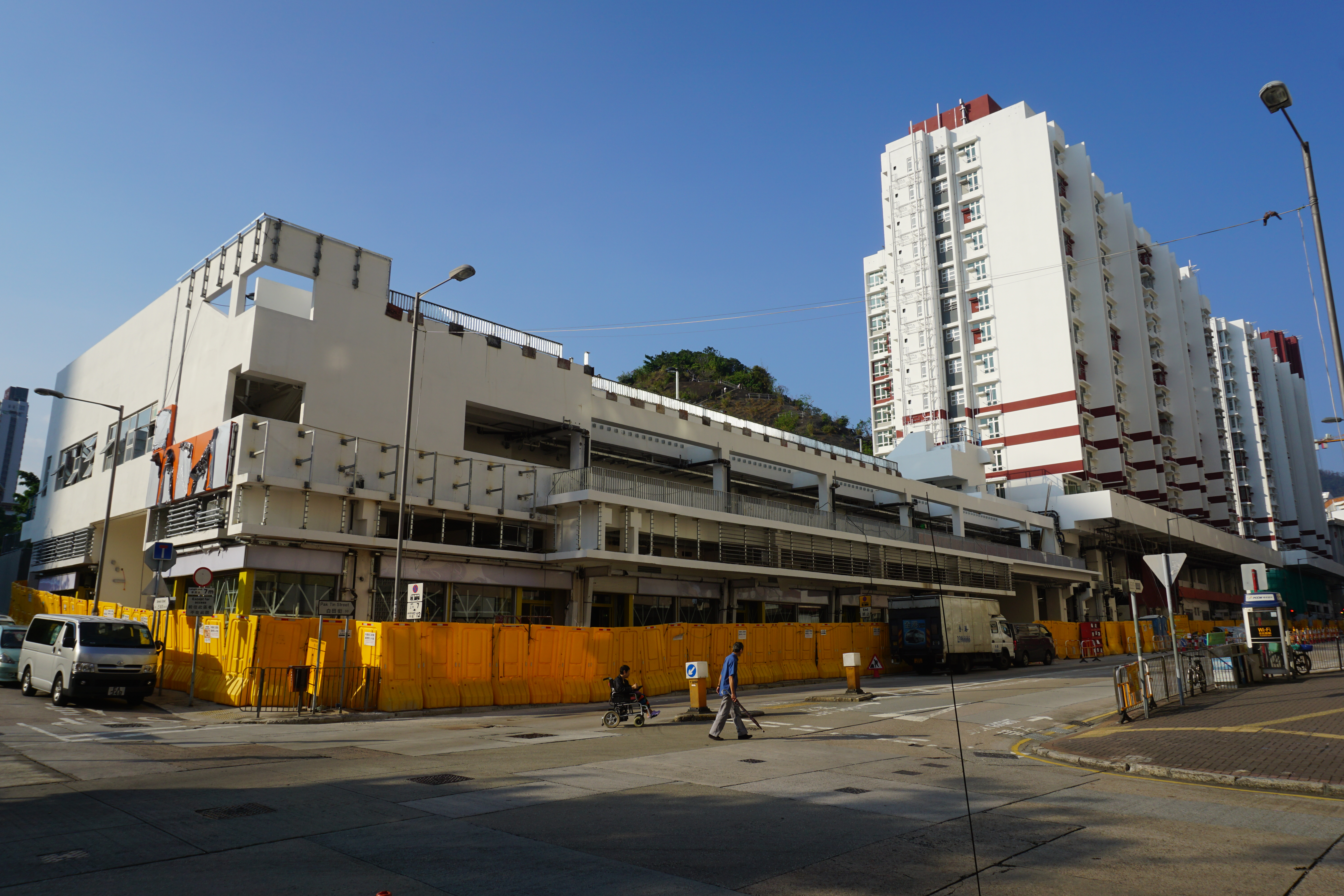
興建中的第三期和第七期（2018年10月）
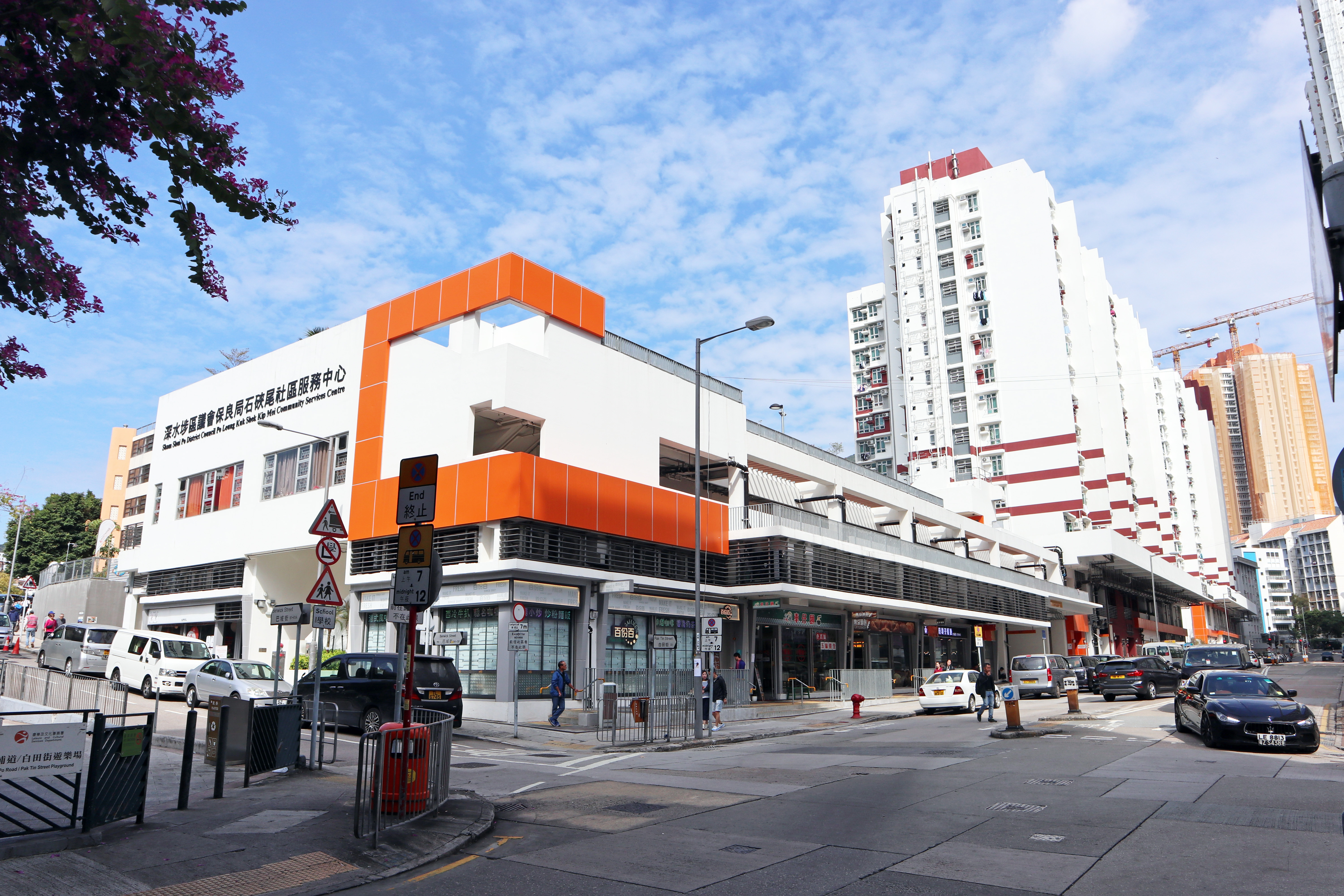
第三期和第七期（2019年11月）

#### 第6期重建計劃
- 範圍包括窩仔街與石硤尾街交界處以南的土地涵蓋2個「住宅（甲類）」地帶和一個「政府、機構或社區」地帶。
- 前者分別設於兩個不同的地台上，後者則設於另一地台上。由於石硤尾健康院的位置並不方便，深水埗區議會在2010年1月通過了一項動議，促請政府抓緊石硤尾邨第6期重建的機遇，進行重置石硤尾健康院計劃。為使上述3塊地台用地的設計布局更符合效益，建議把該等用地由「住宅（甲類）」地帶及「政府、機構或社區」地帶改劃為「住宅（甲類）1」地帶，以便把有關用地合併，並規定須在該「住宅（甲類）1」地帶內興建一間政府診所。考慮到南面的毗連綠化山丘（主水平基準上約80米）能發揮視覺調劑的功能，亦會在有關用地施加主水平基準上80米／110米的梯級式建築物高度限制。值得一提的是，美禧樓及美柏樓乃是全港最後兩座按照「整體重建計劃」興建而落成的大廈。
- 據當區區議員民協秦寶山、文家傑咨詢居民意見的單張及報章報道，第6期的地盤於2014年進行重建，聯同第3、7期將提供約1520個租住公屋單位，於2019年分段落成[14]。2019年12月，第6期重建項目入伙。
- 此期重建項目，興建2座33層出租公屋大樓及平台，提供1,056個單位，預計可容納約3,310人居住。二樓亦設有行人天橋連接第2期，方便屋邨居民和顧客通往第6期的新街市及石硤尾健康院，改善連繫屋邨上蓋設施。第6期亦提供3個貨車泊位及8個電單車泊位。
- 此外，此期設有商舖及小型街市，此期對面的石硤尾商場街市部份檔戶爭取重置街市，惟由於此期的街市太小，只有11檔[15]，未能完全安置所有檔戶。亦有部份檔戶反對興建新街市，擔心會分薄客源[16]。

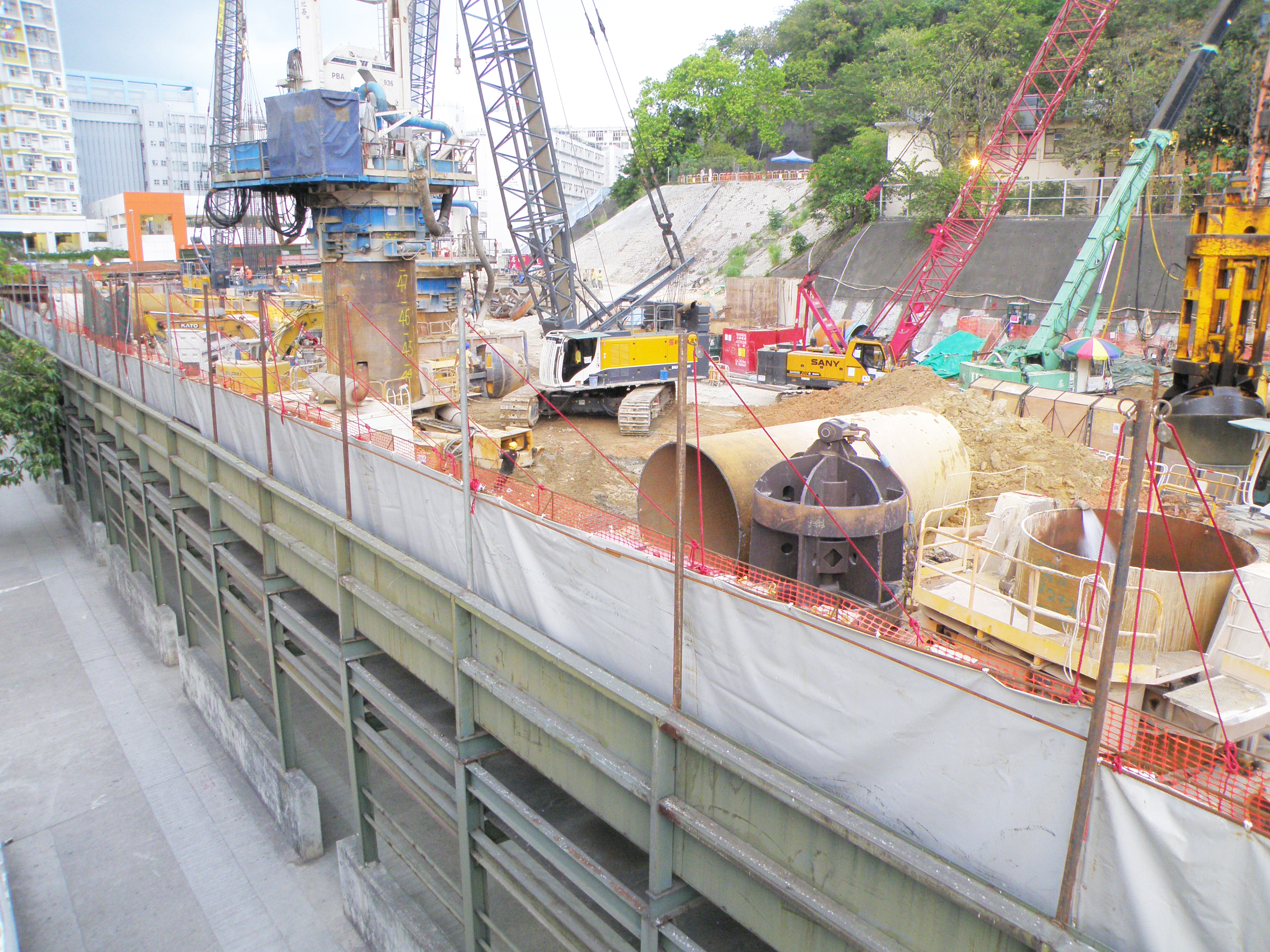
進行地基工程的第六期 （2015年5月）
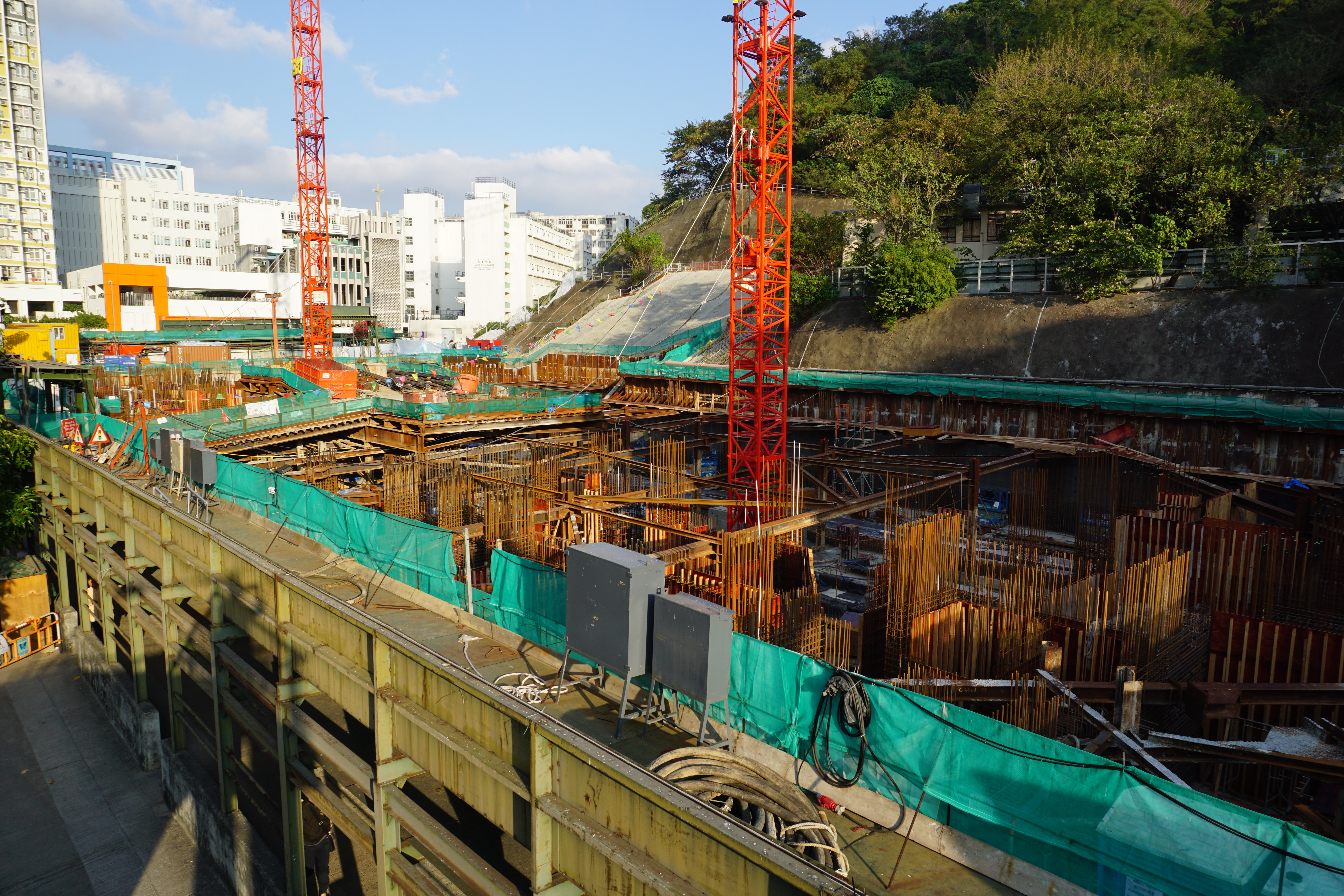
興建中的第六期 （2016年12月）
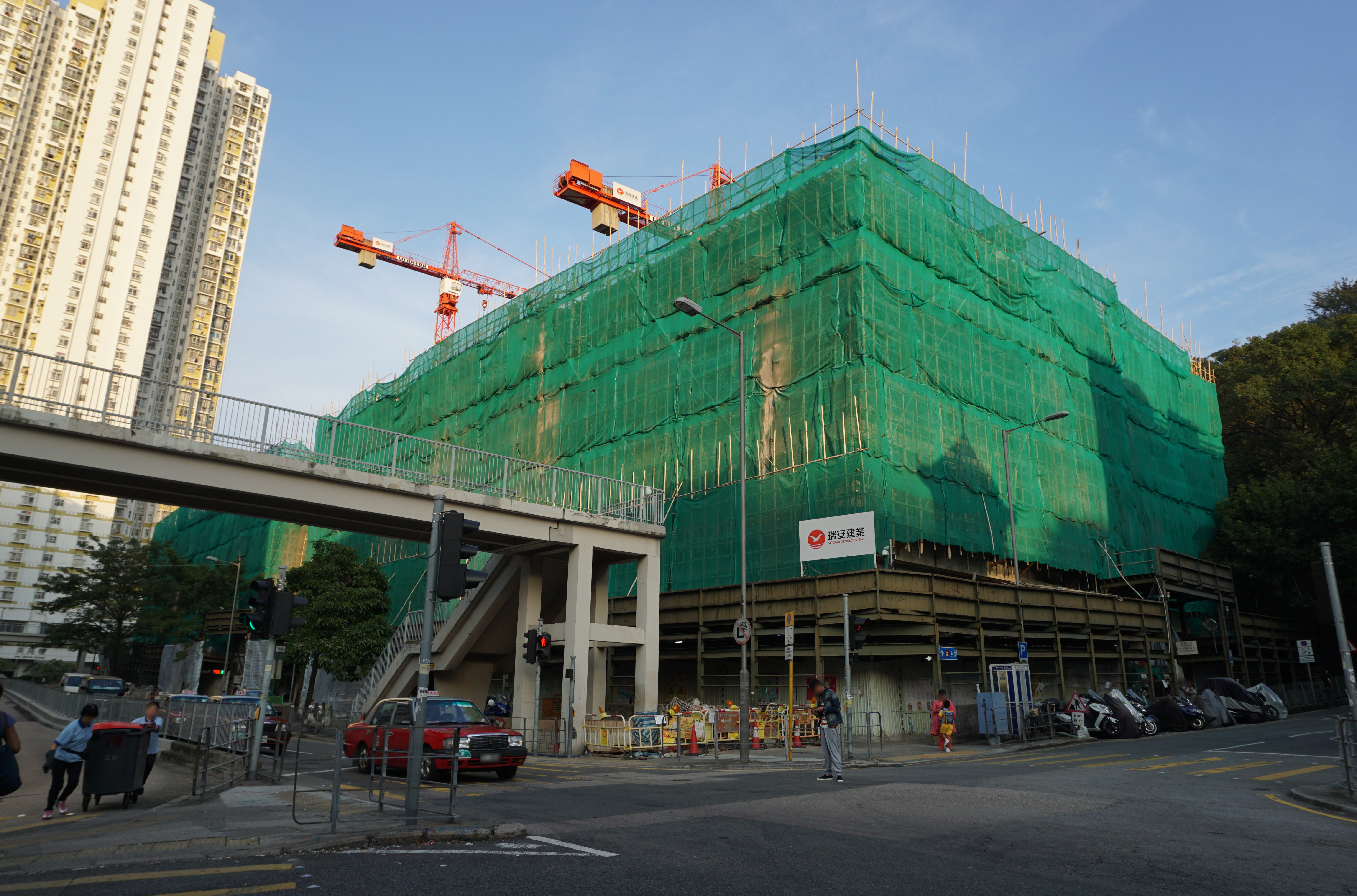
興建中的第六期 （2017年11月）
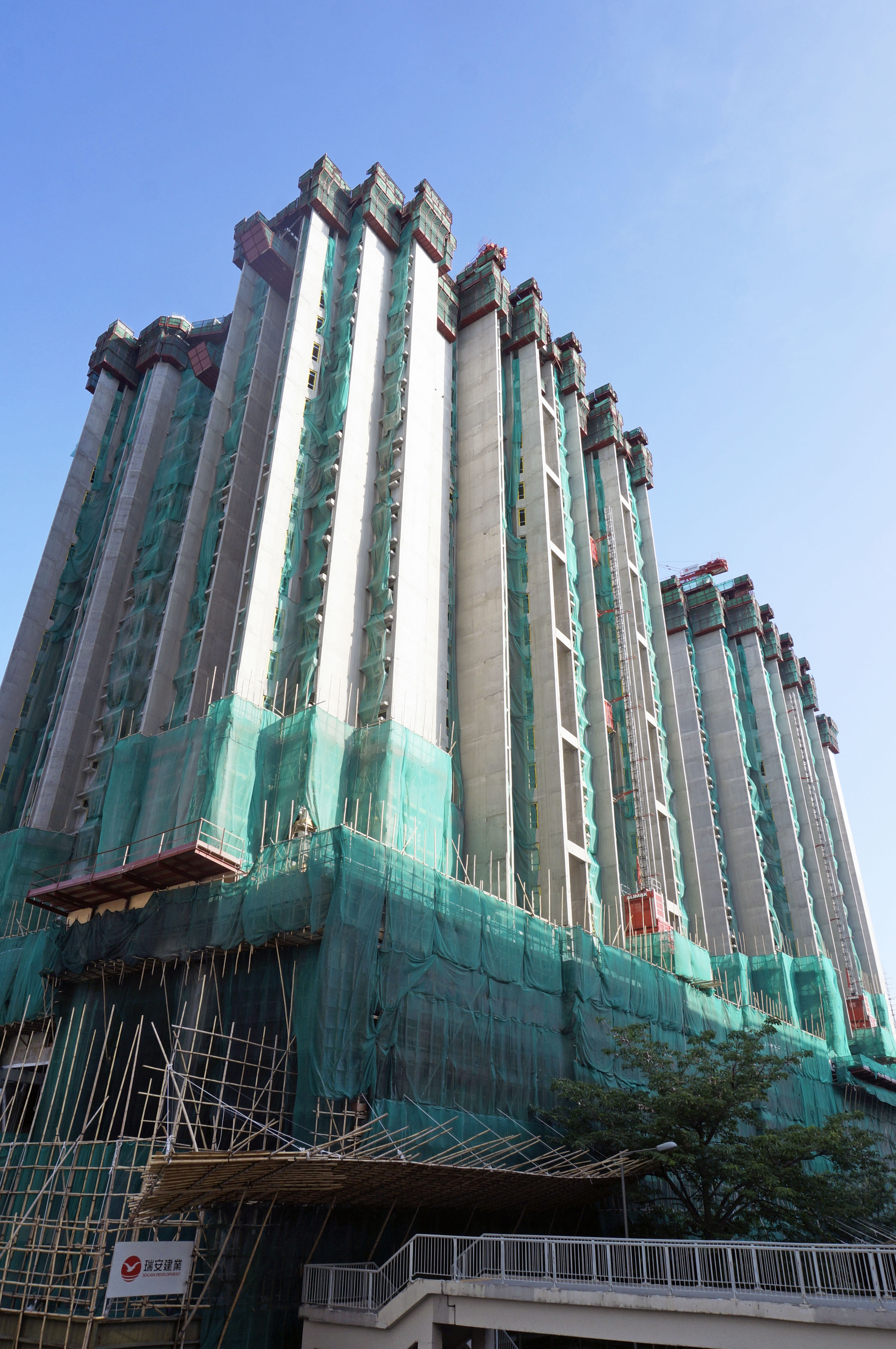
興建中的第六期 （2018年5月）
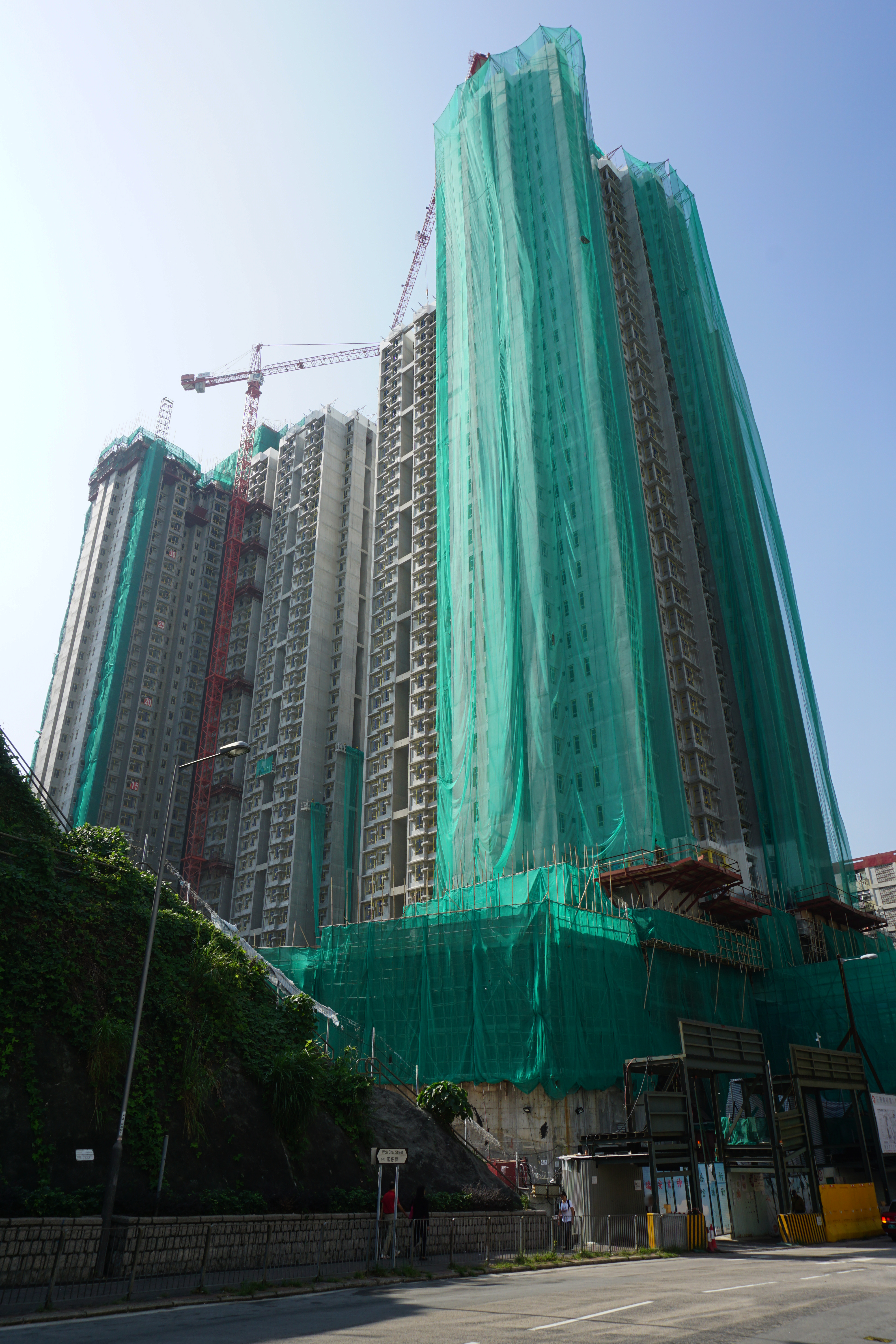
興建中的第六期 （2018年11月）
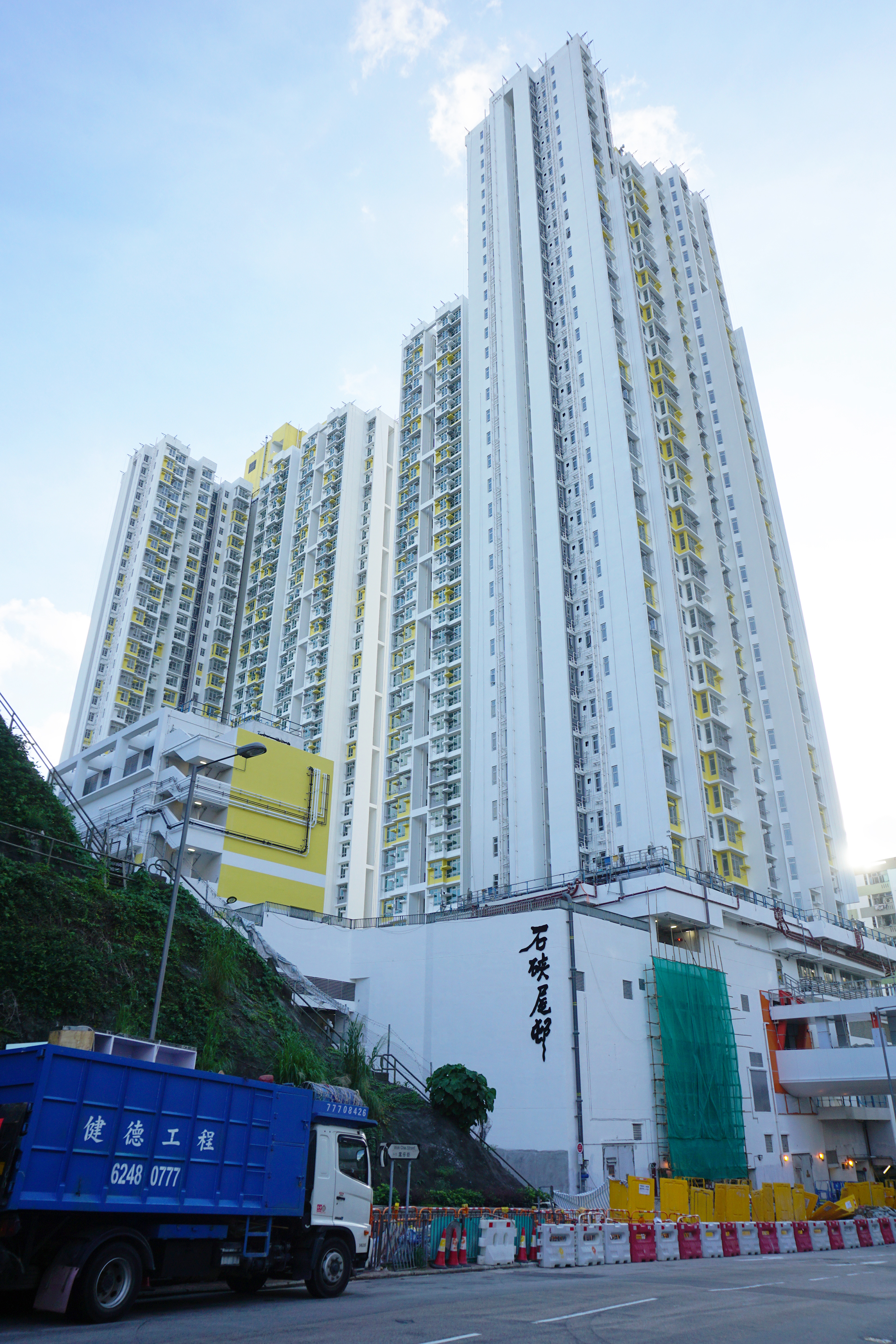
興建中的第六期 （2019年7月）
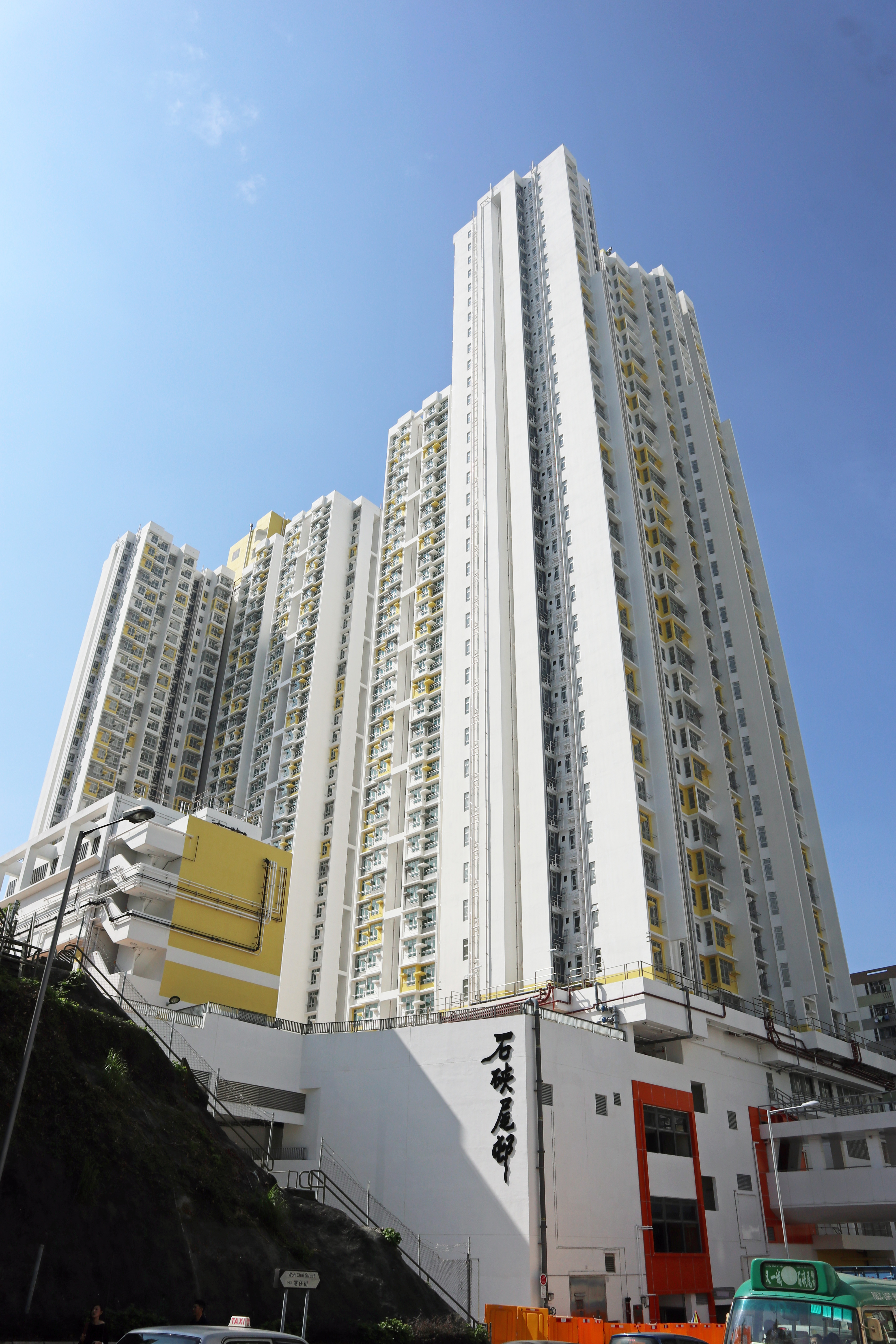
第六期大廈，分別名為美禧樓及美柏樓（2019年11月）
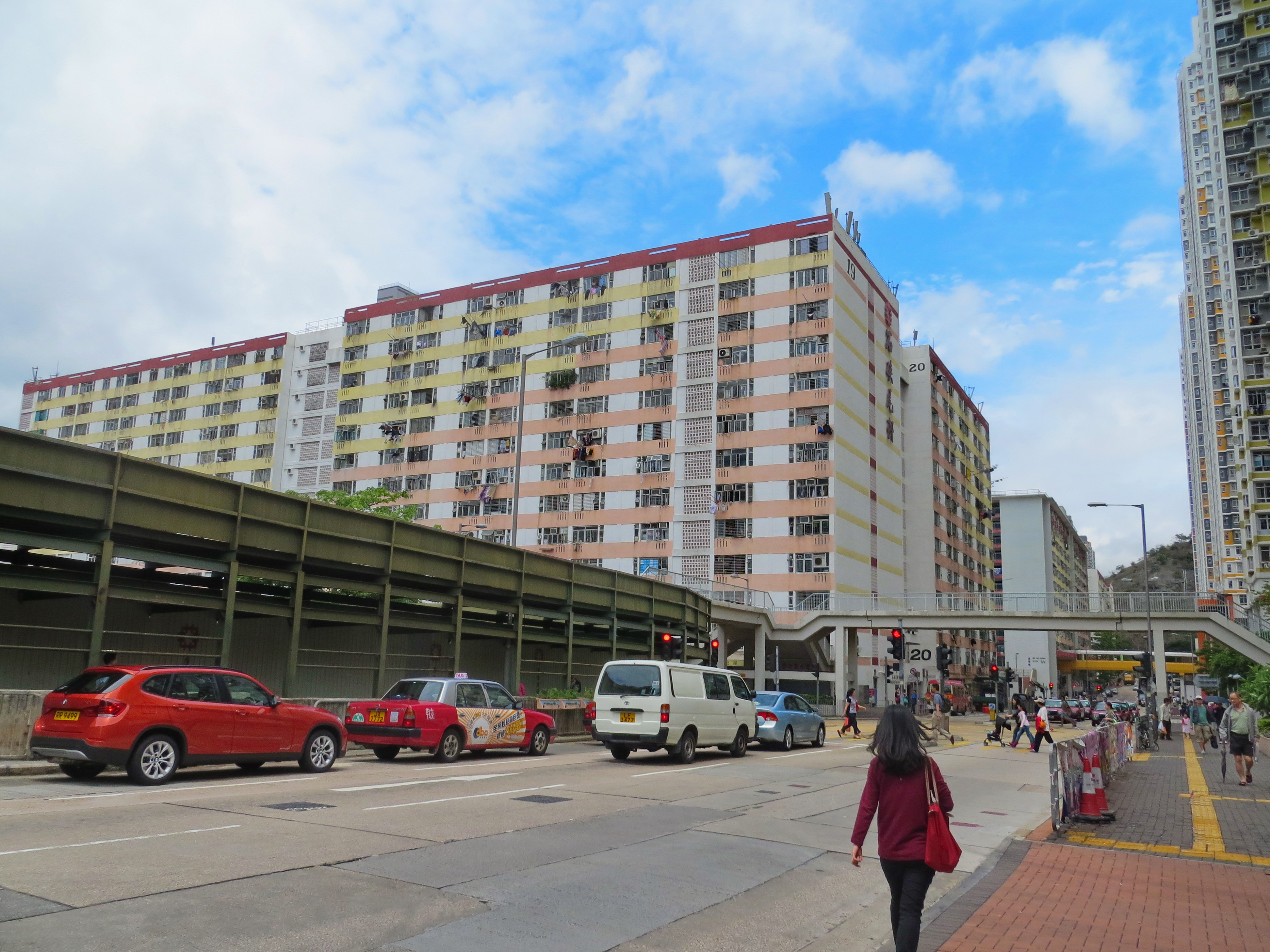
石硤尾邨第19座，左方為窩仔街與石硤尾街交界處以南的土地

## 歷史影響與事蹟
- 石硤尾邨是香港史上首個由政府興建的公共屋邨
- 石硤尾邨是香港公營房屋的歷史上首個徙置屋邨
- 重建的第一期為全港首批全面採用非標準型設計的出租公屋大廈
- 重建第一期為全港首個全面採用「通用設計」的公共屋邨項目
- 石硤尾邨亦是最後一個擁有第1、2型徙置大廈的屋邨
- 第3座是首座採用單塔式設計的廉租大廈
- 第14座是全香港最後一幢存在的2型徙置大廈，而且是少數採用單幢式設計的同型大廈。（對上一幢拆卸的第2型徙廈為樂富邨第21座）
- 第41座是現時香港碩果僅存的「H」形7層徙置大廈，獲評為2級歷史建築的建築物。
- 第41座是全香港第一座及唯一一座經活化工程改變樓宇用途的出租公屋大廈
- 第三期美葵樓首次在出租公屋採用備有兩浴室並可間出三睡房的E型構件式單位，創出有條件在出租公屋單位內可以間出主人套房的先河
- 石硤尾邨是目前全港唯一提供構件式（美葵樓）及非構件式（美如樓）非標準設計三睡房單位的公共屋邨
- 石硤尾邨是九龍西及深水埗區首條及目前唯一提供過萬單位的公共屋邨
- 第21、23及24座為全港最後一批落成的第七型徙置大廈，於1982年9月才獲發入伙紙

## 屋邨資料

### 現存樓宇
| 階段／期數 | 樓宇名稱（座號）     | 門牌號碼     | 樓宇類型                           | 落成年份      | 層數 | 每層伙數 | 每座單位總數（伙）                                | 目前用途 | 建築師                                               | 承建商                              | 提供升降機的廠商 （更換前） | 提供升降機的廠商 （更換後） |
| ---------- | -------------------- | ------------ | ---------------------------------- | ------------- | ---- | --- | ------------------------------------------------- | -------- | ---------------------------------------------------- | ----------------------------------- | --------------------------- | --------------------------- |
| 徙置大廈   | 美荷樓 （第41座）    | 巴域街70號   | 改建第一型徙置大廈                 | 1954年        | 6    | 29（改建為青年旅舍） 24（改建後） 62（改建前）                                                                                   | 129（改建為青年旅舍） 142（改建後） 372（改建前） | 青年旅舍 | 工務司署（原建築及首次改建） AD+RG（改建為青年旅舍） | 德榮建築 建業建築（改建為青年旅舍） | （不設升降機）              | 東芝                        |
| 石硤尾新區 | 第19座               | 石硤尾街65號 | 第七型徙置大廈                     | 1979年        | 13   | 10（2樓） 40（3-12樓） 35（13樓）                                                                                                | 445                                               | 出租公屋 | 工務司署、 屋宇建設委員會建築師                      | 亨利建築 （瑞安建業）               | 富士達                      | 東芝                        |
| 石硤尾新區 | 第20座               | 窩仔街101號  | 第七型徙置大廈                     | 1979年        | 13   | 7（2樓） 16（3-12樓） 12（13樓）                                                                                                 | 179                                               | 出租公屋 | 工務司署、 屋宇建設委員會建築師                      | 亨利建築 （瑞安建業）               | 富士達                      | 東芝                        |
| 石硤尾新區 | 第21座               | 巴域街54號   | 第七型徙置大廈                     | 1979年 1982年 | 13   | 38（2樓） 40（3-12樓） 30（13樓）                                                                                                | 468                                               | 出租公屋 | 工務司署、 屋宇建設委員會建築師                      | 亨利建築 （瑞安建業）               | 奧的斯                      | 東芝                        |
| 石硤尾新區 | 第22座               | 白田街10號   | 第七型徙置大廈                     | 1979年        | 13   | 18（地下） 44（2-12樓） 33（13樓）                                                                                               | 532                                               | 出租公屋 | 工務司署、 屋宇建設委員會建築師                      | 亨利建築 （瑞安建業）               | 奧的斯                      | 東芝                        |
| 石硤尾新區 | 第23座               | 窩仔街125號  | 第七型徙置大廈                     | 1979年 1982年 | 13   | 8（地下） 39（3樓） 40（4-12樓） 30（13樓）                                                                                      | 437                                               | 出租公屋 | 工務司署、 屋宇建設委員會建築師                      | 亨利建築 （瑞安建業）               | 奧的斯                      | 東芝                        |
| 石硤尾新區 | 第24座               | 窩仔街123號  | 第七型徙置大廈                     | 1982年        | 13   | 16（3-12樓） 12（13樓） | 172                                               | 出租公屋 | 工務司署、 屋宇建設委員會建築師                      | 亨利建築 （瑞安建業）               | （不設升降機）              | （不設升降機）              |
| 石硤尾新區 | 美山樓 （第42座）    | 巴域街50號   | 舊長型 （中央走廊式，連接F+連接C） | 1983年        | 10   | 32 | 320                                               | 出租公屋 | 房屋署建築師                                         | 孫福記營造 （新福港）               | 美善高                      | 蒂森克虜伯                  |
| 石硤尾新區 | 美虹樓 （第43座）    | 巴域街52號   | 舊長型 （中央走廊式，連接F+連接C） | 1983年        | 10   | 20 | 200                                               | 出租公屋 | 房屋署建築師                                         | 孫福記營造 （新福港）               | 美善高                      | 蒂森克虜伯                  |
| 石硤尾新區 | 美彩樓 （第44座）    | 窩仔街121號  | 舊長型 （中央走廊式，連接C）       | 1983年        | 10   | 40 | 400                                               | 出租公屋 | 房屋署建築師                                         | 孫福記營造 （新福港）               | 美善高                      | 蒂森克虜伯                  |
| 重建第1期  | 美如樓（第1期第1座） | 偉智街10號   | 非標準設計大廈 （其它類型）        | 2007年        | 39   | 26，不設18-29號單位（1樓） 38（2-16樓） 37，不設22號單位（17-36樓） 27，不設8-11、18-24號單位（37樓） 15，不設2-24號單位（38樓） | 1378                                              | 出租公屋 | 房屋署總建築師（1）                                  | 保華建業                            | 星瑪                        | （不適用）                  |
| 重建第1期  | 美映樓（第1期第2座） | 偉智街12號   | 非標準設計大廈 （V字型）           | 2007年        | 37   | 14，不設10-14號單位（1樓） 19（2-30樓） 15，不設13-16號單位（31-36樓）                                                           | 655                                               | 出租公屋 | 房屋署總建築師（1）                                  | 保華建業                            | 星瑪                        | （不適用）                  |
| 重建第2期  | 美亮樓（第2期第5座） | 窩仔街100號  | 非標準設計大廈 （十字型）          | 2012年        | 40   | 不設單位（1樓） 19（19樓） 20（其餘樓層）                                                                                        | 779                                               | 出租公屋 | 周余石建築師事務所                                   | 有利建築                            | 星瑪                        | （不適用）                  |
| 重建第2期  | 美薈樓（第2期第6座） | 窩仔街100號  | 非標準設計大廈 （十字型）          | 2012年        | 40   | 不設單位（1樓） 19（19樓） 20（其餘樓層）                                                                                        | 779                                               | 出租公屋 | 周余石建築師事務所                                   | 有利建築                            | 星瑪                        | （不適用）                  |
| 重建第3期  | 美葵樓（第3期第1座） | 白田街13號   | 非標準設計大廈 （T字型）           | 2019年        | 12   | 20 | 240                                               | 出租公屋 | 周林建築師事務所                                     | 瑞安建業                            | 蒂森克虜伯                  | （不適用）                  |
| 重建第5期  | 美益樓（第5期第1座） | 窩仔街120號  | 非標準設計大廈 （Y字型）           | 2012年        | 40   | 10，不設11-16號單位（1-2樓） 15（19樓） 16（其餘樓層）                                                                           | 627                                               | 出租公屋 | 周余石建築師事務所                                   | 瑞安建業                            | 通力                        | （不適用）                  |
| 重建第5期  | 美賢樓（第5期第2座） | 窩仔街120號  | 非標準設計大廈 （Y字型）           | 2012年        | 40   | 15（19樓） 16（其餘樓層） | 639                                               | 出租公屋 | 周余石建築師事務所                                   | 瑞安建業                            | 通力                        | （不適用）                  |
| 重建第5期  | 美笙樓（第5期第3座） | 窩仔街120號  | 非標準設計大廈 （Y字型）           | 2012年        | 40   | 15（19樓） 16（其餘樓層） | 639                                               | 出租公屋 | 周余石建築師事務所                                   | 瑞安建業                            | 通力                        | （不適用）                  |
| 重建第5期  | 美盛樓（第5期第4座） | 窩仔街120號  | 非標準設計大廈 （Y字型）           | 2012年        | 39   | 不設單位（1-2樓） 15（17樓） 16（其餘樓層）                                                                                      | 591                                               | 出租公屋 | 周余石建築師事務所                                   | 瑞安建業                            | 通力                        | （不適用）                  |
| 重建第6期  | 美禧樓（第6期第1座） | 石硤尾街66號 | 非標準設計大廈 （L字型）           | 2019年        | 36   | 16 | 528                                               | 出租公屋 | 周林建築師事務所                                     | 瑞安建業                            | 蒂森克虜伯                  | （不適用）                  |
| 重建第6期  | 美柏樓（第6期第2座） | 石硤尾街66號 | 非標準設計大廈 （L字型）           | 2019年        | 36   | 16 | 528                                               | 出租公屋 | 周林建築師事務所                                     | 瑞安建業                            | 蒂森克虜伯                  | （不適用）                  |
| 重建第7期  | 美菖樓（第7期第1座） | 白田街17號   | 非標準設計大廈 （L字型）           | 2019年        | 13   | 19 | 247                                               | 出租公屋 | 周林建築師事務所                                     | 瑞安建業                            | 蒂森克虜伯                  | （不適用）                  |

粗體表示該樓宇牽涉26座問題公屋醜聞，其混凝土強度未達高層單位20.7MPa或低層單位31MPa的標準，但遲至1990年代才被揭發，由於情況並不嚴重，故此一直未列入「整體重建計劃」。

### 歷代樓宇
底線標註的樓宇為仍未拆卸的大廈。
粗體表示該樓宇牽涉26座問題公屋醜聞，其混凝土強度未達高層單位20.7MPa或低層單位31MPa的標準，相關樓宇除第21-23座外已納入整體重建計劃下重建、而第21-23座由於情況並不嚴重，故此一直未列入「整體重建計劃」。
| 重建前的石硤尾邨 | 重建前的石硤尾邨 | 重建前的石硤尾邨                | 重建前的石硤尾邨   | 重建前的石硤尾邨 | 重建前的石硤尾邨 | 重建前的石硤尾邨 | 重建前的石硤尾邨 | 重建前的石硤尾邨                                                                       | 重建前的石硤尾邨                  | 重建前的石硤尾邨      | 重建前的石硤尾邨         |
| 1984後 的名稱    | 1973－83年的名稱 | 1973年前的名稱                  | 樓宇類型           | 層數             | 落成年份         | 改建年份         | 拆卸年份         | 重建後原地所屬的樓宇                                                                   | 安置屋邨                          | 承建商                | 備註                     |
| ---------------- | ---------------- | ------------------------------- | ------------------ | ---------------- | ---------------- | ---------------- | ---------------- | -------------------------------------------------------------------------------------- | --------------------------------- | --------------------- | ------------------------ |
| （已拆卸）       | （已拆卸）       | 包寧平房                        | 平房               | 2                | 1954年           | （不適用）       | 1955年           | 興建21座第一型徙置大廈                                                                 | （同一屋邨） 第一型徙置大廈       |                       |                          |
| （已拆卸）       | （已拆卸）       | 石硤尾邨徙置區第3座（O）        | 第一型徙置大廈     | 7                | 1956年           | （不適用）       | 1973年           | 第19-20座 石硤尾邨商場 平台公園 延長石硤尾街路面                                       | 白田政府新邨                      | 嘉民建築              | 重建後又稱「石硤尾新區」 |
| （已拆卸）       | （已拆卸）       | 石硤尾邨徙置區第4座（P）        | 第一型徙置大廈     | 7                | 1956年           | （不適用）       | 1973年           | 第19-20座 石硤尾邨商場 平台公園 延長石硤尾街路面                                       | 白田政府新邨                      | 嘉民建築              | 重建後又稱「石硤尾新區」 |
| （已拆卸）       | （已拆卸）       | 石硤尾邨徙置區第5座（Q）        | 第一型徙置大廈     | 7                | 1956年           | （不適用）       | 1973年           | 第19-20座 石硤尾邨商場 平台公園 延長石硤尾街路面                                       | 白田政府新邨                      | 嘉民建築              | 重建後又稱「石硤尾新區」 |
| （已拆卸）       | （已拆卸）       | 石硤尾邨徙置區第6座（R）        | 第一型徙置大廈     | 7                | 1956年           | （不適用）       | 1973年           | 第19-20座 石硤尾邨商場 平台公園 延長石硤尾街路面                                       | 白田政府新邨                      | 嘉民建築              | 重建後又稱「石硤尾新區」 |
| （已拆卸）       | （已拆卸）       | 石硤尾邨徙置區第7座（U）        | 第一型徙置大廈     | 7                | 1956年           | （不適用）       | 1979年           | 第42-44座 地舖 酒樓 石硤尾邨停車場 石硤尾邨展覽廳（房署） 石硤尾社區會堂（民政事務署） | （同一屋邨） 第19-24座            | 嘉民建築              | 重建後又稱「石硤尾新區」 |
| （已拆卸）       | （已拆卸）       | 石硤尾邨徙置區第8座（T）        | 第一型徙置大廈     | 7                | 1956年           | （不適用）       | 1979年           | 第42-44座 地舖 酒樓 石硤尾邨停車場 石硤尾邨展覽廳（房署） 石硤尾社區會堂（民政事務署） | （同一屋邨） 第19-24座            | 嘉民建築              | 重建後又稱「石硤尾新區」 |
| （已拆卸）       | （已拆卸）       | 石硤尾邨徙置區第9座（V）        | 第一型徙置大廈     | 7                | 1956年           | （不適用）       | 1979年           | 第42-44座 地舖 酒樓 石硤尾邨停車場 石硤尾邨展覽廳（房署） 石硤尾社區會堂（民政事務署） | （同一屋邨） 第19-24座            | 嘉民建築              | 重建後又稱「石硤尾新區」 |
| （已拆卸）       | （已拆卸）       | 石硤尾邨徙置區第10座（W）       | 第一型徙置大廈     | 7                | 1956年           | （不適用）       | 1979年           | 第42-44座 地舖 酒樓 石硤尾邨停車場 石硤尾邨展覽廳（房署） 石硤尾社區會堂（民政事務署） | （同一屋邨） 第19-24座            | 嘉民建築              | 重建後又稱「石硤尾新區」 |
| （已拆卸）       | （已拆卸）       | 石硤尾邨徙置區第11座（X）       | 第一型徙置大廈     | 7                | 1956年           | （不適用）       | 1973年           | 第21-24座 中央球場                                                                     | 白田政府新邨                      | 嘉民建築              | 重建後又稱「石硤尾新區」 |
| （已拆卸）       | （已拆卸）       | 石硤尾邨徙置區第12座（Z）       | 第一型徙置大廈     | 7                | 1956年           | （不適用）       | 1973年           | 第21-24座 中央球場                                                                     | 白田政府新邨                      | 嘉民建築              | 重建後又稱「石硤尾新區」 |
| （已拆卸）       | （已拆卸）       | 石硤尾邨徙置區第13座（Y）       | 第一型徙置大廈     | 7                | 1956年           | （不適用）       | 1973年           | 第21-24座 中央球場                                                                     | 白田政府新邨                      | 嘉民建築              | 重建後又稱「石硤尾新區」 |
| 第1座            | 石硤尾上邨第1座  | 石硤尾政府廉租屋邨第1座         | 舊型廉租大廈       | 6/7              | 1964年           | （不適用）       | 2000年           | 美映樓 美如樓 石硤尾中央遊樂場                                                         | 元洲邨 幸福邨                     |                       | 重建第一期               |
| 第2座            | 石硤尾上邨第2座  | 石硤尾政府廉租屋邨第2座         | 舊型廉租大廈       | 6/7              | 1964年           | （不適用）       | 2000年           | 美映樓 美如樓 石硤尾中央遊樂場                                                         | 元洲邨 幸福邨                     |                       | 重建第一期               |
| 第3座            | 石硤尾上邨第3座  | 石硤尾政府廉租屋邨第3座         | 單塔廉租大廈       | 6/7              | 1964年           | （不適用）       | 2000年           | 美映樓 美如樓 石硤尾中央遊樂場                                                         | 元洲邨 幸福邨                     |                       | 重建第一期               |
| 第4座            | 石硤尾上邨第4座  | 石硤尾政府廉租屋邨第4座         | 舊型廉租大廈       | 6/7              | 1964年           | （不適用）       | 2000年           | 美映樓 美如樓 石硤尾中央遊樂場                                                         | 元洲邨 幸福邨                     |                       | 重建第一期               |
| 第5座            | 石硤尾上邨第5座  | 石硤尾政府廉租屋邨第5座         | 舊型廉租大廈       | 6/7              | 1964年           | （不適用）       | 2000年           | 美映樓 美如樓 石硤尾中央遊樂場                                                         | 元洲邨 幸福邨                     |                       | 重建第一期               |
| 第6座            | 石硤尾上邨第6座  | 石硤尾政府廉租屋邨第6座         | 舊型廉租大廈       | 6/7              | 1964年           | （不適用）       | 2000年           | 美映樓 美如樓 石硤尾中央遊樂場                                                         | 元洲邨 幸福邨                     |                       | 重建第一期               |
| 第7座            | 石硤尾上邨第7座  | 石硤尾政府廉租屋邨第7座         | 舊型廉租大廈       | 6/7              | 1964年           | （不適用）       | 2000年           | 美映樓 美如樓 石硤尾中央遊樂場                                                         | 元洲邨 幸福邨                     |                       | 重建第一期               |
| 第8座            | 石硤尾下邨第8座  | 石硤尾邨徙置區第25座（C-C）     | 改建第一型徙置大廈 | 7                | 1956年           | 1975年           | 2000年           | 美薈樓 美亮樓 石硤尾邨服務設施大樓                                                     | 元洲邨 幸福邨                     | 嘉民建築              | 重建第二期               |
| 第9座            | 石硤尾下邨第9座  | 石硤尾邨徙置區第24座（B-B）     | 改建第一型徙置大廈 | 7                | 1956年           | 1975年           | 2000年           | 美薈樓 美亮樓 石硤尾邨服務設施大樓                                                     | 元洲邨 幸福邨                     | 嘉民建築              | 重建第二期               |
| 第10座           | 石硤尾下邨第10座 | 石硤尾邨徙置區第28座（A）       | 改建第一型徙置大廈 | 7                | 1954年           | 1975年           | 2000年           | 美薈樓 美亮樓 石硤尾邨服務設施大樓                                                     | 元洲邨 幸福邨                     | 德榮建築              | 重建第二期               |
| 第11座           | 石硤尾下邨第11座 | 石硤尾邨徙置區第27座（B）       | 改建第一型徙置大廈 | 7                | 1954年           | 1975年           | 2000年           | 美薈樓 美亮樓 石硤尾邨服務設施大樓                                                     | 元洲邨 幸福邨                     | 德榮建築              | 重建第二期               |
| 第12座           | 石硤尾下邨第12座 | 石硤尾邨徙置區第26座（C）       | 改建第一型徙置大廈 | 7                | 1954年           | 1975年           | 2000年           | 美薈樓 美亮樓 石硤尾邨服務設施大樓                                                     | 元洲邨 幸福邨                     | 德榮建築              | 重建第二期               |
| 第13座           | 石硤尾下邨第13座 | 石硤尾邨徙置區第23座（D）       | 改建第一型徙置大廈 | 7                | 1954年           | 1975年           | 2000年           | 美薈樓 美亮樓 石硤尾邨服務設施大樓                                                     | 元洲邨 幸福邨                     | 德榮建築              | 重建第二期               |
| 第14座           | 石硤尾下邨第14座 | 石硤尾邨徙置區第29座（D-D）     | 改建第二型徙置大廈 | 7                | 1963年           | 1982年           | 2007年           |                                                                                        | （同一屋邨） 美映樓 美如樓 元洲邨 |                       | 重建第六期               |
| 第15座           | 石硤尾下邨第15座 | 石硤尾邨徙置區第1座（N）東翼    | 改建第一型徙置大廈 | 7                | 1956年           | 1976年           | 2007年           | 美柏樓                                                                                 | （同一屋邨） 美映樓 美如樓 元洲邨 | 嘉民建築              | 重建第六期               |
| 第16座           | 石硤尾下邨第16座 | 石硤尾邨徙置區第1座（N）西翼    | 改建第一型徙置大廈 | 7                | 1956年           | 1976年           | 2007年           | 美柏樓                                                                                 | （同一屋邨） 美映樓 美如樓 元洲邨 | 嘉民建築              | 重建第六期               |
| 第17座           | 石硤尾下邨第17座 | 石硤尾邨徙置區第2座（M）東翼    | 改建第一型徙置大廈 | 7                | 1956年           | 1979年           | 2007年           | 美禧樓                                                                                 | （同一屋邨） 美映樓 美如樓 元洲邨 | 嘉民建築              | 重建第六期               |
| 第18座           | 石硤尾下邨第18座 | 石硤尾邨徙置區第2座（M）西翼    | 改建第一型徙置大廈 | 7                | 1956年           | 1979年           | 2007年           | 美禧樓                                                                                 | （同一屋邨） 美映樓 美如樓 元洲邨 | 嘉民建築              | 重建第六期               |
| 第19座           | 石硤尾下邨第19座 | （未落成）                      | 第七型徙置大廈     | 13               | 1977年           | （不適用）       | （未拆卸）       | （不適用）                                                                             | （不適用）                        | 亨利建築 （瑞安建業） |                          |
| 第20座           | 石硤尾下邨第20座 | （未落成）                      | 第七型徙置大廈     | 13               | 1977年           | （不適用）       | （未拆卸）       | （不適用）                                                                             | （不適用）                        | 亨利建築 （瑞安建業） |                          |
| 第21座           | 石硤尾下邨第21座 | （未落成）                      | 第七型徙置大廈     | 13               | 1977年           | （不適用）       | （未拆卸）       | （不適用）                                                                             | （不適用）                        | 亨利建築 （瑞安建業） |                          |
| 第22座           | 石硤尾下邨第22座 | （未落成）                      | 第七型徙置大廈     | 13               | 1977年           | （不適用）       | （未拆卸）       | （不適用）                                                                             | （不適用）                        | 亨利建築 （瑞安建業） |                          |
| 第23座           | 石硤尾下邨第23座 | （未落成）                      | 第七型徙置大廈     | 13               | 1977年           | （不適用）       | （未拆卸）       | （不適用）                                                                             | （不適用）                        | 亨利建築 （瑞安建業） |                          |
| 第24座           | 石硤尾下邨第24座 | （未落成）                      | 第七型徙置大廈     | 13               | 1979年           | （不適用）       | （未拆卸）       | （不適用）                                                                             | （不適用）                        | 亨利建築 （瑞安建業） |                          |
| 第25座           | 石硤尾下邨第25座 | 石硤尾邨徙置區第22座（S）東翼   | 改建第一型徙置大廈 | 7                | 1956年           | 1981年           | 2007年           | 美盛樓                                                                                 | （同一屋邨） 美映樓 美如樓 元洲邨 | 嘉民建築              | 重建第五期               |
| 第26座           | 石硤尾下邨第26座 | 石硤尾邨徙置區第22座（S）西翼   | 改建第一型徙置大廈 | 7                | 1956年           | 1981年           | 2007年           | 美盛樓                                                                                 | （同一屋邨） 美映樓 美如樓 元洲邨 | 嘉民建築              | 重建第五期               |
| 第27座           | 石硤尾下邨第27座 | 石硤尾邨徙置區第21座（J）東翼   | 改建第一型徙置大廈 | 7                | 1956年           | 1980年           | 2007年           | 美笙樓                                                                                 | （同一屋邨） 美映樓 美如樓 元洲邨 | 嘉民建築              | 重建第五期               |
| 第28座           | 石硤尾下邨第28座 | 石硤尾邨徙置區第21座（J）西翼   | 改建第一型徙置大廈 | 7                | 1956年           | 1980年           | 2007年           | 美笙樓                                                                                 | （同一屋邨） 美映樓 美如樓 元洲邨 | 嘉民建築              | 重建第五期               |
| 第29座           | 石硤尾下邨第29座 | 石硤尾邨徙置區第20座（K）東翼   | 改建第一型徙置大廈 | 7                | 1956年           | 1980年           | 2007年           | 石硤尾邨中央廣場                                                                       | （同一屋邨） 美映樓 美如樓 元洲邨 | 嘉民建築              | 重建第五期               |
| 第30座           | 石硤尾下邨第30座 | 石硤尾邨徙置區第20座（K）西翼   | 改建第一型徙置大廈 | 7                | 1956年           | 1980年           | 2007年           | 石硤尾邨中央廣場                                                                       | （同一屋邨） 美映樓 美如樓 元洲邨 | 嘉民建築              | 重建第五期               |
| 第31座           | 石硤尾下邨第31座 | 石硤尾邨徙置區第19座（L）東翼   | 改建第一型徙置大廈 | 7                | 1956年           | 1981年           | 2007年           | 美賢樓                                                                                 | （同一屋邨） 美映樓 美如樓 元洲邨 | 嘉民建築              | 重建第五期               |
| 第32座           | 石硤尾下邨第32座 | 石硤尾邨徙置區第19座（L）西翼   | 改建第一型徙置大廈 | 7                | 1956年           | 1981年           | 2007年           | 美賢樓                                                                                 | （同一屋邨） 美映樓 美如樓 元洲邨 | 嘉民建築              | 重建第五期               |
| 第33座           | 石硤尾下邨第33座 | 石硤尾邨徙置區第18座（A-A）東翼 | 改建第一型徙置大廈 | 7                | 1956年           | 1981年           | 2007年           | 美益樓                                                                                 | （同一屋邨） 美映樓 美如樓 元洲邨 | 嘉民建築              | 重建第五期               |
| 第34座           | 石硤尾下邨第34座 | 石硤尾邨徙置區第18座（A-A）西翼 | 改建第一型徙置大廈 | 7                | 1956年           | 1981年           | 2007年           | 美益樓                                                                                 | （同一屋邨） 美映樓 美如樓 元洲邨 | 嘉民建築              | 重建第五期               |
| 第35座           | 石硤尾下邨第35座 | 石硤尾邨徙置區第17座（E）東翼   | 改建第一型徙置大廈 | 7                | 1954年           | 1975年           | 2000年           | 美菖樓                                                                                 | 白田邨 元洲邨 海富苑              | 德榮建築              | 重建第七期               |
| 第36座           | 石硤尾下邨第36座 | 石硤尾邨徙置區第17座（E）西翼   | 改建第一型徙置大廈 | 7                | 1954年           | 1975年           | 2000年           | 美菖樓                                                                                 | 白田邨 元洲邨 海富苑              | 德榮建築              | 重建第七期               |
| 第37座           | 石硤尾下邨第37座 | 石硤尾邨徙置區第16座（F）東翼   | 改建第一型徙置大廈 | 7                | 1954年           | 1975年           | 2007年           | 美葵樓                                                                                 | （同一屋邨） 美映樓 美如樓 元洲邨 | 德榮建築              | 重建第三期               |
| 第38座           | 石硤尾下邨第38座 | 石硤尾邨徙置區第16座（F）西翼   | 改建第一型徙置大廈 | 7                | 1954年           | 1975年           | 2000年           | 美葵樓                                                                                 | 白田邨 元洲邨 海富苑              | 德榮建築              | 重建第三期               |
| 第39座           | 石硤尾下邨第39座 | 石硤尾邨徙置區第14座（G）東翼   | 改建第一型徙置大廈 | 7                | 1954年           | 1975年           | 2007年           | 深水埗區議會 保良局石硤尾社區服務中心                                                  | （同一屋邨） 美映樓 美如樓 元洲邨 | 德榮建築              | 重建第三期               |
| 第40座           | 石硤尾下邨第40座 | 石硤尾邨徙置區第14座（G）西翼   | 改建第一型徙置大廈 | 7                | 1954年           | 1975年           | 2007年           | 深水埗區議會 保良局石硤尾社區服務中心                                                  | （同一屋邨） 美映樓 美如樓 元洲邨 | 德榮建築              | 重建第三期               |
| 第41座 美荷樓    | 石硤尾下邨第41座 | 石硤尾邨徙置區第15座（H）       | 改建第一型徙置大廈 | 7                | 1954年           | 1981 2011        | 保留             | 活化為青年旅舍                                                                         | （同一屋邨） 美映樓 美如樓 元洲邨 | 德榮建築              |                          |
| 第42座 美山樓    | 石硤尾下邨第42座 | （未落成）                      | 舊長型             | 13               | 1983年           | （不適用）       | （未拆卸）       | （不適用）                                                                             | （不適用）                        | 孫福記營造 （新福港） |                          |
| 第43座 美虹樓    | 石硤尾下邨第43座 | （未落成）                      | 舊長型             | 13               | 1983年           | （不適用）       | （未拆卸）       | （不適用）                                                                             | （不適用）                        | 孫福記營造 （新福港） |                          |
| 第44座 美樓      | 石硤尾下邨第44座 | （未落成）                      | 舊長型             | 13               | 1983年           | （不適用）       | （未拆卸）       | （不適用）                                                                             | （不適用）                        | 孫福記營造 （新福港） |                          |
| 1.               |                  |                                 |                    |                  |                  |                  |                  |                                                                                        |                                   |                       |                          |

### 石硤尾新區
石硤尾邨第19至24座，由香港房屋委員會負責管理，商場（街市）則由瑞安物業管理有限公司負責管理。

#### 第19至20座
兩座建於石硤尾商場（街市）之上，外型相連成L型。設有平台層，有兒童遊樂設施、商店、餐廳、非牟利機構辦公室、商場管理公司辦公室及公廁，而地下層亦有郵政局，四面設有樓梯連接地下層，並有4條天橋連接美山樓、美彩樓、近美亮樓對出空地及重建第六期。第20座因地盤大小問題只有半座，但設獨立升降機服務及大堂，與同為半座的24座有所差別。

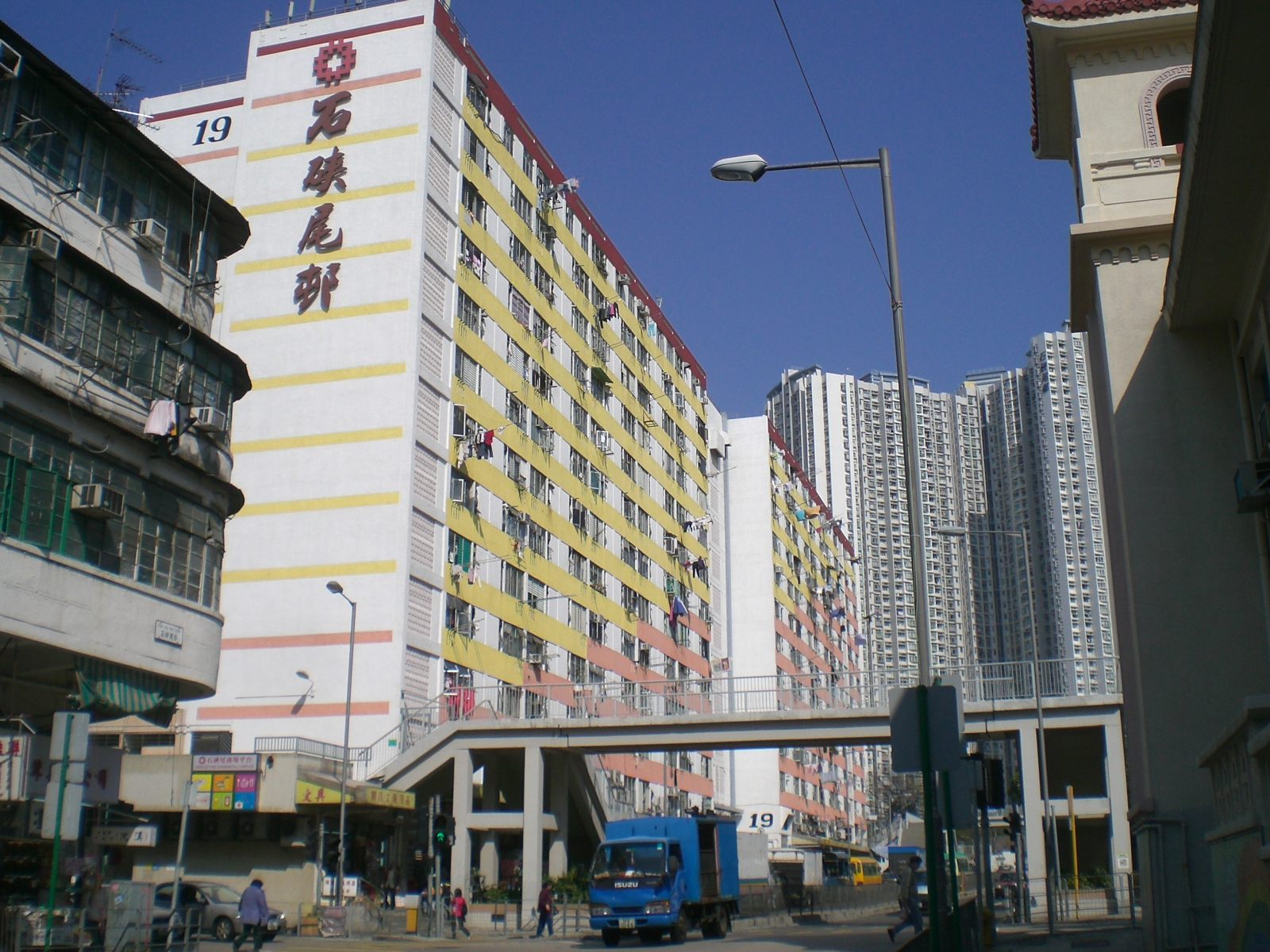
石硤尾邨舊式樓宇與石硤尾街行人天橋（2008年1月）

#### 第21至24座
石硤尾邨第21至24座，4座包圍著中央的公園及不同類型的球場，亦設有公廁。有多個特別之處：
- 這4座只有數字樓名而沒有以中文樓名命名。
- 4座的樓層號碼與鄰近的南山邨、大坑東邨有所不同，本邨同時運用了中、英式樓層分辨，即地下層會稱為一樓G/F、二樓1/F......如此類推，這特別情況於升降機按鈕、升降機廣播、樓層、信箱等可見。盲人輔助的凸字卻會跟隨中式樓層寫出數字層，如1樓是1/F。
- 4座樓高13層（12/F，不包括天台），12樓（11/F）及13樓（12/F）沒有升降機直達；21座2樓（1/F）沒有升降機直達，22,23座三樓（2/F）沒有升降機直達，可經由21座地下乘升降機前往。
- 4座的樓梯中，有兩座是共用，即走廊也是互通的，可在各層快捷穿梭四座。若整座建築物來說，一層會有3或4間同號碼的房子，故需要特別注意身處的座號範圍。
- 13樓（12/F）設有特式大單位，單位大小是兩個標準單位合併而成的。而第21座及第24座的一樓（G/F）設有分別有兩間幼稚園及一間自修室，其餘是地下層單位，這些單位可不經大堂直接從側門按密碼進入到達。
- 第24座比第21至23座遲3年落成及只有半幢，亦不設大堂入口及沒有升降機服務，而24座信箱設於第23座大堂內，要從第23座進入或第24座側門才可到達第24座。
- 因地面水平不均，3座的出入口均在不同的樓層，並非劃一在地下層，部份入口需行一層樓梯才到達閘門。

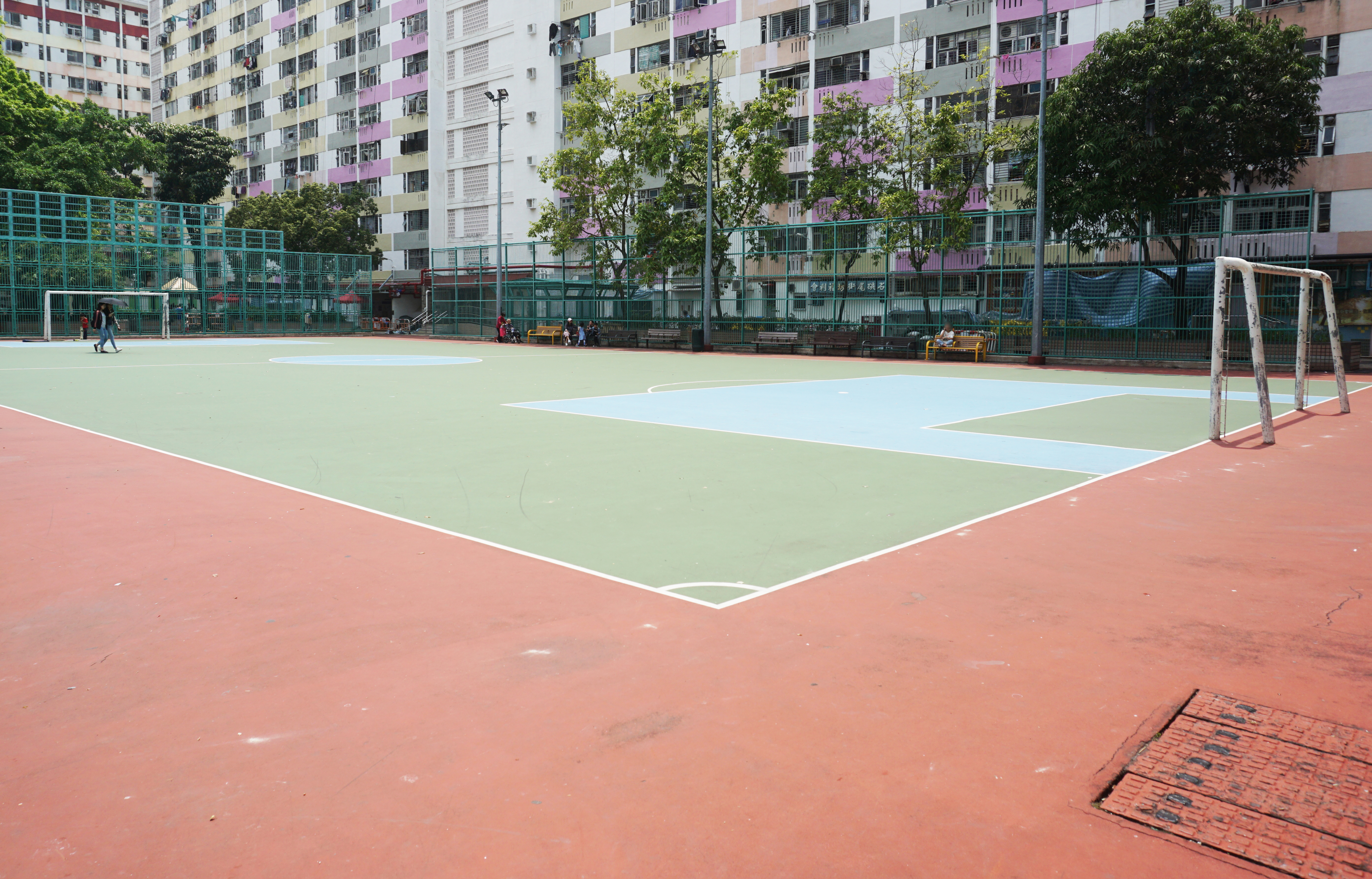
足球場
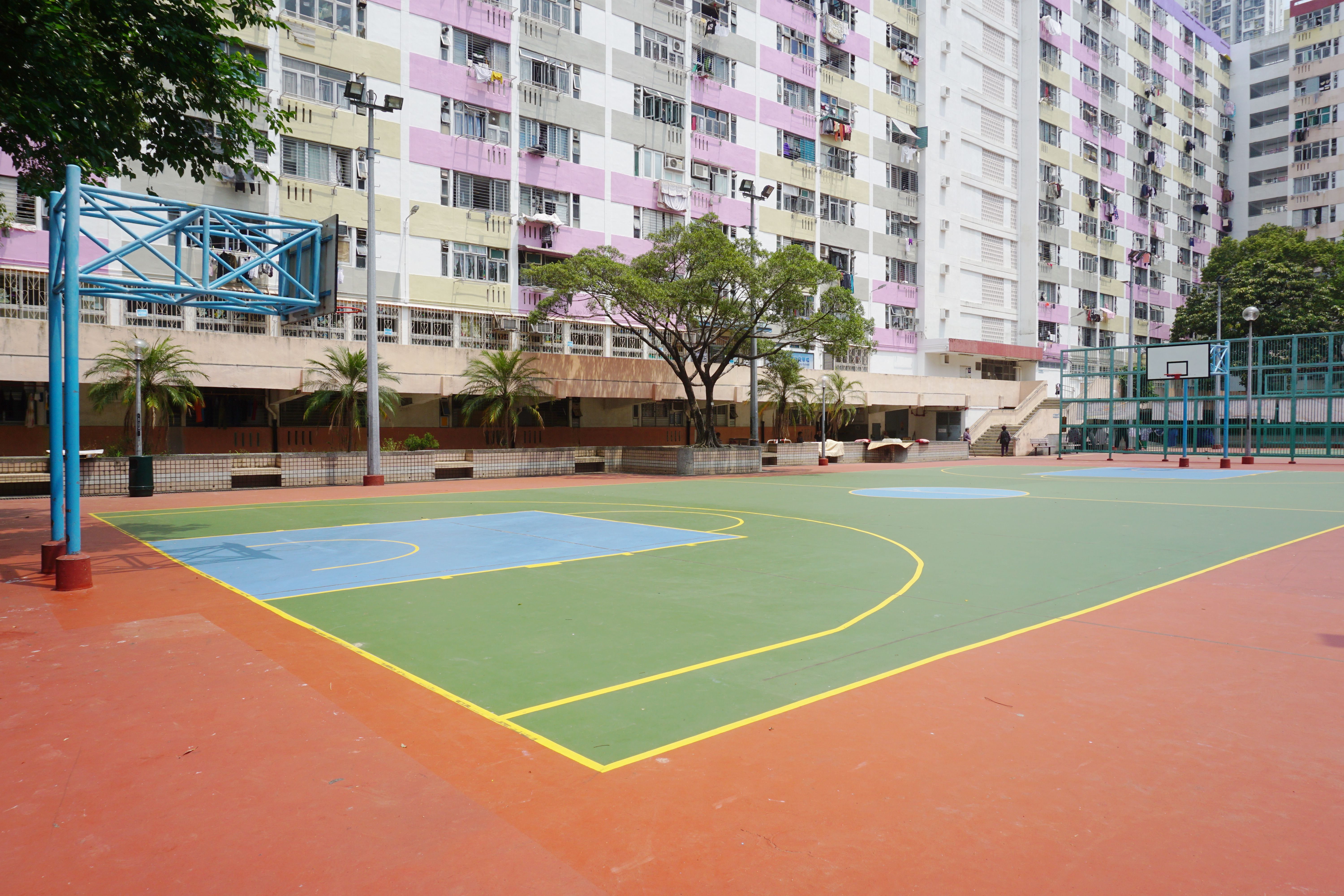
籃球場
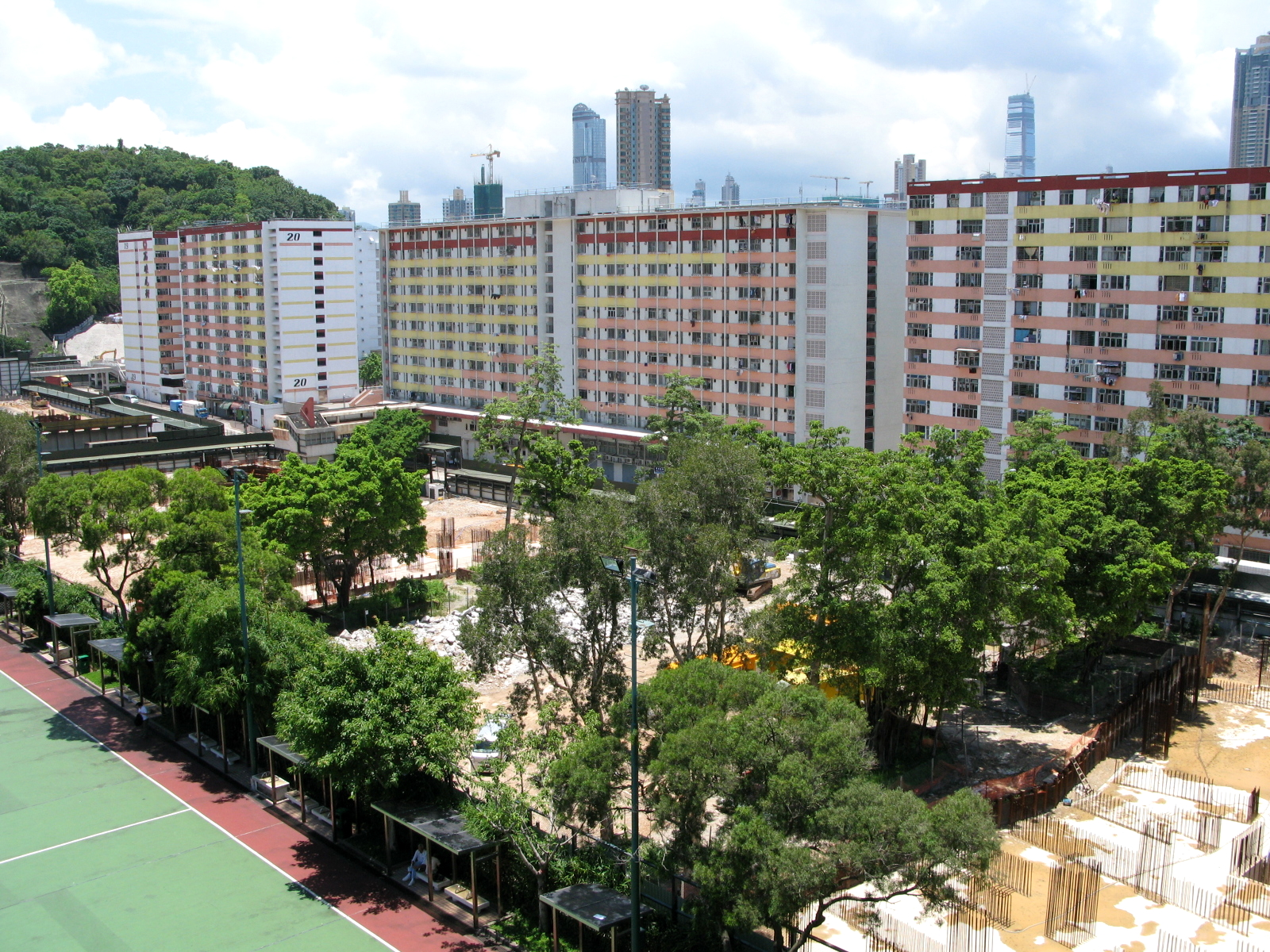
石硤尾邨第23座（圖右）、美彩樓（圖中）及第20座（圖左）（2009年7月）

#### 第41座
第41座，美荷樓（Block 41，Mei Ho House），是現時香港碩果僅存的「H」形6層徙置大廈，獲評為二級歷史建築的建築物。最低兩層部份改建為公屋博物館，重現昔日公屋居民的生活，上層則改建成青年旅舍，由香港青年旅舍協會營運。

#### 第42-44座
第42-44座由香港房屋委員會負責管理。據房屋署網頁資料，第42座至44座是以數字為正式命名樓名，以中文名為副。由於本邨全盛時期同時有44座，居民早年已習慣以數字分別及稱呼，第1期落成後才改變為以中文名為主的做法。第42座及第43座相連成一個L型，而第43座與第24座一樣，只有半座，而43座正正就是面向第24座旁的空地，以致兩座不成「握手樓」。
第42-44座樓宇的基座為停車場、酒樓、商舖、社區會堂，平台層設有屋邨辦事處、居民協會、非牟利機構辦公室、酒樓2樓後門入口、貨倉、平台花園、3座天橋連接19座平台及第五期。第42座及第44座樓宇設有平台層（P/F）出入口及升降機大堂，升降機亦會停於此層。

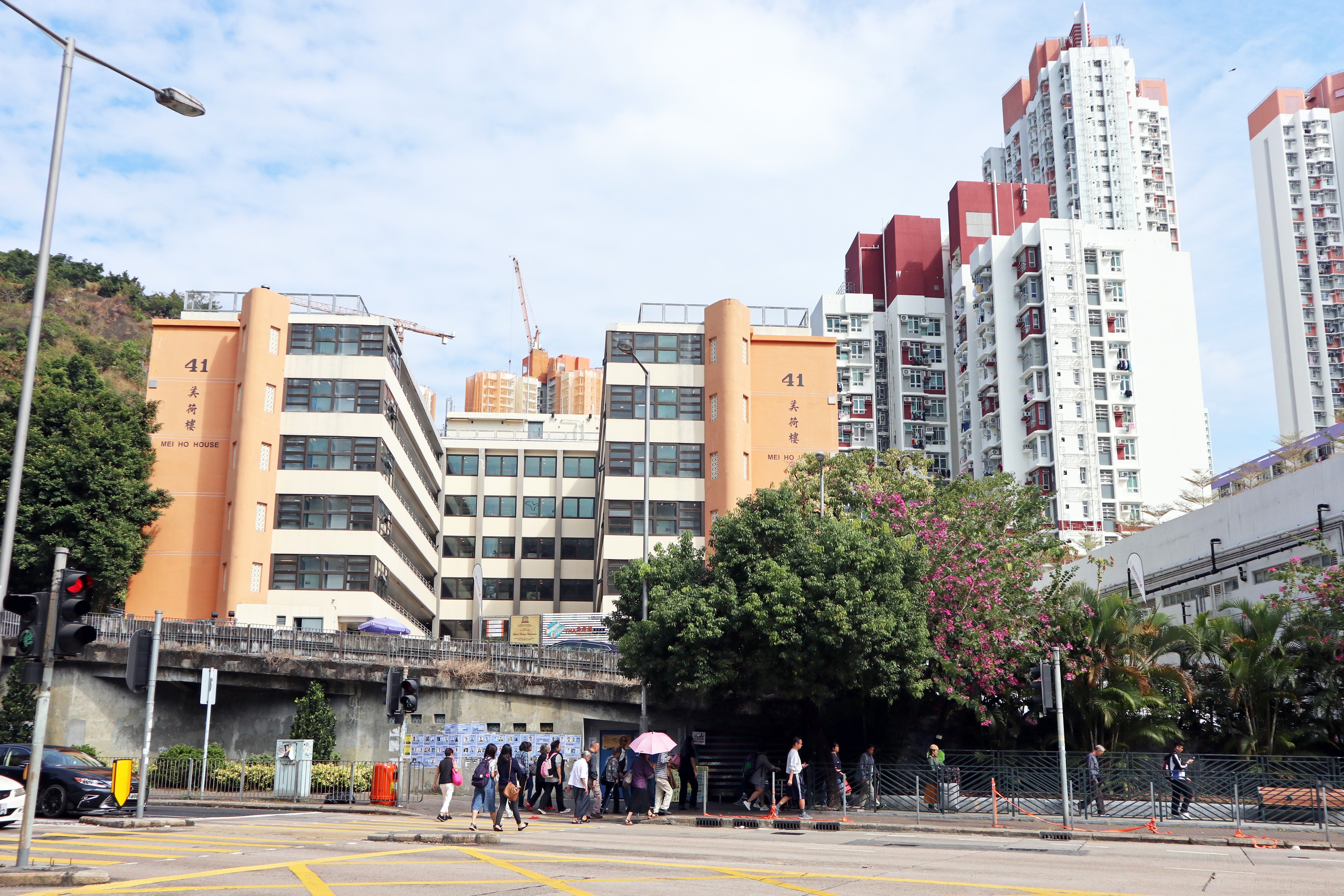
第41座：美荷樓（2019年11月）
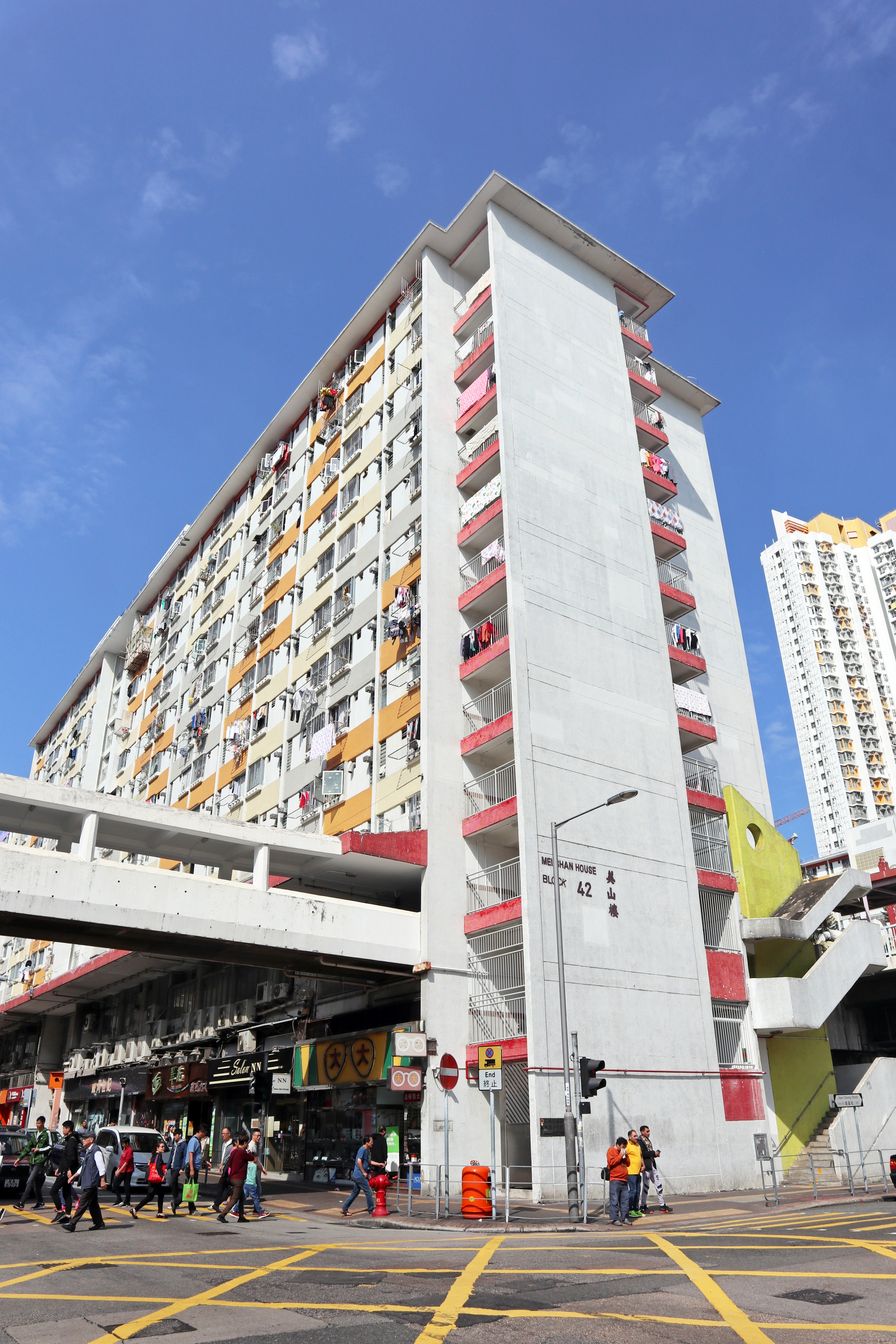
第42座：美山樓（2019年11月）
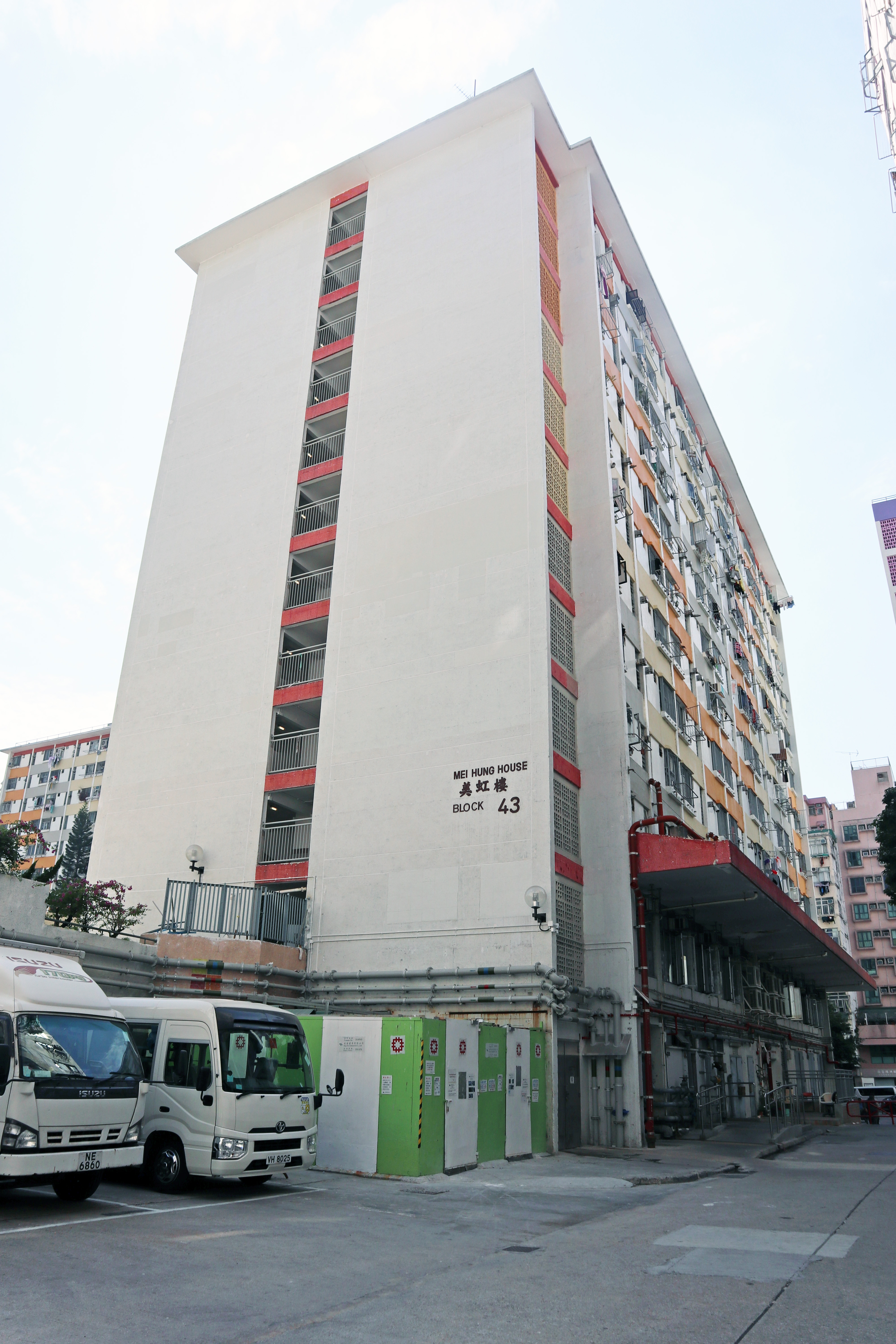
第43座：美虹樓（2019年11月）
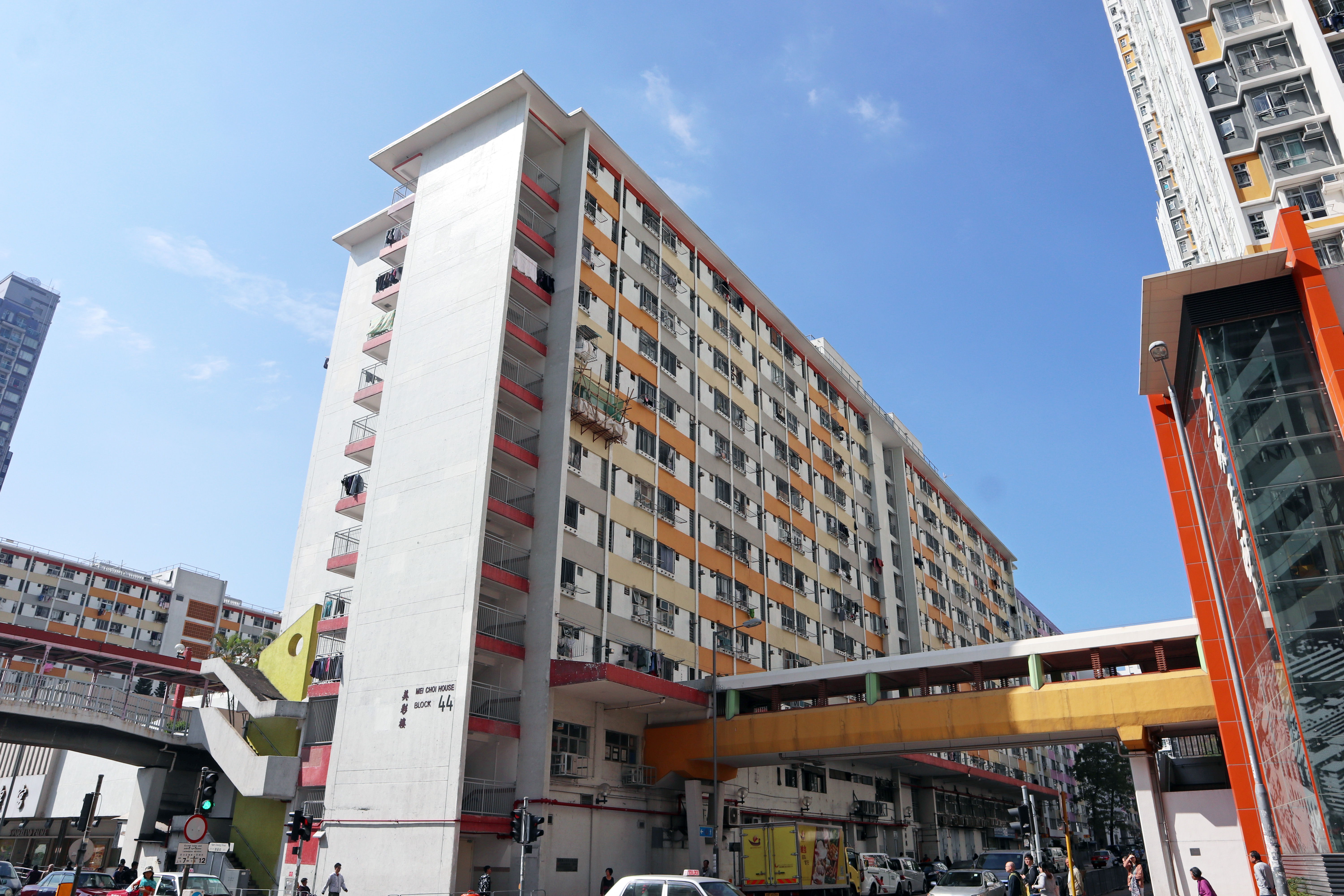
第44座：美彩樓（2019年11月）

### 石硤尾邨往時面貌

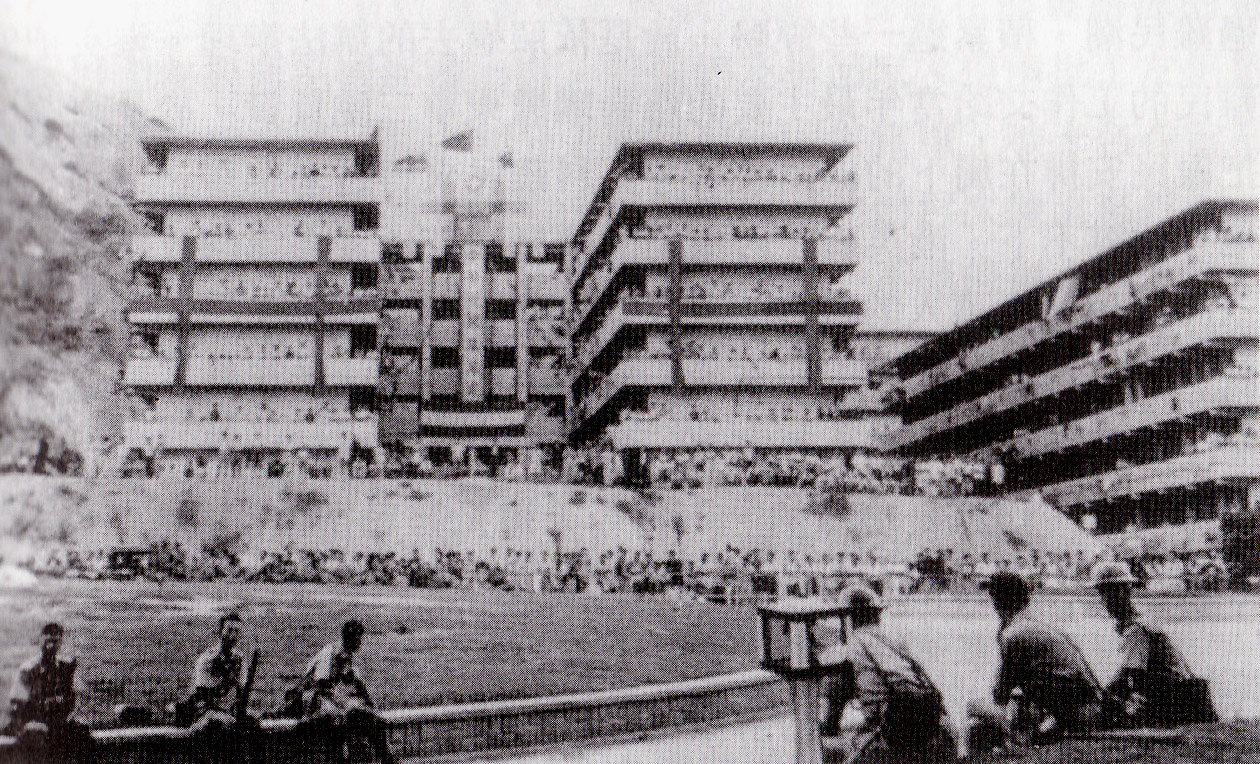
石硤尾邨第41座美荷樓（1956年）
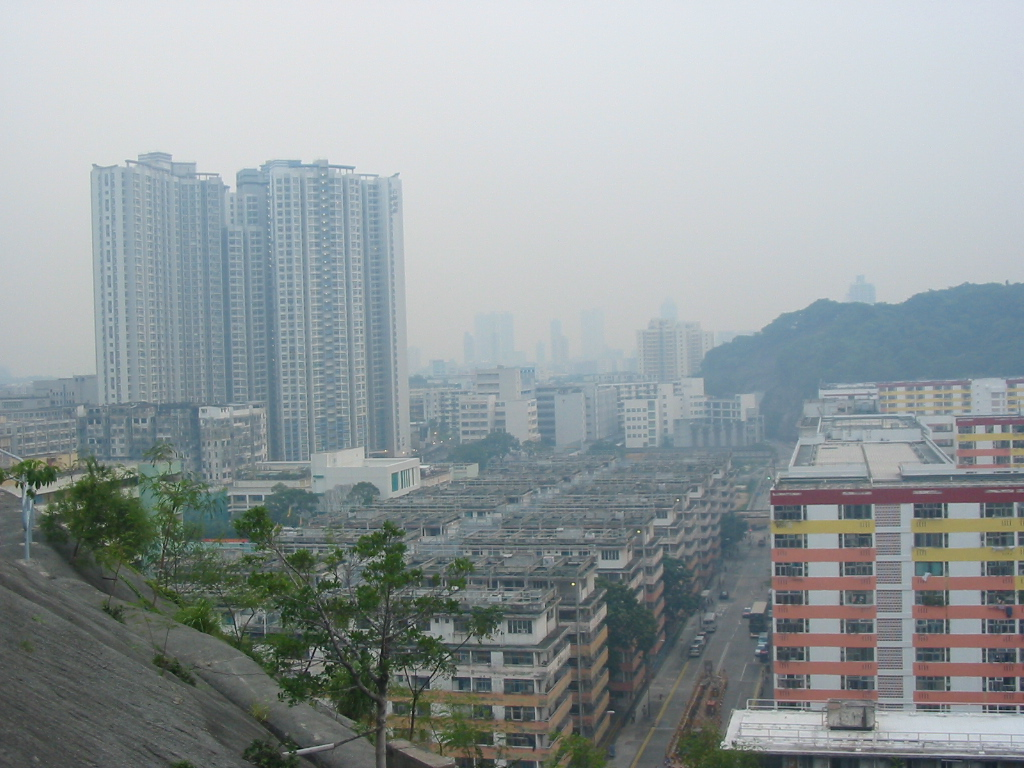
石硤尾邨徙置大廈（1954年建成）、石硤尾新區（1973年建成）、美映樓及美如樓（2006年8月）
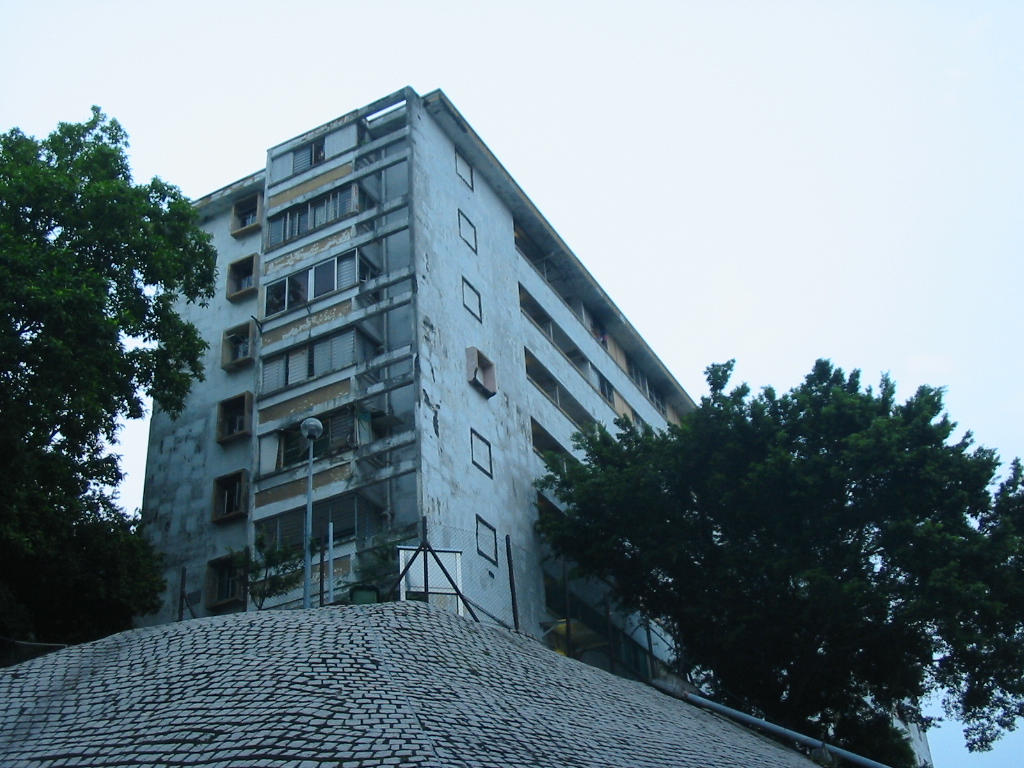
石硤尾邨第14座（2006年8月）
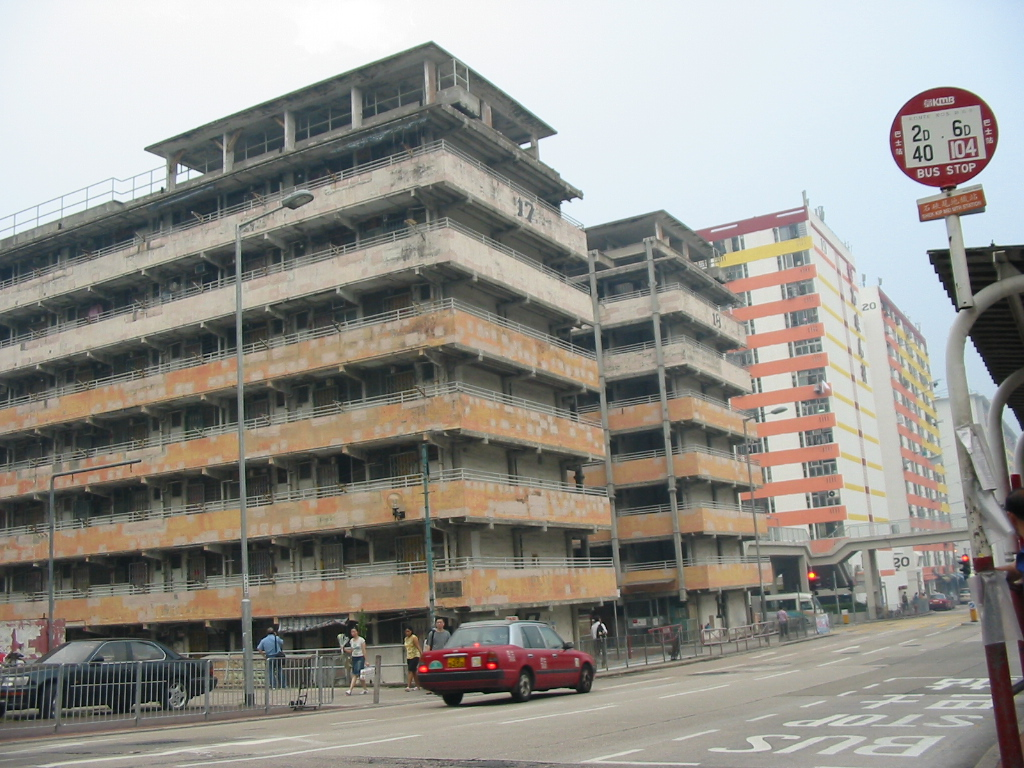
石硤尾邨第17座（2006年8月）
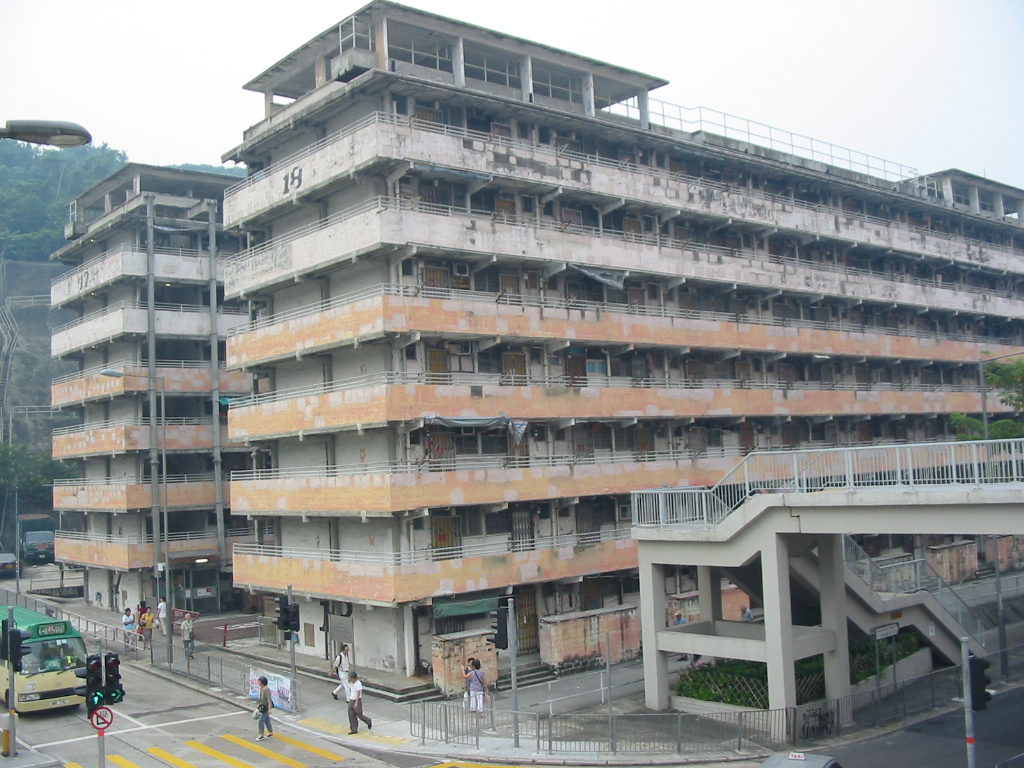
石硤尾邨第17及18座（2006年8月）
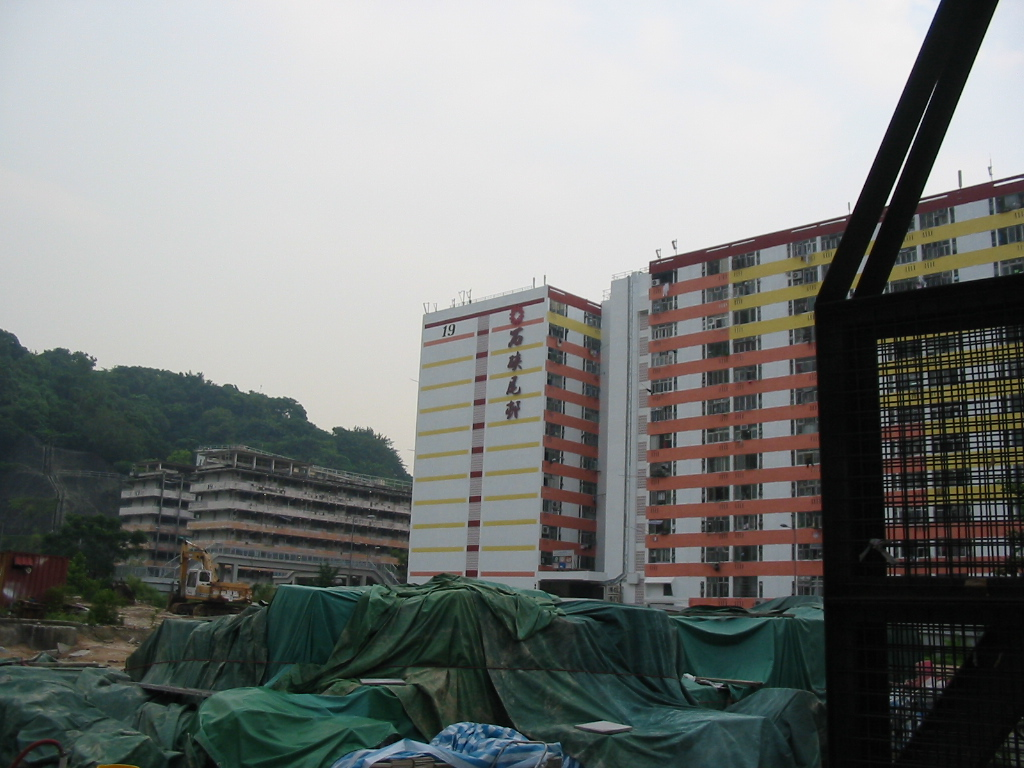
石硤尾邨第19座（2006年8月）
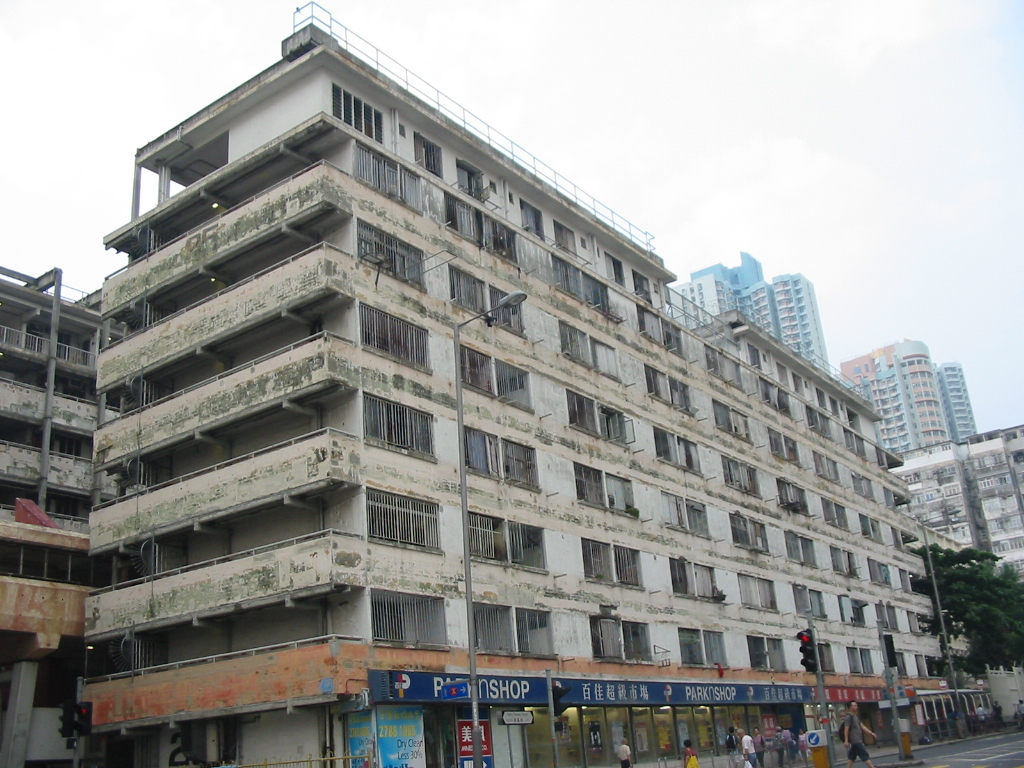
石硤尾邨第25座（2006年8月）
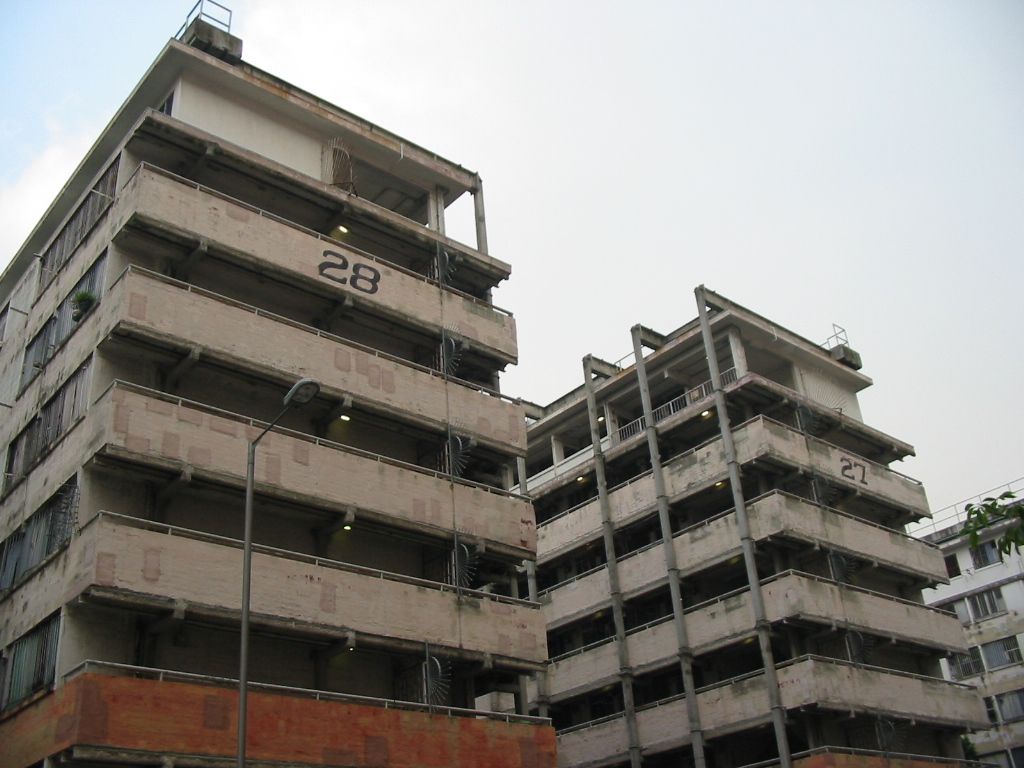
石硤尾邨第27及28座（2006年8月）
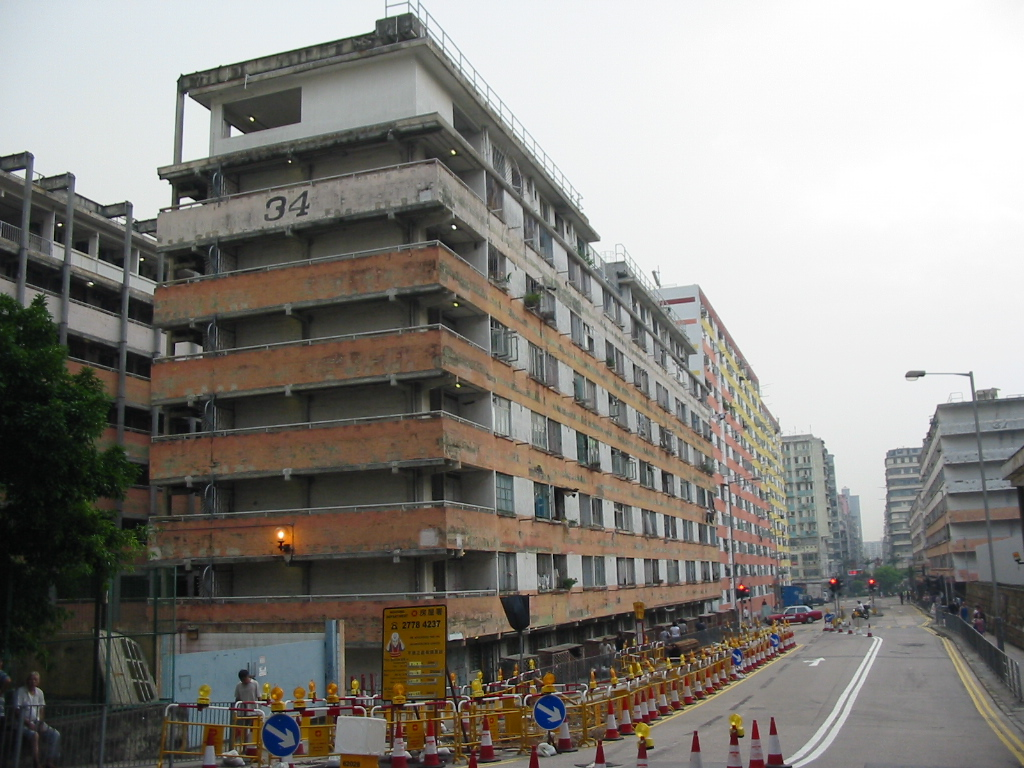
石硤尾邨第34座（2006年8月）
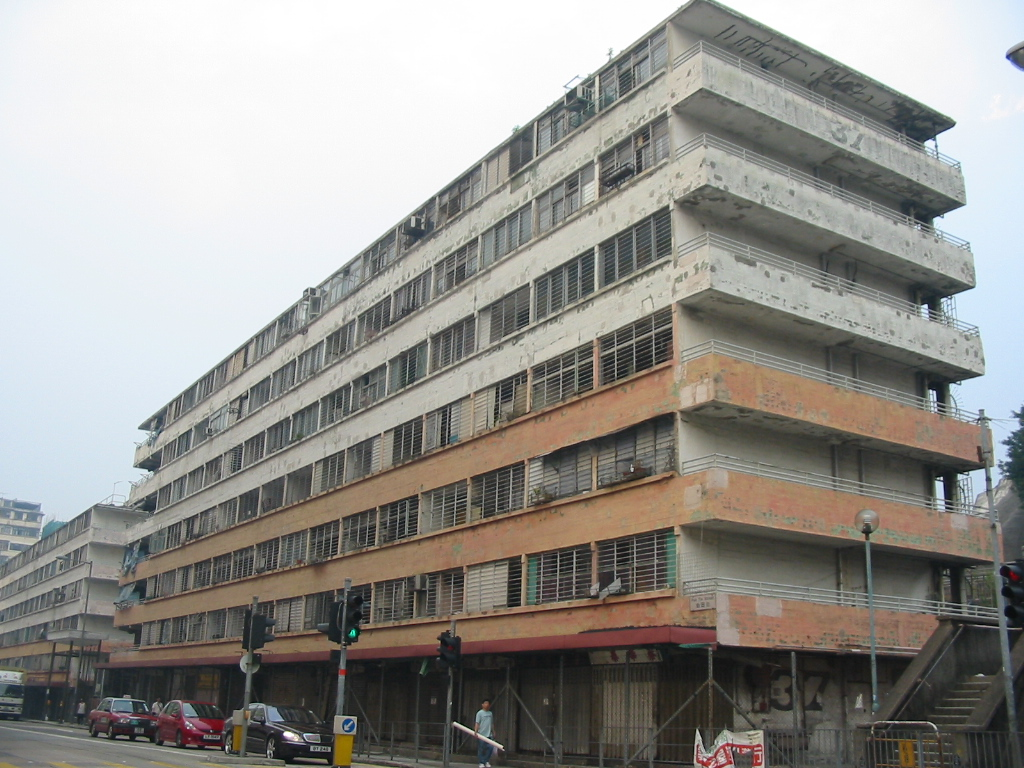
石硤尾邨第37座（2006年8月）
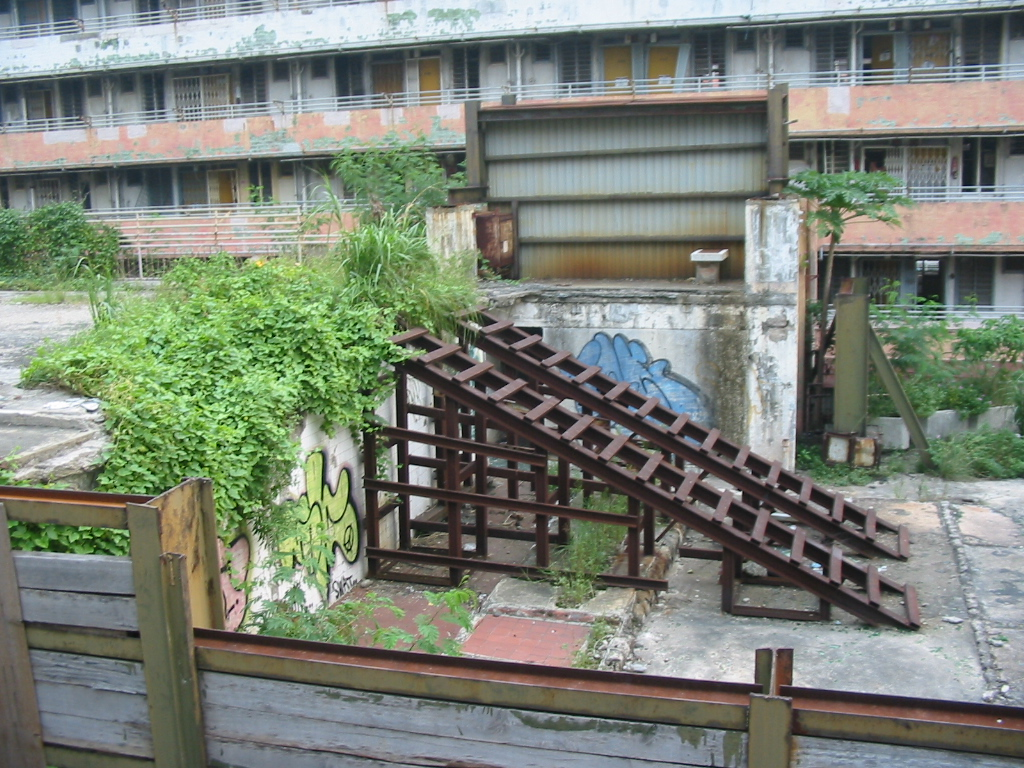
已拆卸的石硤尾邨第38座，在車用斜台下可見公共廁所及浴室的痕跡（2006年8月）
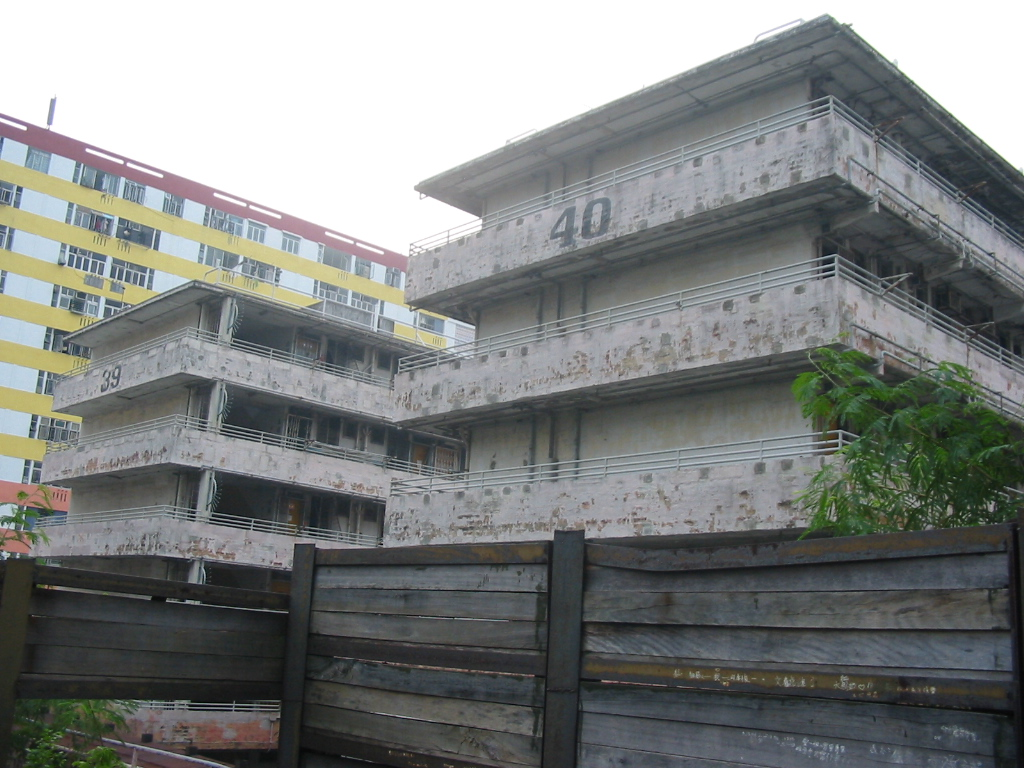
石硤尾邨第39及40座（2006年8月）
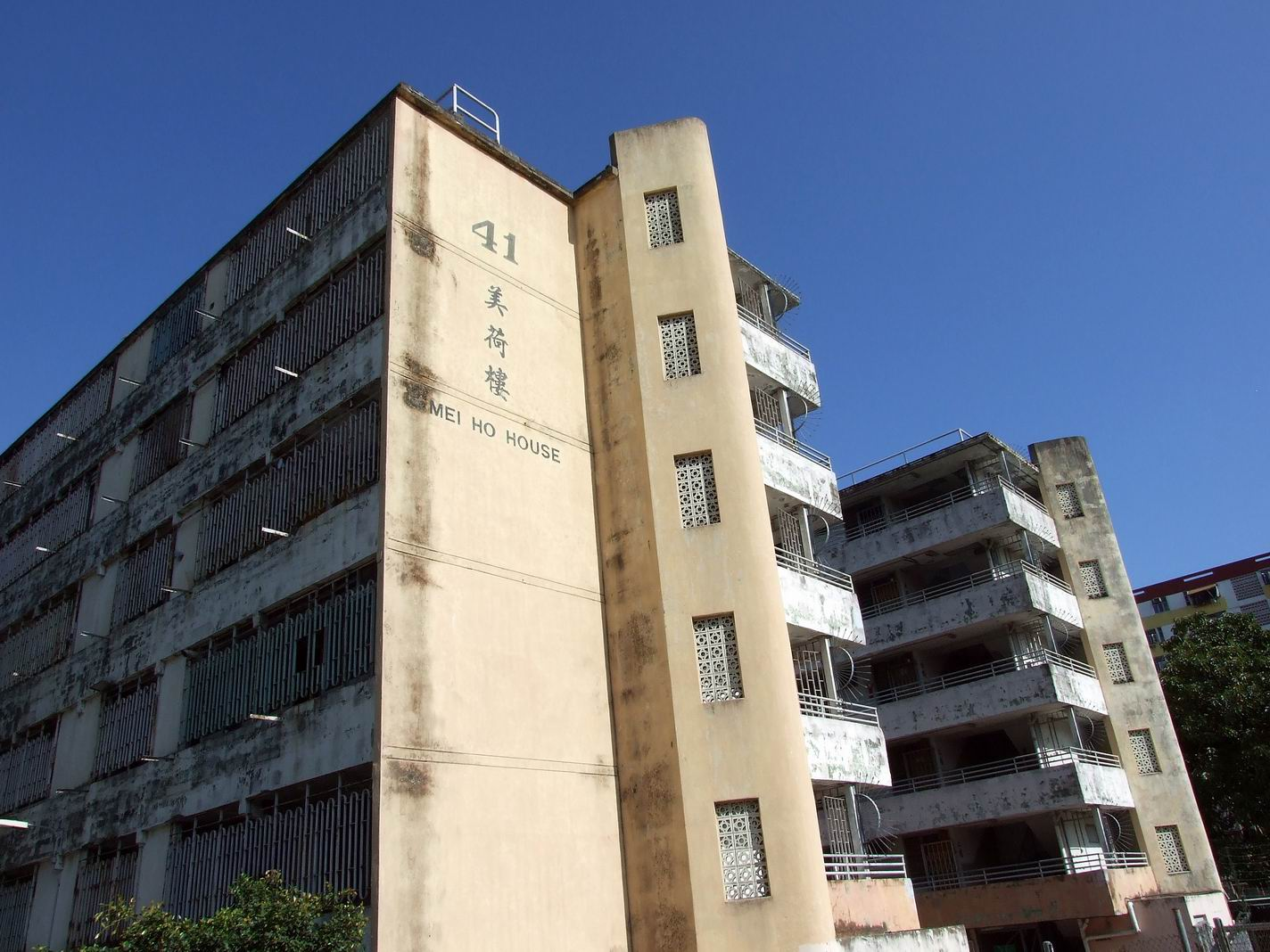
活化前的石硤尾邨第41座美荷樓（2008年1月）
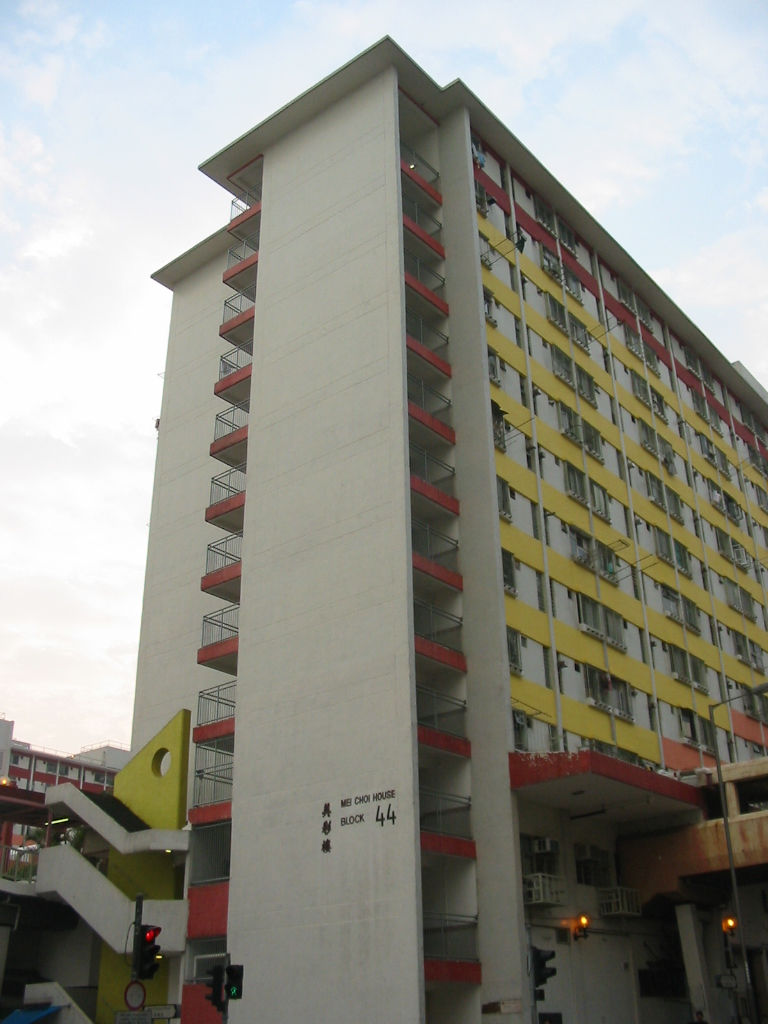
石硤尾邨第44座美彩樓舊貌（2006年8月）

## 屋邨重建

### 第1期
第1期重建成美如樓及美映樓，由房屋署總建築師（1）設計，單位類型由1/2人、2/3人、1睡房、2睡房、以至3睡房單位均有提供，其中美如樓更是罕見地擁有非構件式3睡房（3B）的非標準型出租公屋大廈。第一期樓宇樓高37-39層不等，大部份單位附設窗台及/或花槽，外牆主色是白色底色襯藍色及紫色，項目於2007年1月入伙，香港房屋委員會負責管理。兩座均採用了「通用設計」，室內及戶外公共地方的設施均方便傷健及長幼人士使用。總承建商為保華建業。

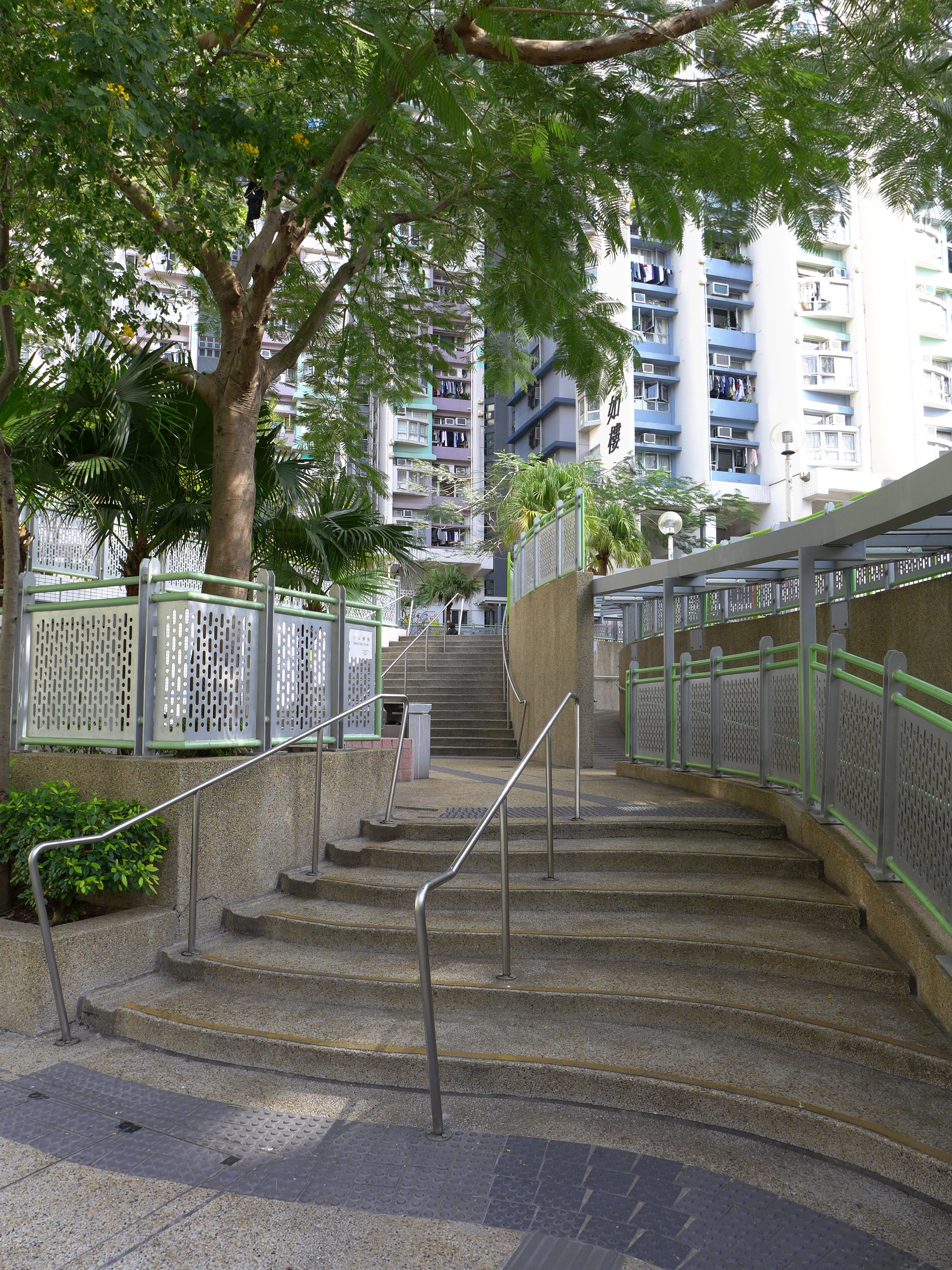
行人通道（2014年1月）
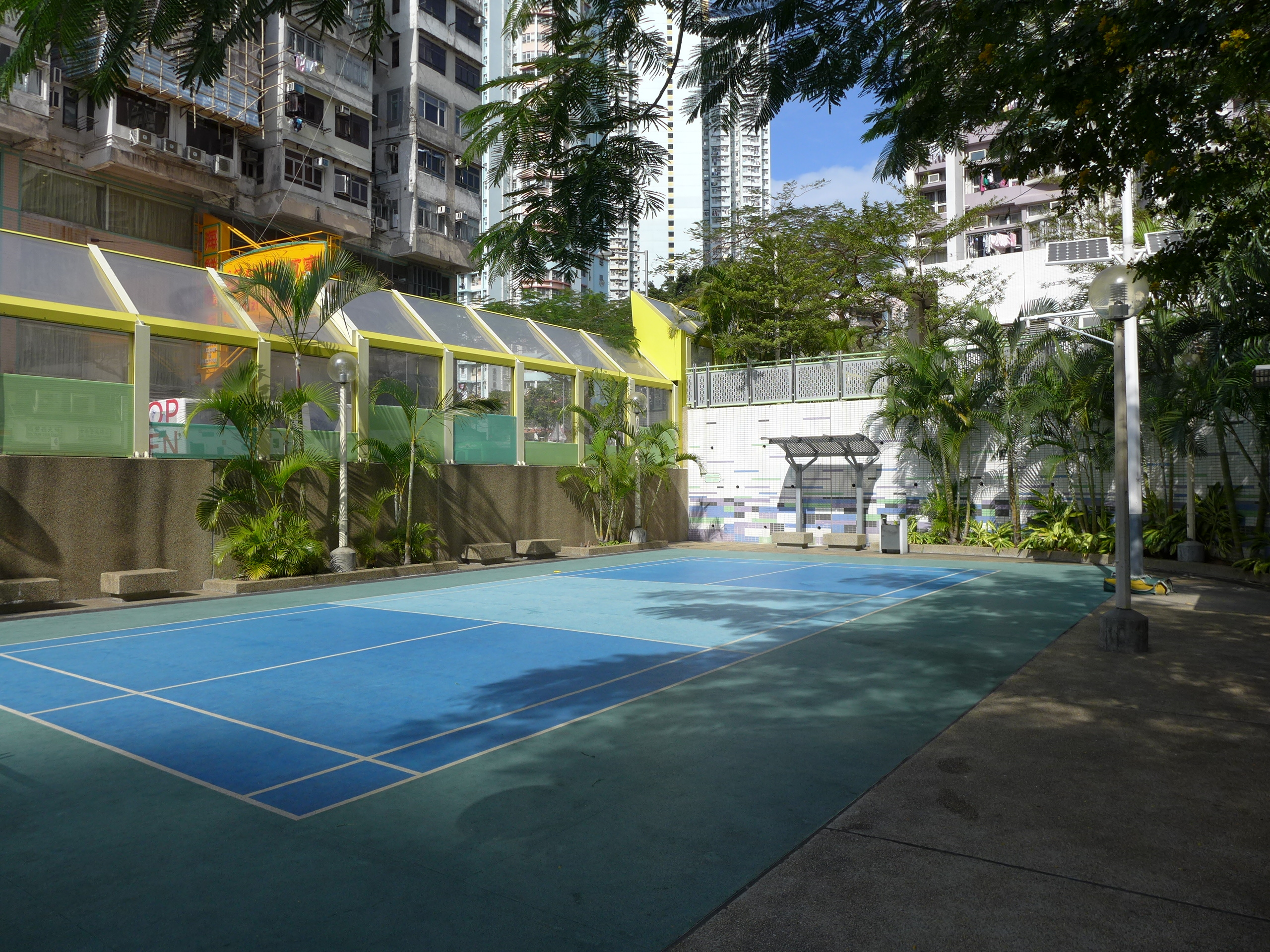
羽毛球場（2014年1月）
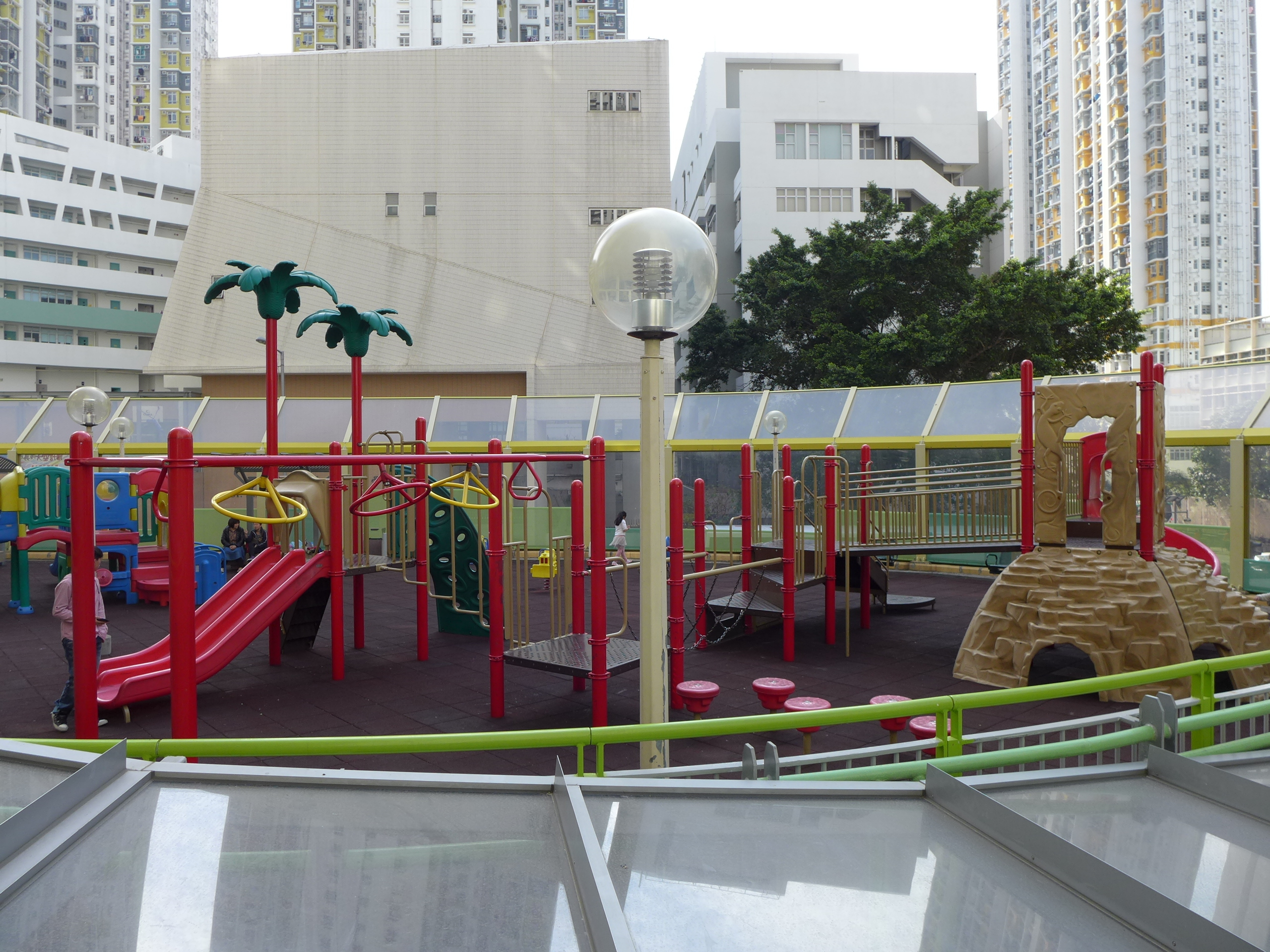
兒童遊樂場（2014年1月）
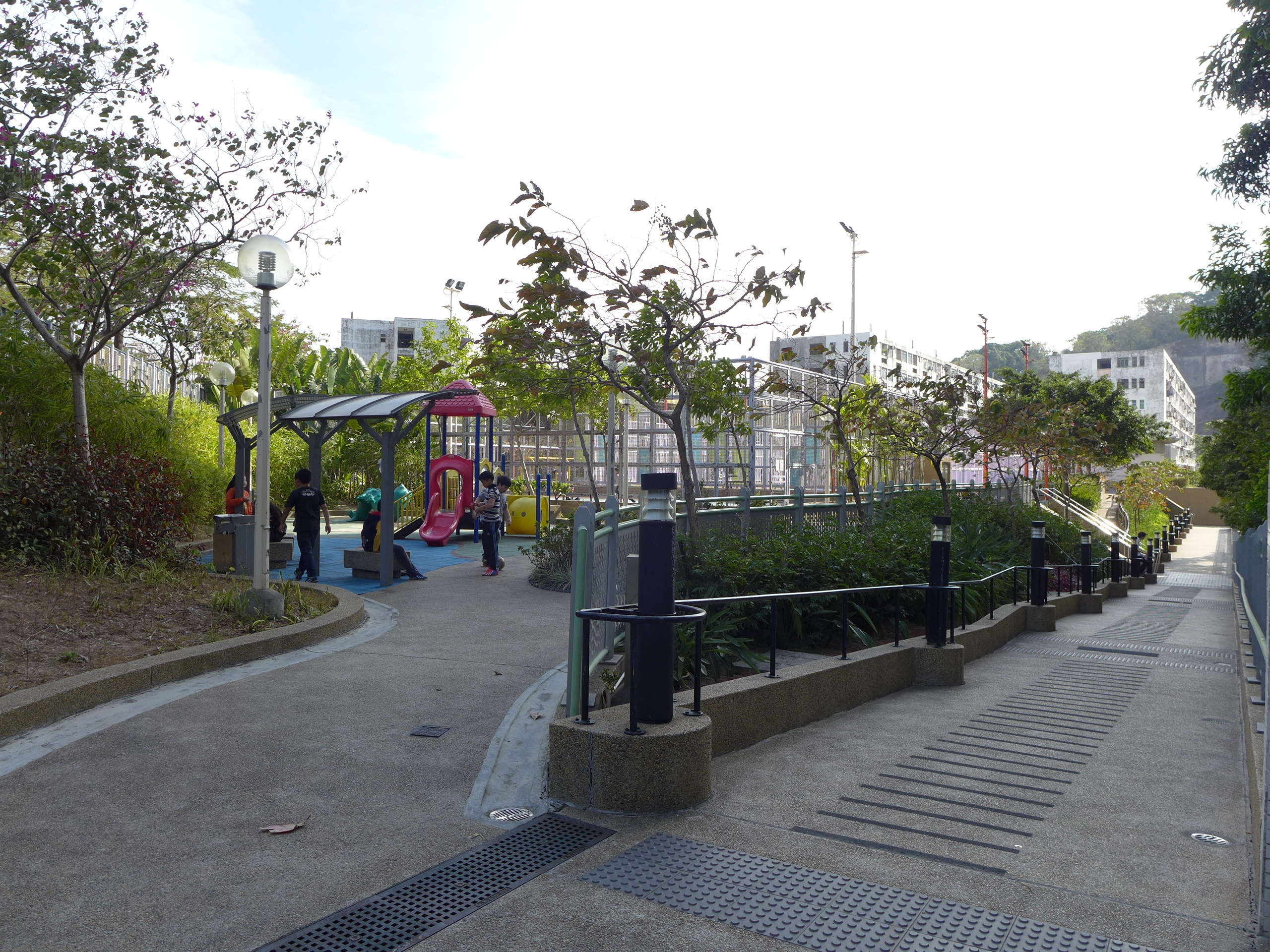
休憩空間（2014年1月）
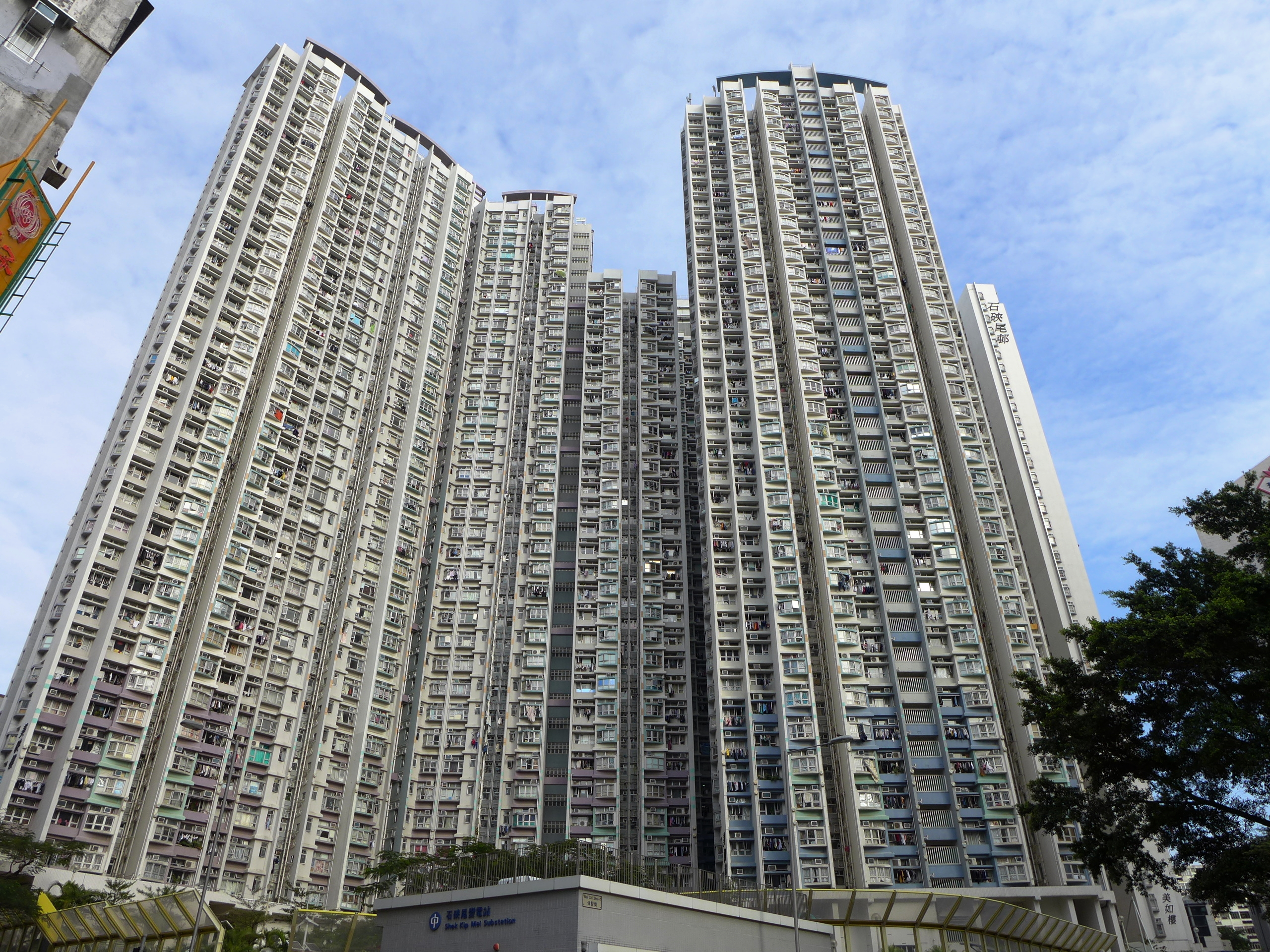
第1期美如樓及美映樓（2014年1月）
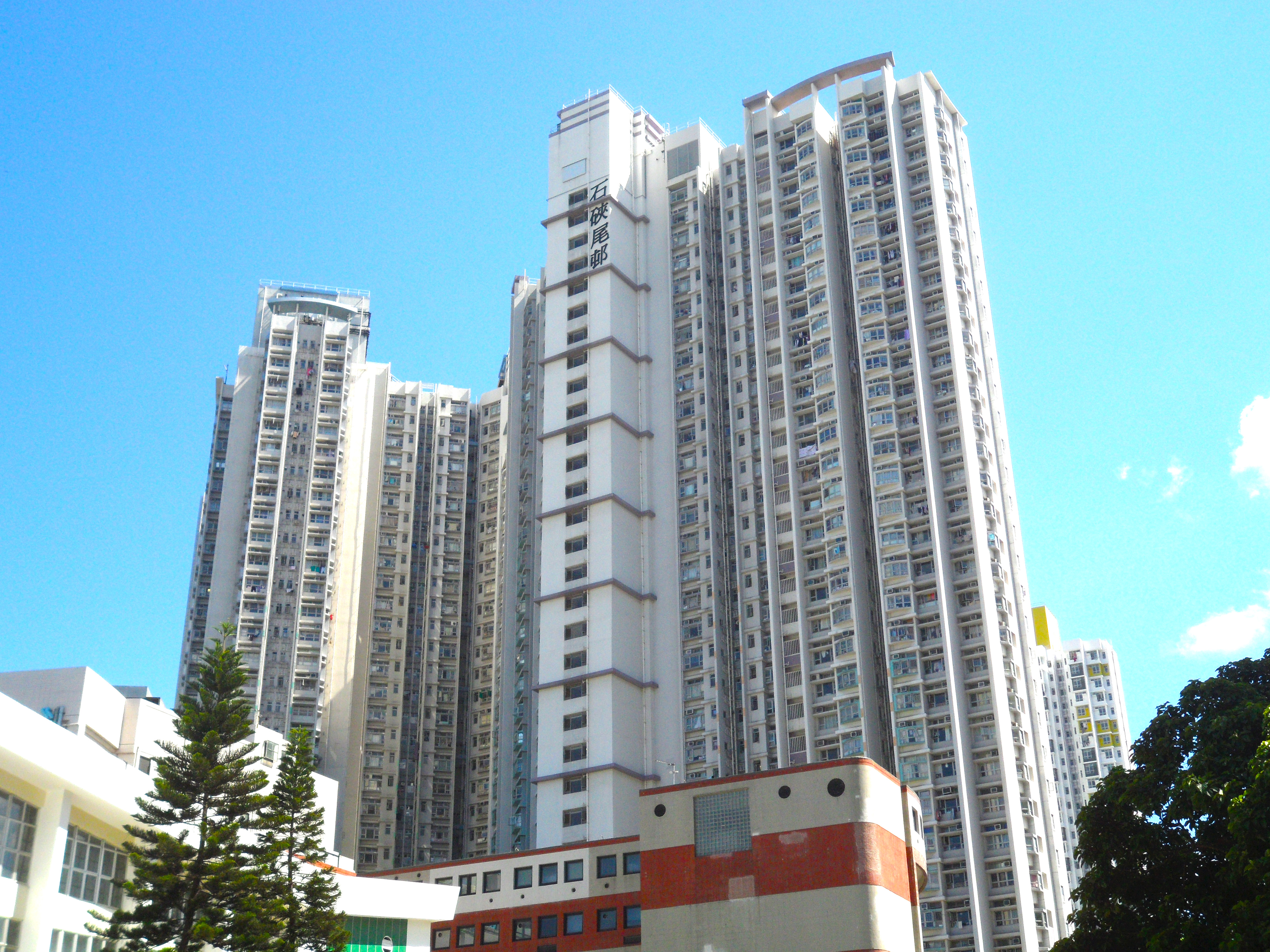
石硤尾邨第一期樓宇美映樓及美如樓（2012年7月）
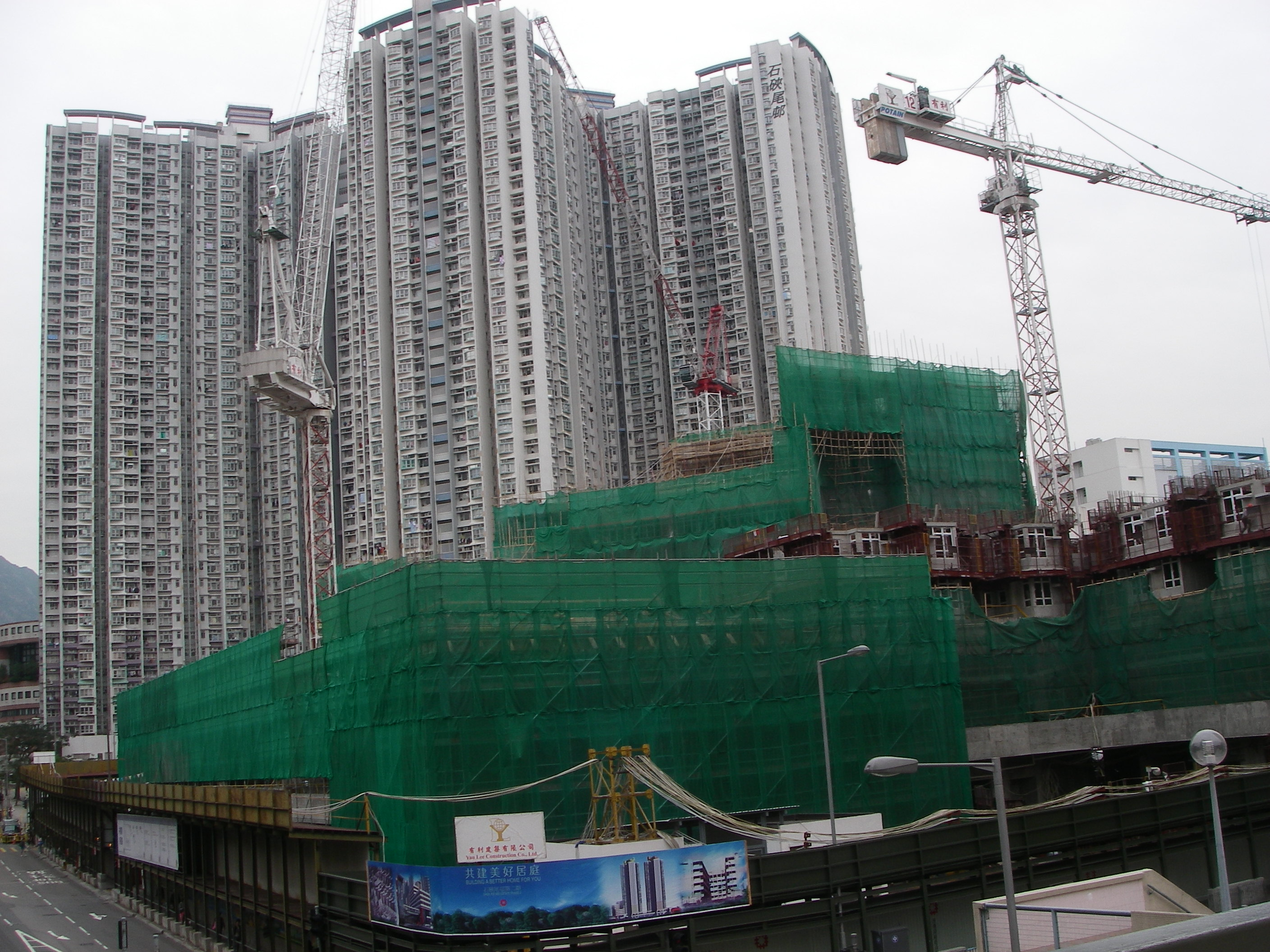
建築中的石硤尾邨第1期（2010年4月）

### 第2期
第2期重建成兩幢40層十字型的非標準設計大廈出租公屋，於2012年中入伙。分別為美薈樓及美亮樓，另設有停車場及樓高8層的服務設施大樓，亦設有地舖。大廈外觀髹漆間調跟第5期大廈大致相同，以黃綠色為主色調。其中2棟出租公屋之間設有平台連接，平台層有休憩空間和小型公園，平台亦設住宅大堂，並預留了天橋口作連接日後第20座重建後的新平台。第二期重建計劃最低幾層的間色模仿原址第一型徙置大廈，由周余石建築師事務所設計，由領先管理有限公司負責管理。另服務設施大樓7樓將會用作重置因白田邨清拆而搬遷的小型公共圖書館，命名為石硤尾公共圖書館。承建商為有利建築。
值得一提的是，雖然第2期樓宇採用非標準設計，但部份1及2房大型單位重新使用了新和諧一型構件，連同第5期成為最後一批附帶和諧式設計單位的大廈。

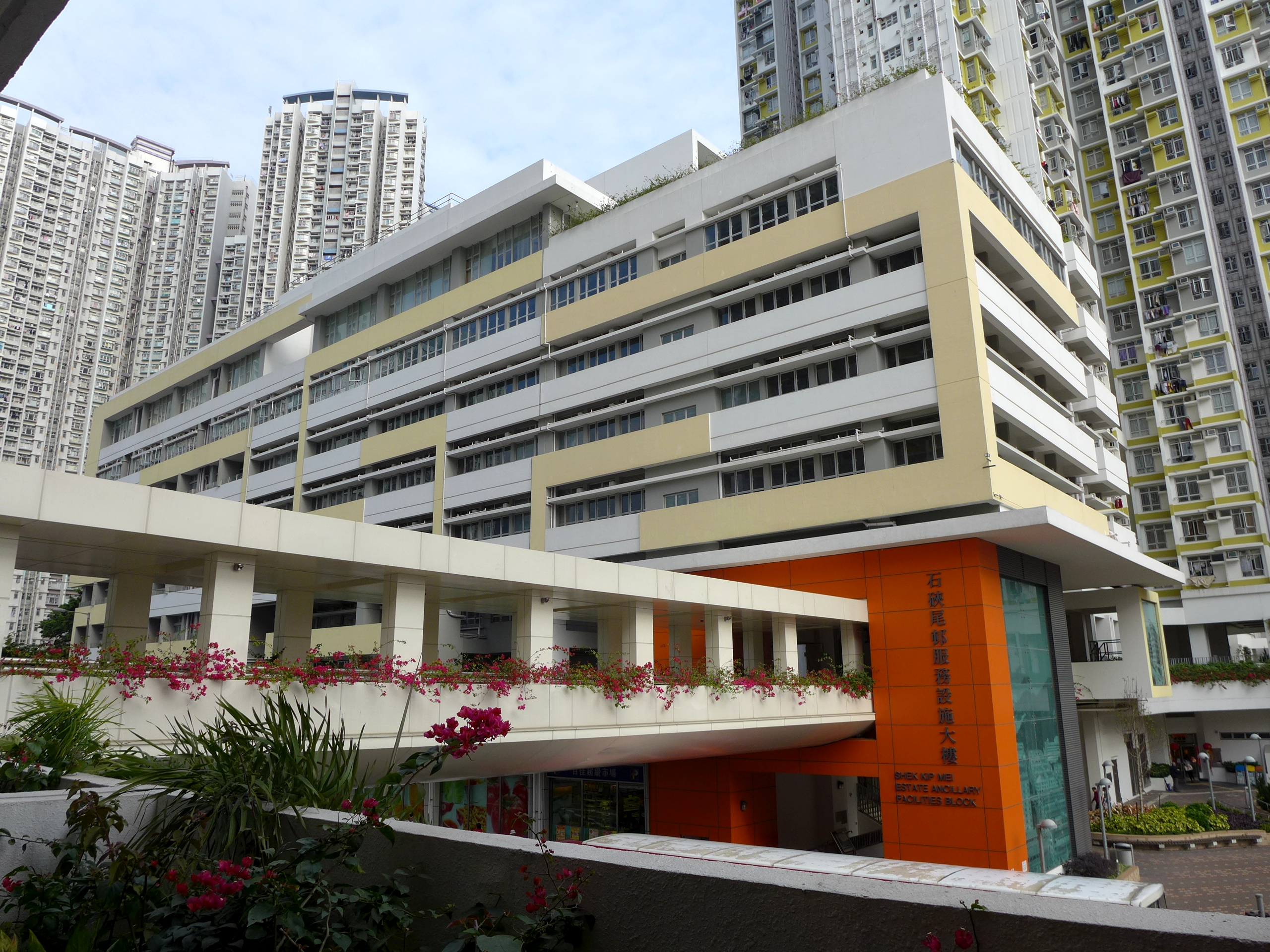
服務設施大樓（2014年1月）
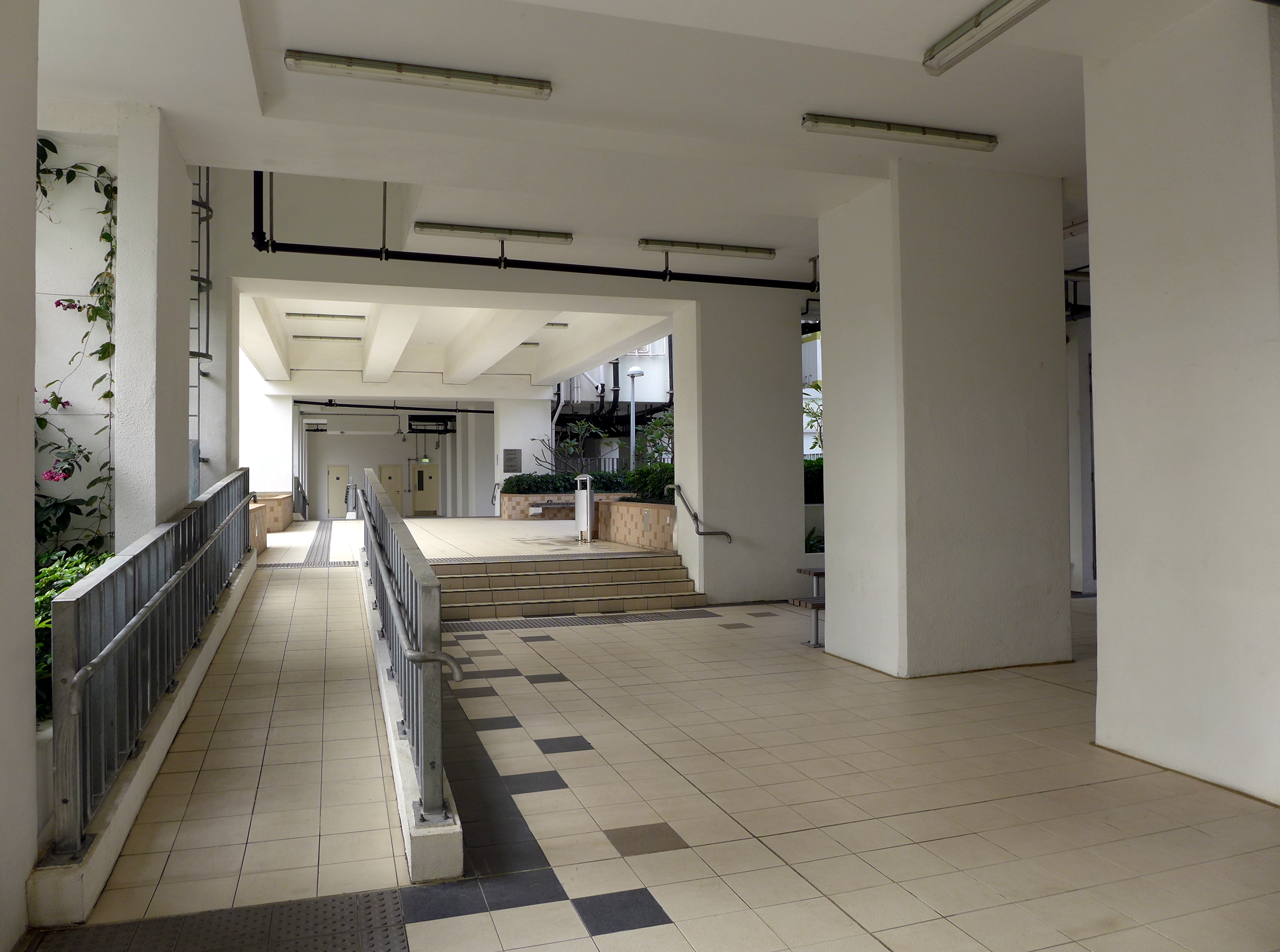
平台層（2014年1月）
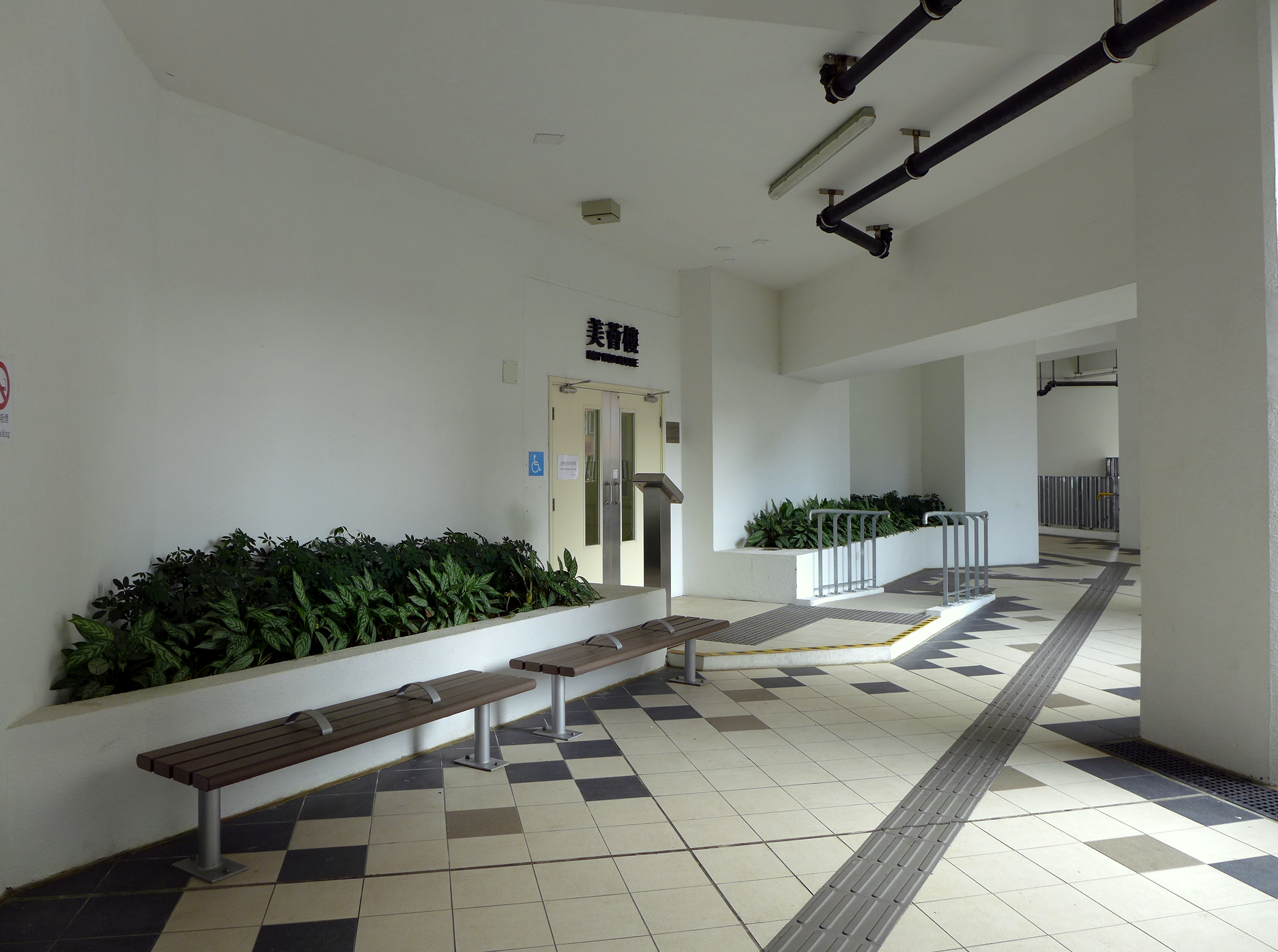
平台層住宅入口（2014年1月）
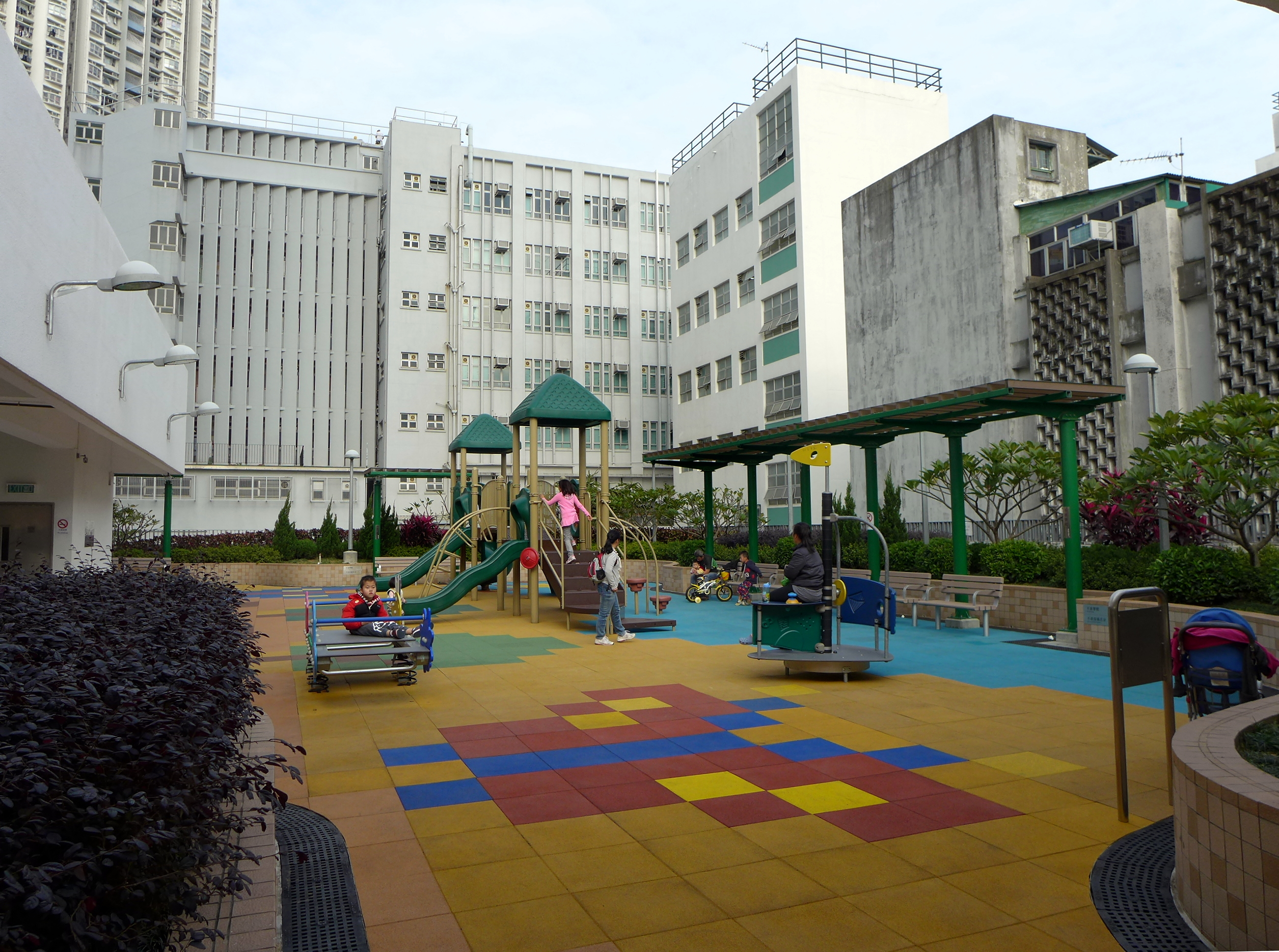
平台層兒童遊樂場（2014年1月）
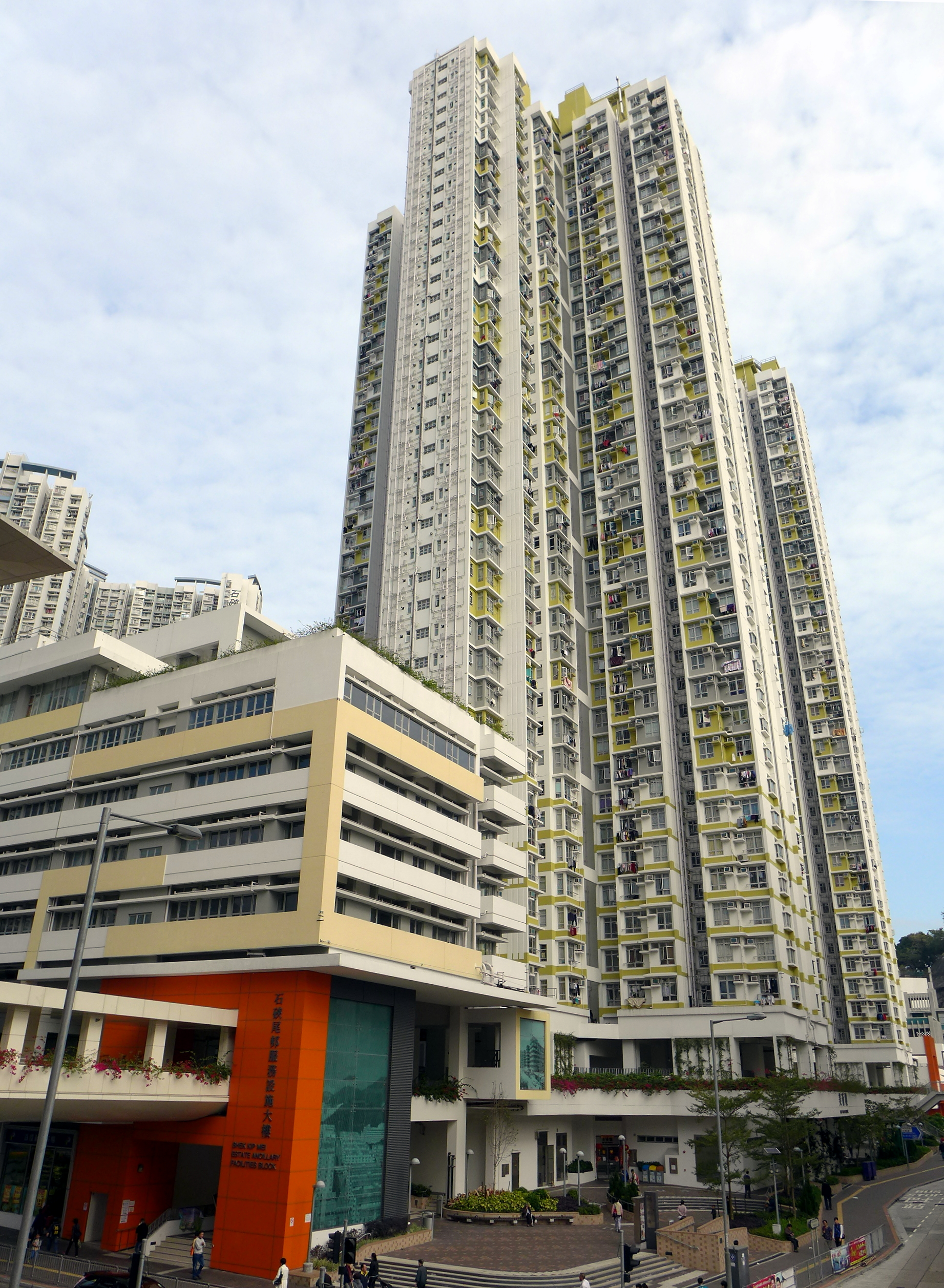
第2期美薈樓及美亮樓（2014年1月）
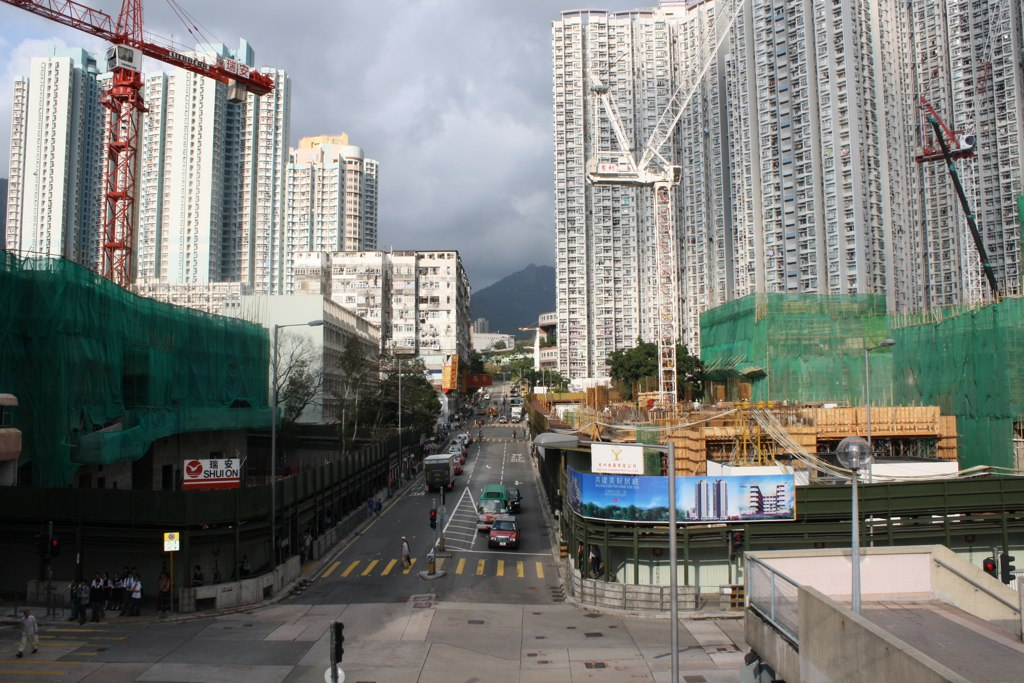
建築中的石硤尾邨第2期及第5期（2010年2月）
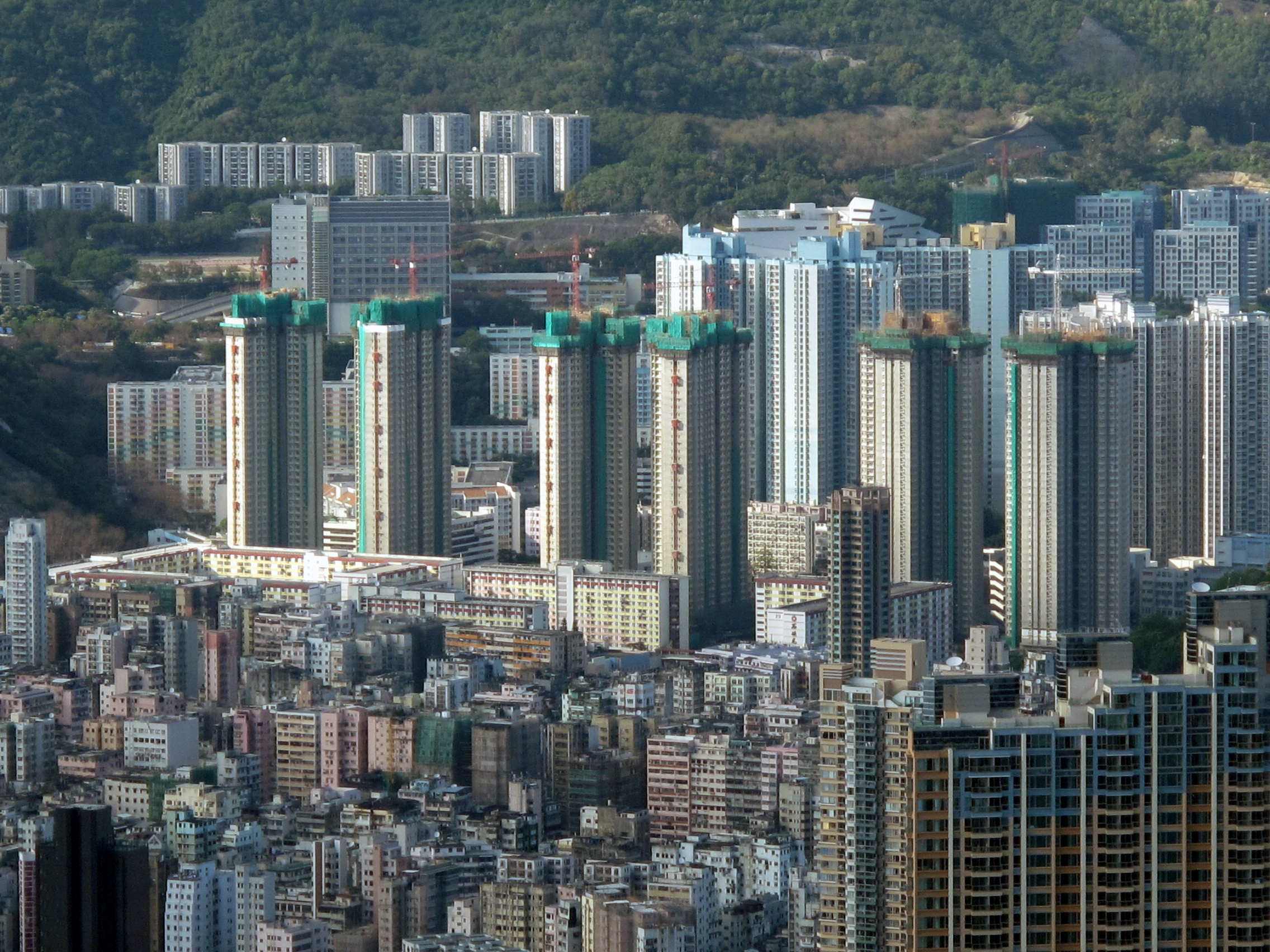
建築中的石硤尾邨第2期及第5期，背後為第1期以及白田邨樓宇（2011年5月）
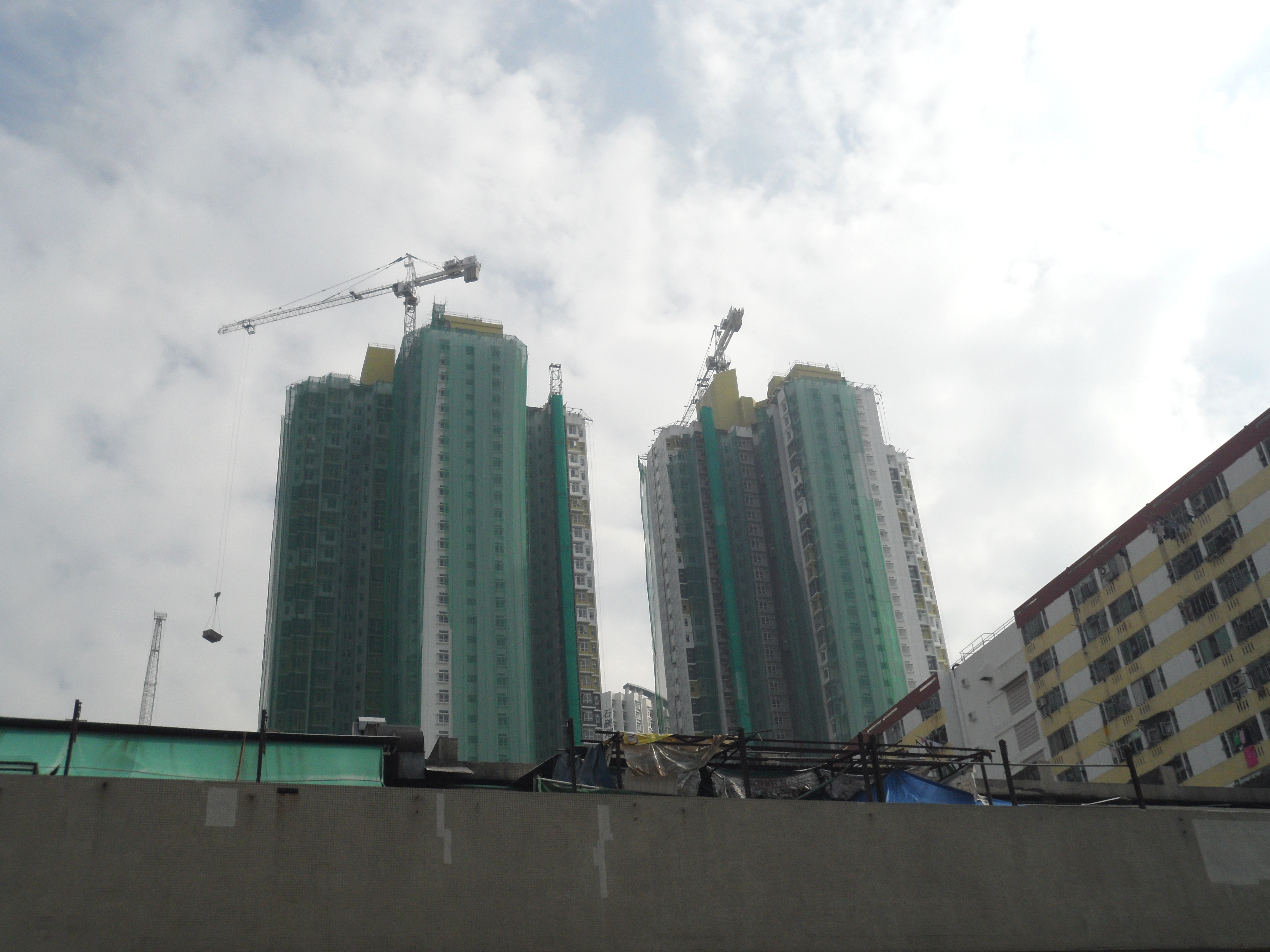
建築中的石硤尾邨第二期（美薈樓及美亮樓）（2011年10月）
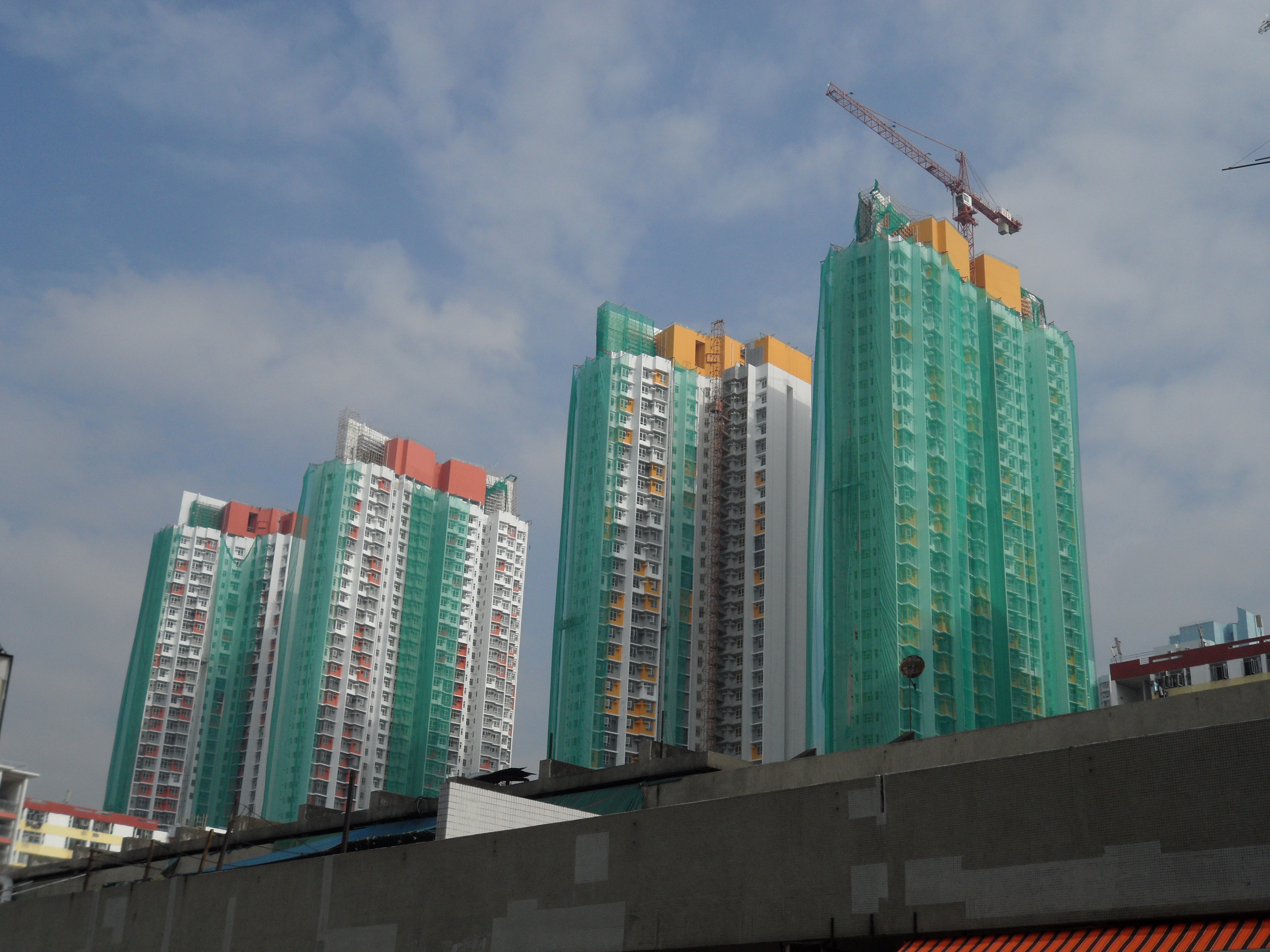
建築中的石硤尾邨第五期（美益樓、美賢樓、美笙樓及美盛樓）（2011年10月）
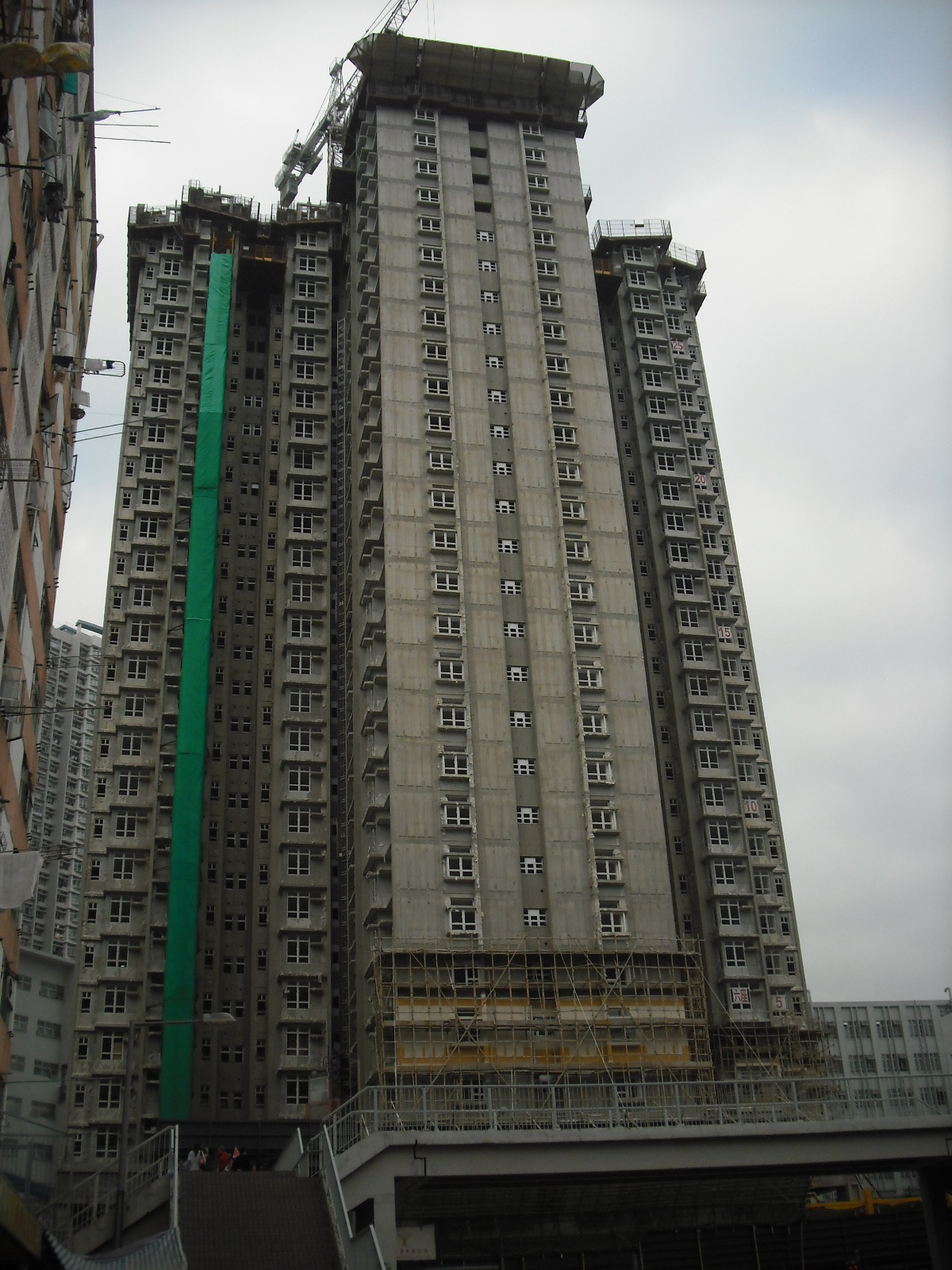
建築中的石硤尾邨 （2010年12月）
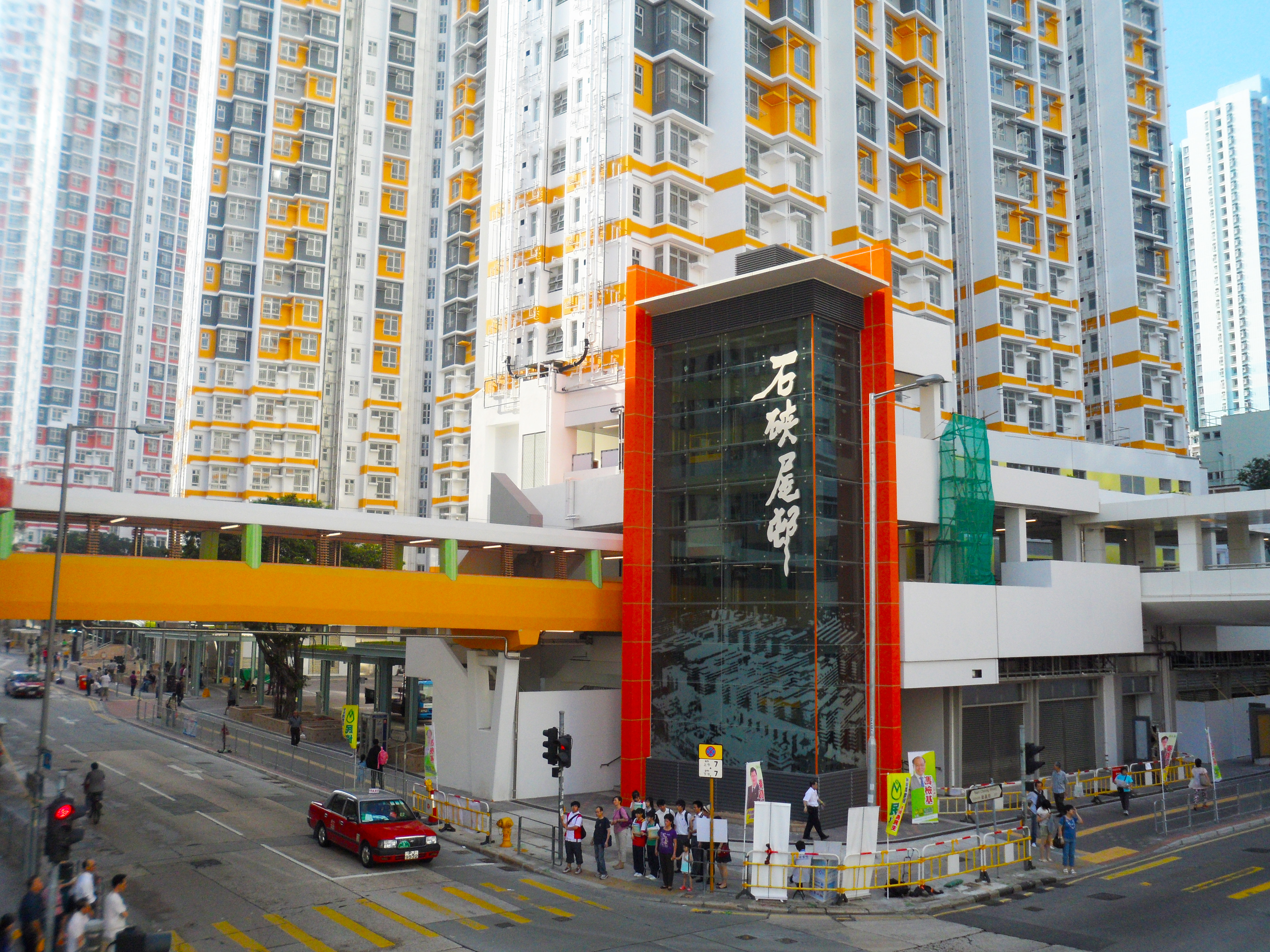
石硤尾邨牌坊及行人天橋（2012年6月）
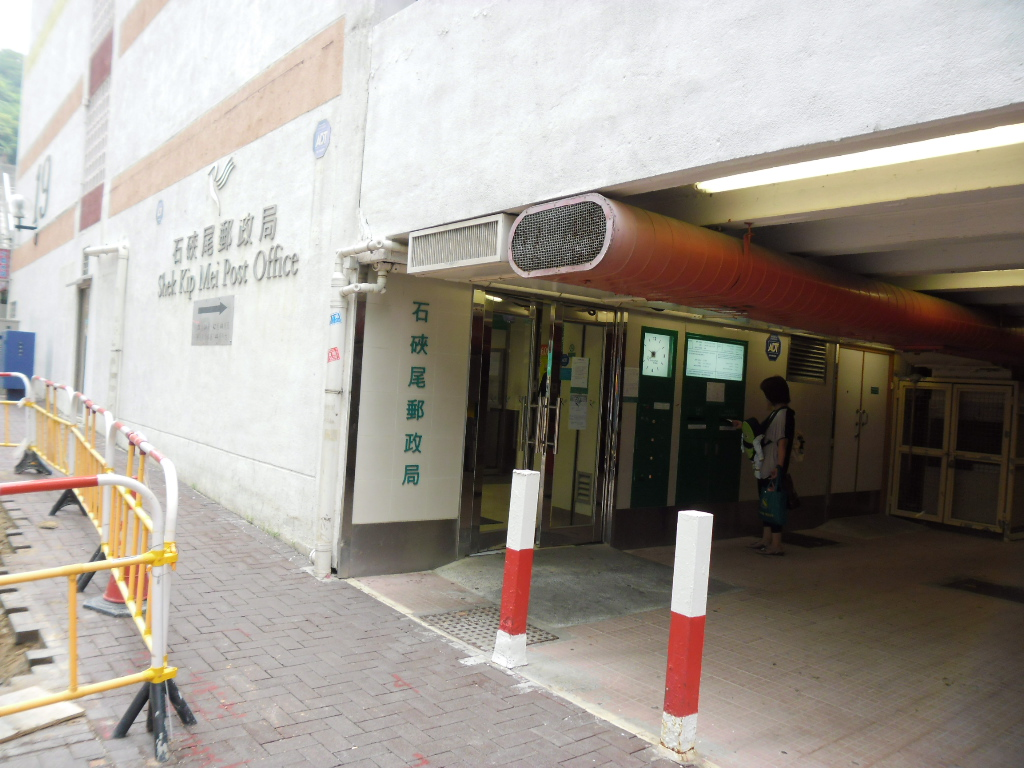
石硤尾邨郵政局（2011年9月）

### 第3及7期
第三期和第七期在美荷樓旁興建，分別包括1幢12層出租公屋和1幢13層出租公屋，並分別名爲美葵樓及美菖樓。由周林建築師事務所設計。這兩幢出租公屋以白色為底色，再襯上深紅色，共提供487出租公屋單位，單位類型由1/2人、2/3人、1睡房、2睡房、以至3睡房單位均有提供，其中美葵樓更是目前全港唯一擁有三睡房（3B）構件式單位的非標準出租公屋大廈，於2019年3月入伙。承建商為瑞安建業。兩期面向白田街的一邊均設有街舖，而美葵樓一樓亦設有商舖。

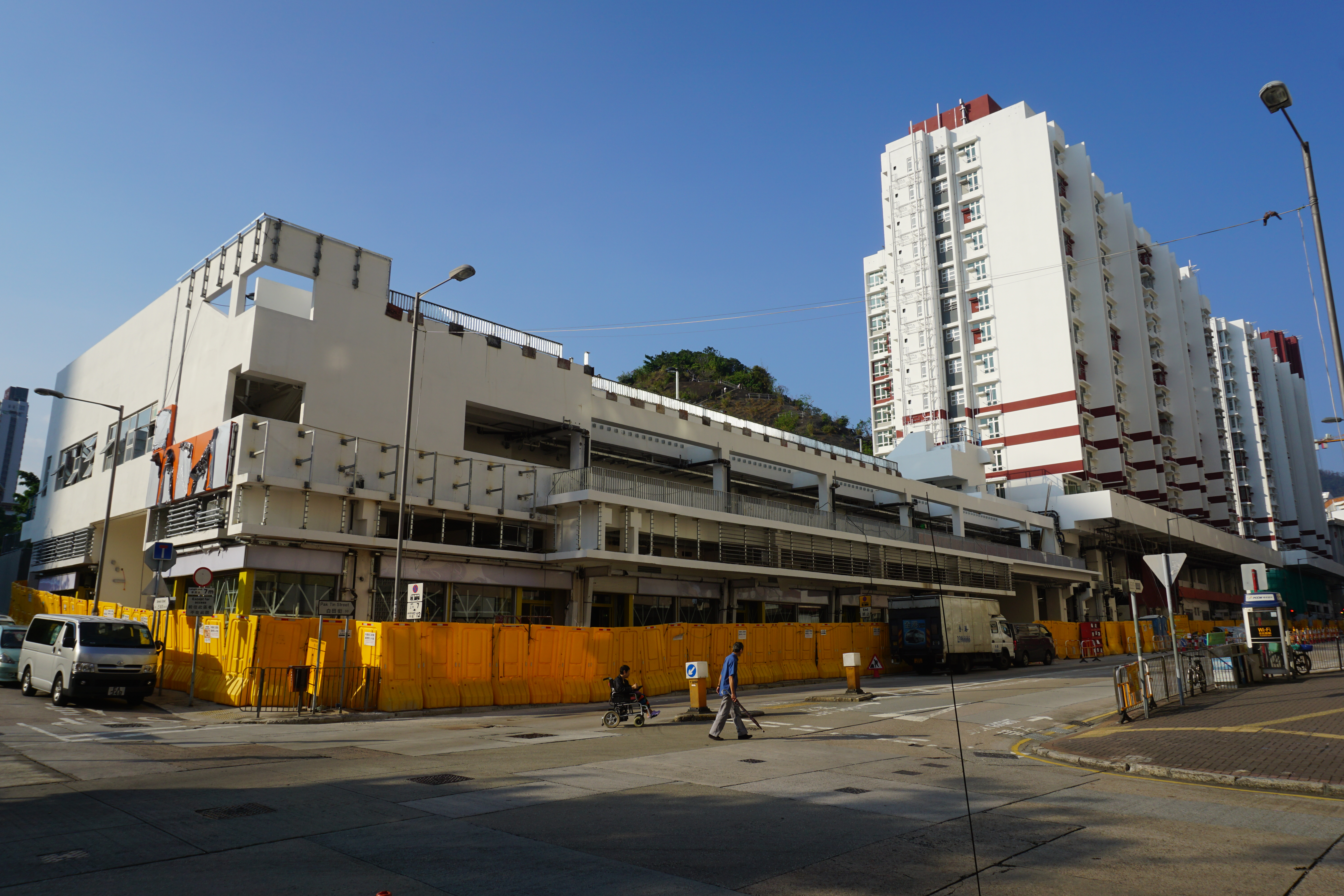
第三、七期（2018年10月）

### 第5期
第5期重建成4幢出租公屋，分別為美益樓、美賢樓、美笙樓及美盛樓，於2012年中入伙。4幢40至41層高Y字型的非標準設計大廈，近2,500個單位。
美盛樓與前第25座一樣設有地舖，1樓為幼稚園，2樓為第2期及第5期管理公司辦公室及保安室。
為保留原址的古樹，美賢樓及美笙樓之間設有露天廣場及休憩設施，廣場中央壁畫由房委會官員、秦寶山區議員辦事處、石硤尾邨居民協會、仁濟醫院鄧碧雲紀念長者鄰舍中心、聖方濟愛德小學、惠僑英文中學等代表，於「石硤尾是我家」社區參與工作坊活動時，用數以萬計的馬賽克磚塊合力併砌而成，並於2013年5月14日由房委會主席張炳良教授、房屋署署長栢志高帶領下揭幕。
為紀念石硤尾邨歷史，美益樓地下設有展覽廊，內設展板及互動遊戲，介紹石硤尾邨的歷史及屋邨生活的演變，對出亦保留了重建前的紅磚屏風。美益樓及美賢樓以粉紅色間花為主調，而美笙樓及美盛樓以橙黃色為主調，低層的間色模仿原址第1型徙置大廈，由周余石建築師事務所設計，由領先管理有限公司負責管理；承建商為瑞安建業。

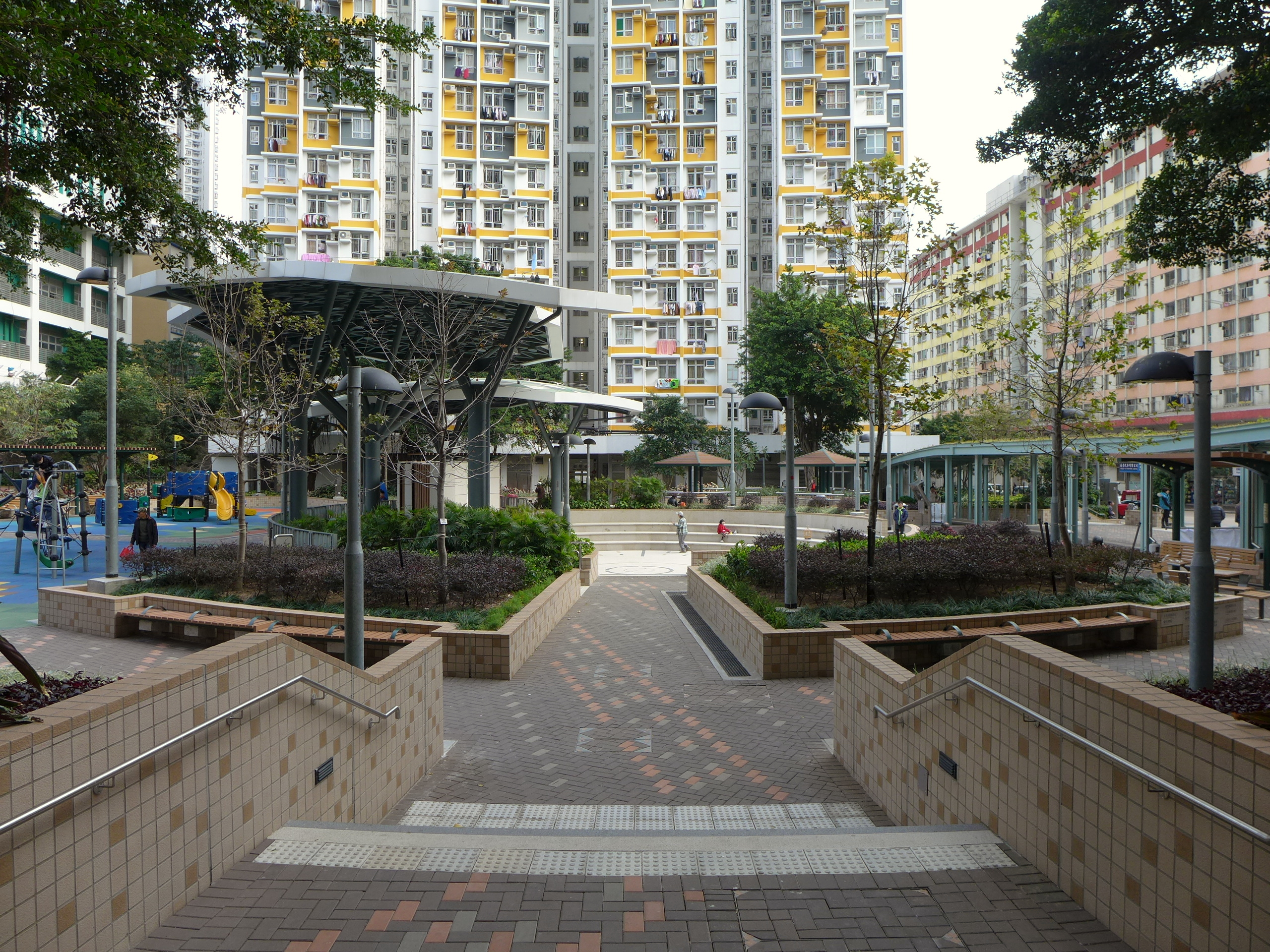
第5期露天廣場（2014年1月）
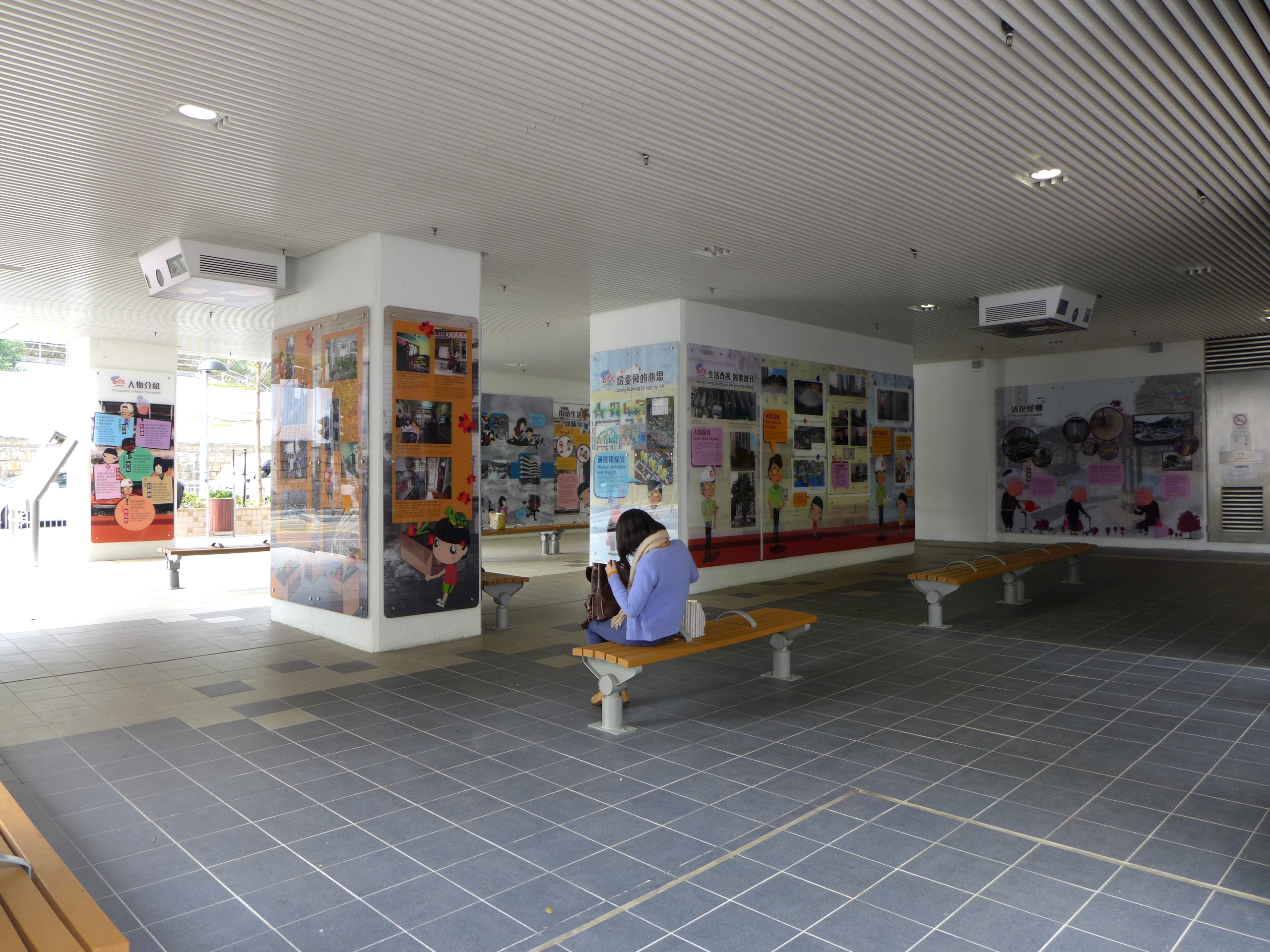
第5期美益樓地下設有展覽廊（2014年1月）
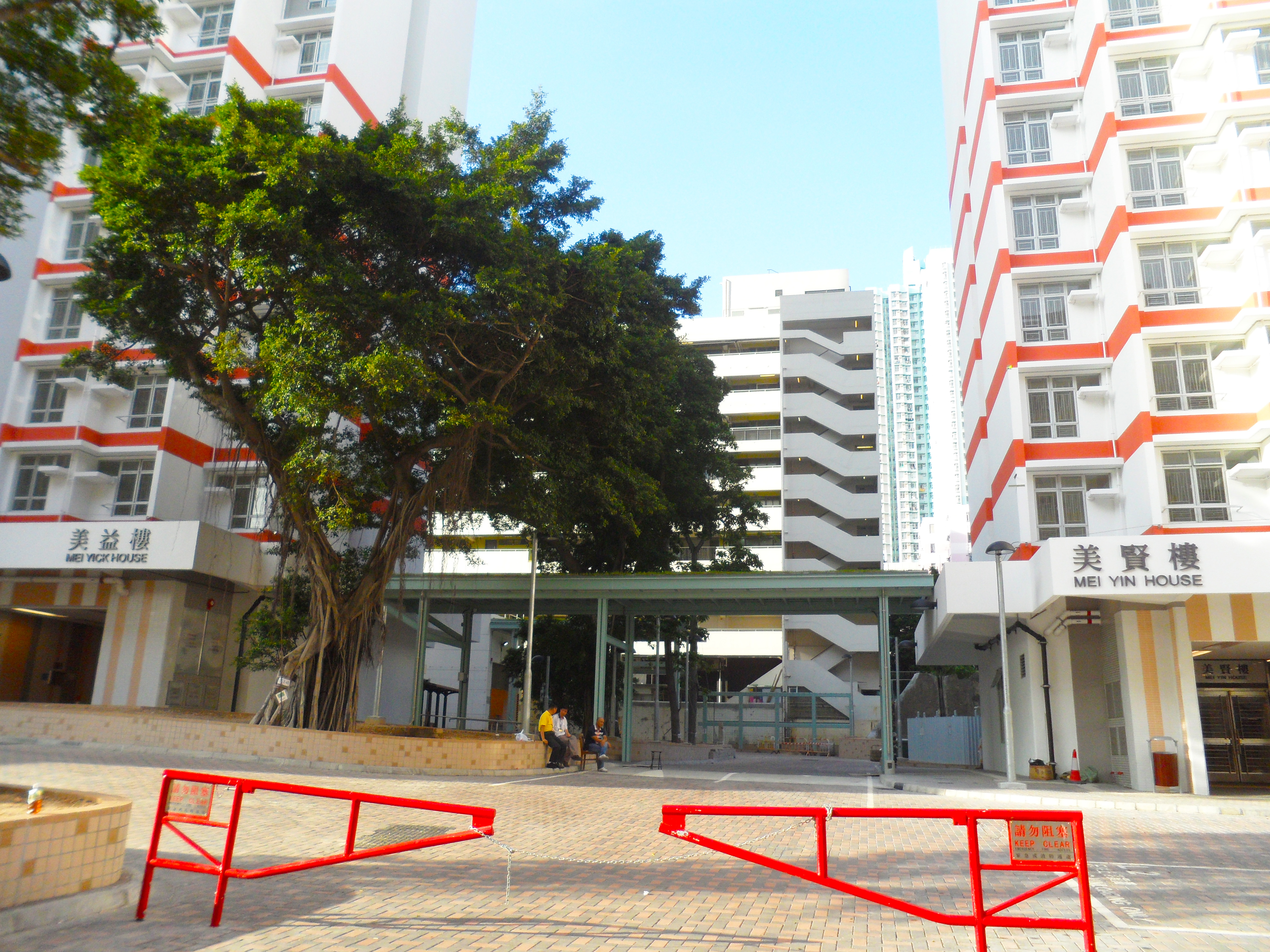
美益樓及美賢樓之間的緊急行車通道（2012年6月）
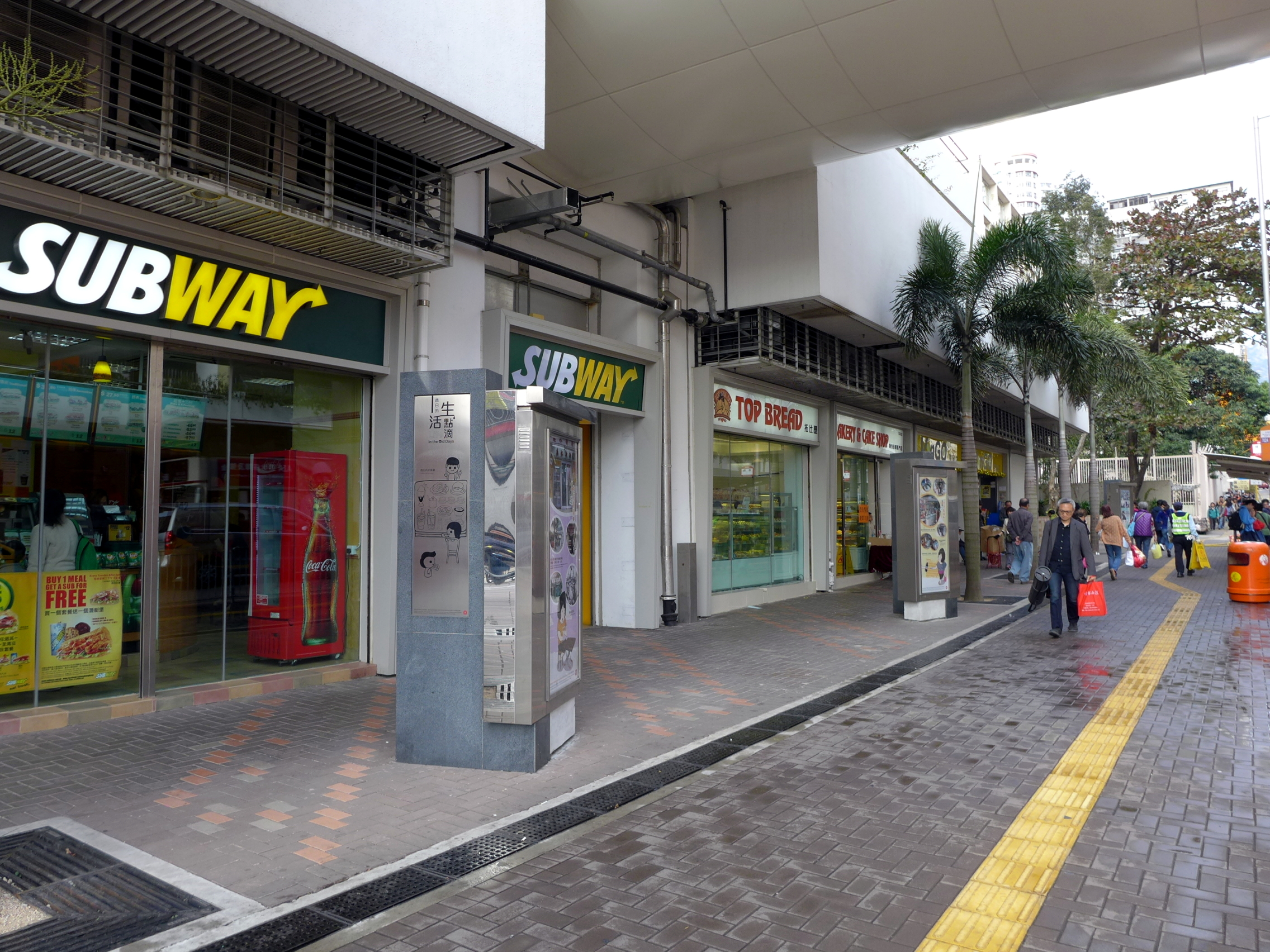
第5期地舖（2014年1月）
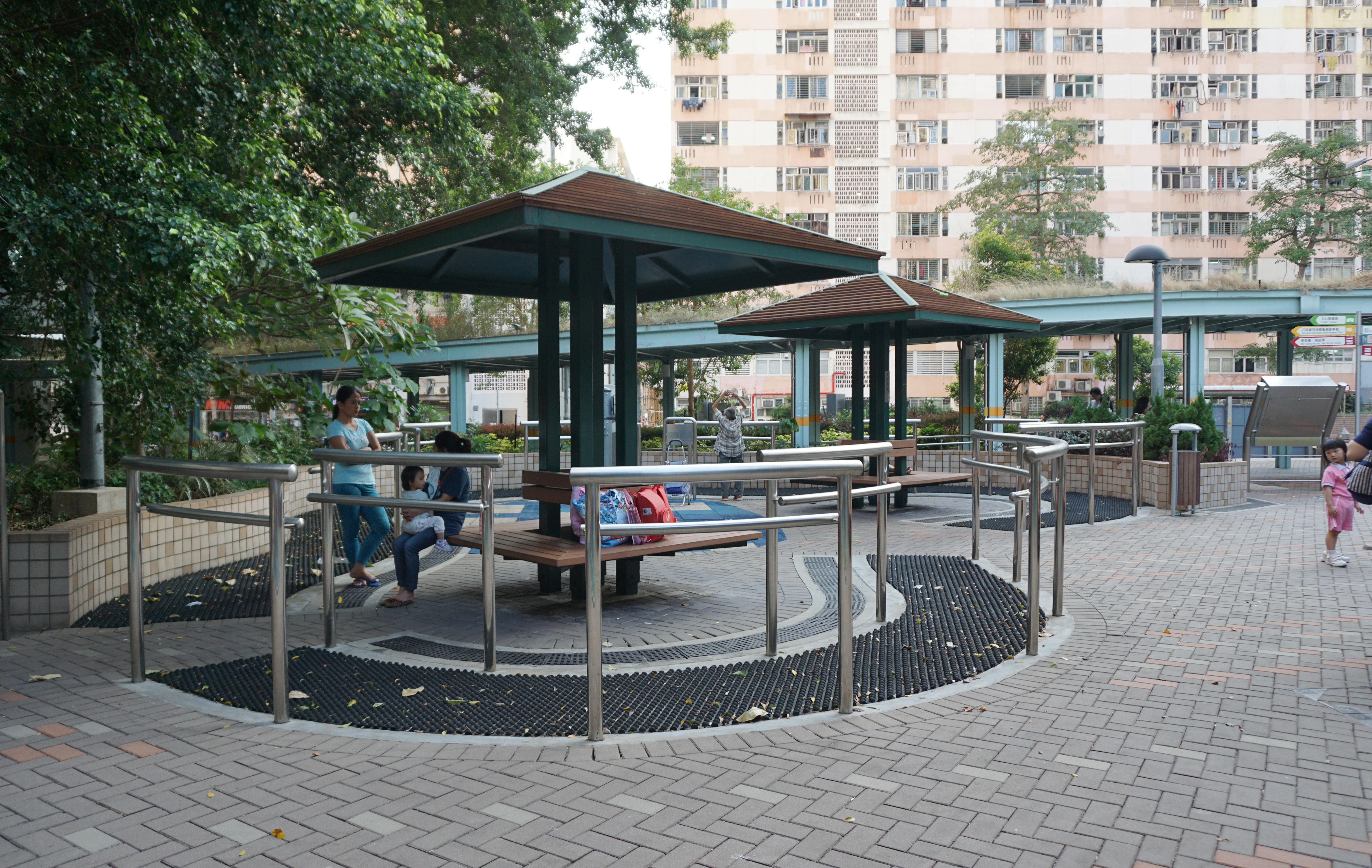
卵石路步行徑
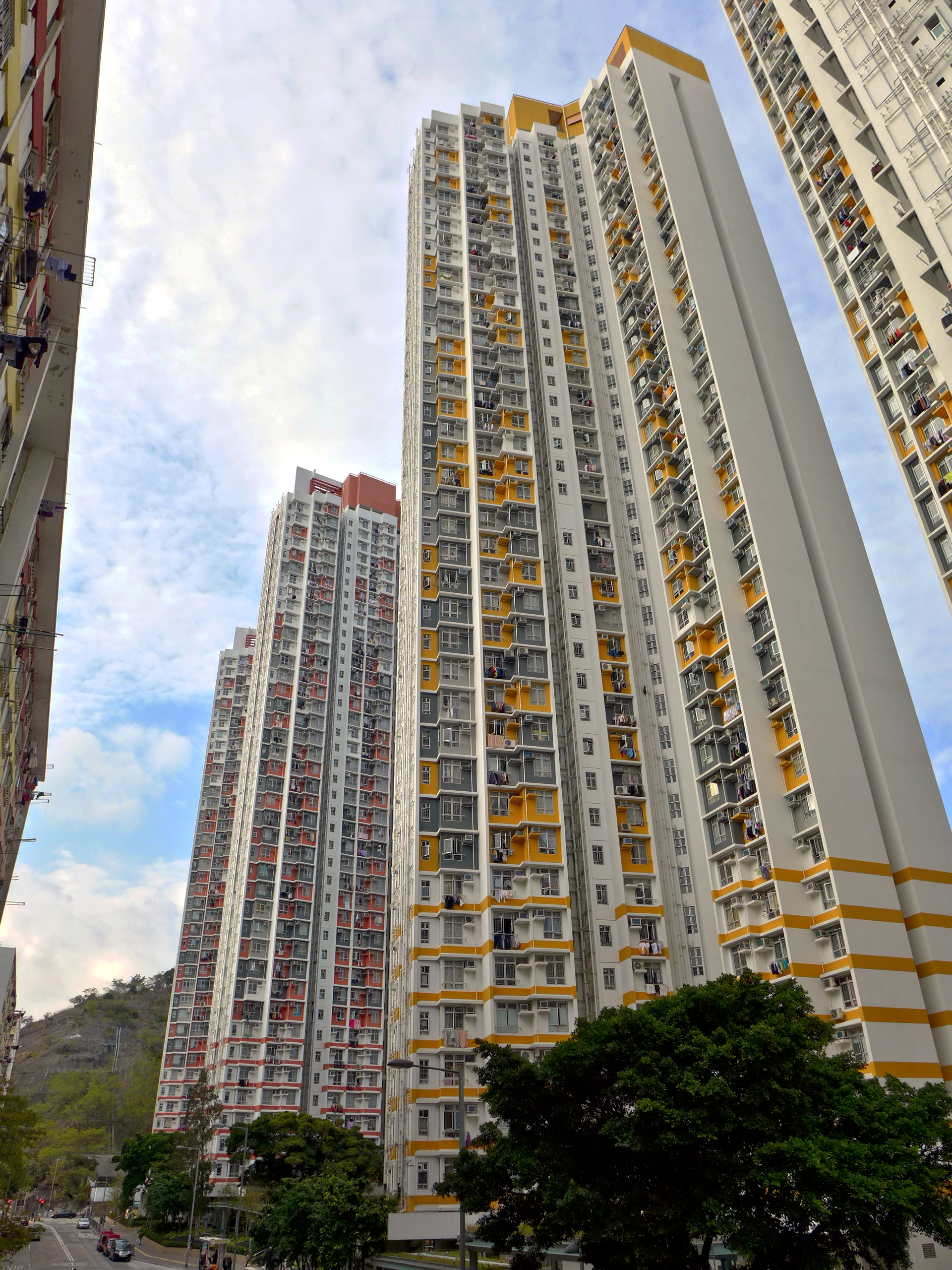
第5期美盛樓、美笙樓、美賢樓和美益樓（2014年1月）

### 第6期
第六期位於石硤尾邨東面，設兩幢樓高33層的出租公屋樓宇，提供1,056個租住公屋單位，有3,700人居住，於2019年12月6日起入伙。基座設商場和停車場，其中商場設有12個商鋪和街市。2樓設醫院管理局臨時診所和食物及衞生局的地區康健中心。而休憩設施位於3樓平台，設施包括羽毛球場、兒童遊樂場、長者健身設施及棋桌。

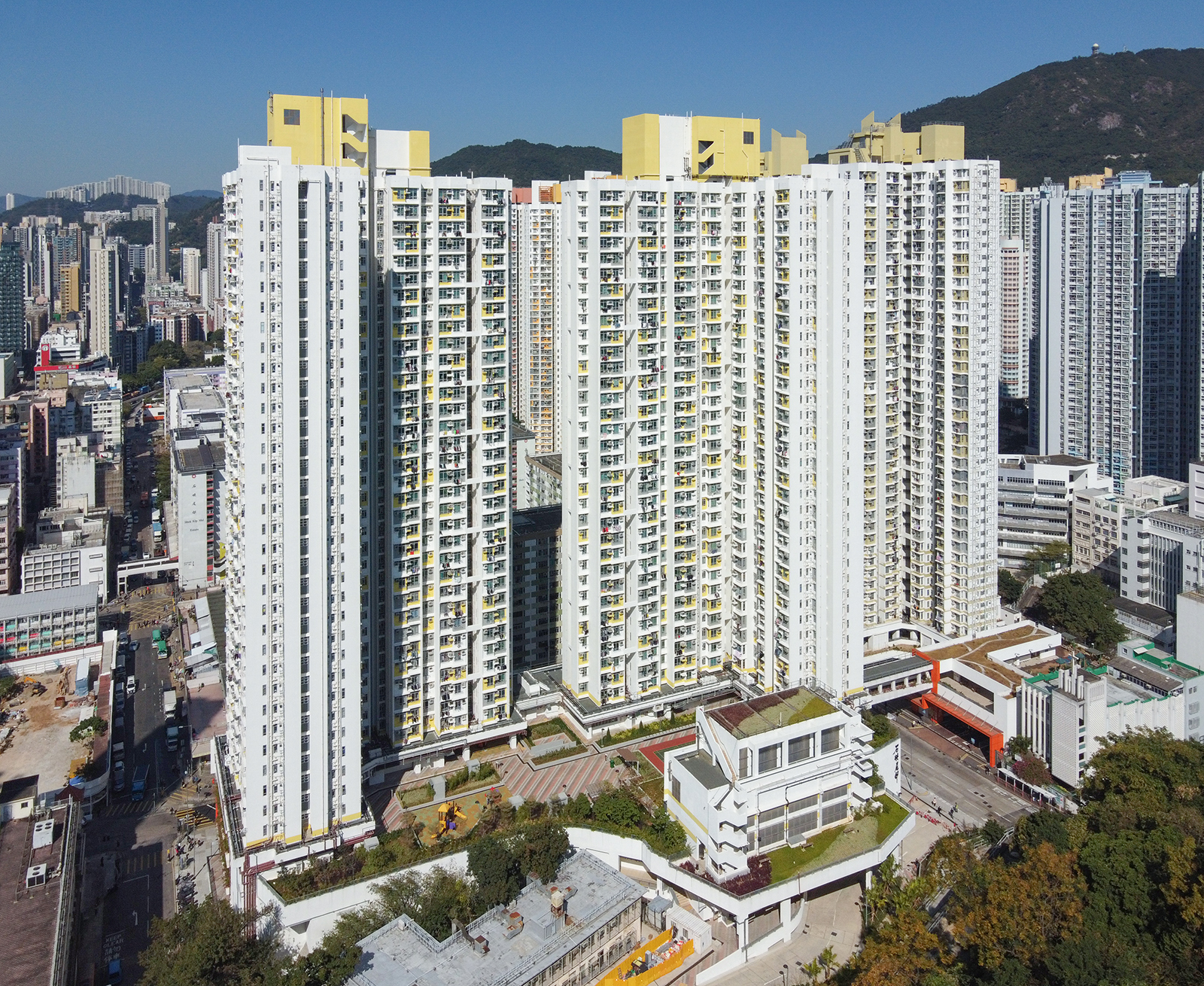
第6期全貌
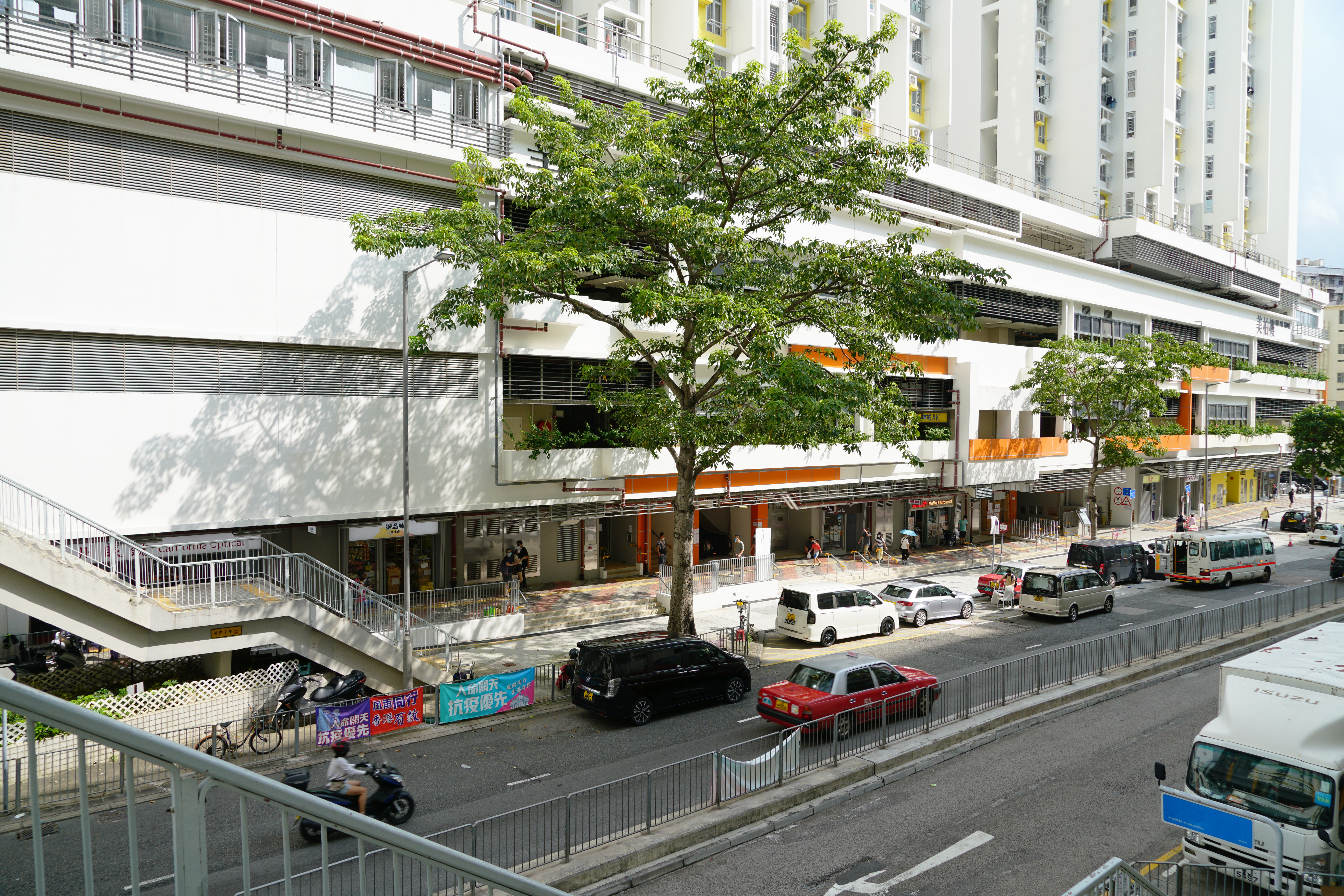
第6期商場
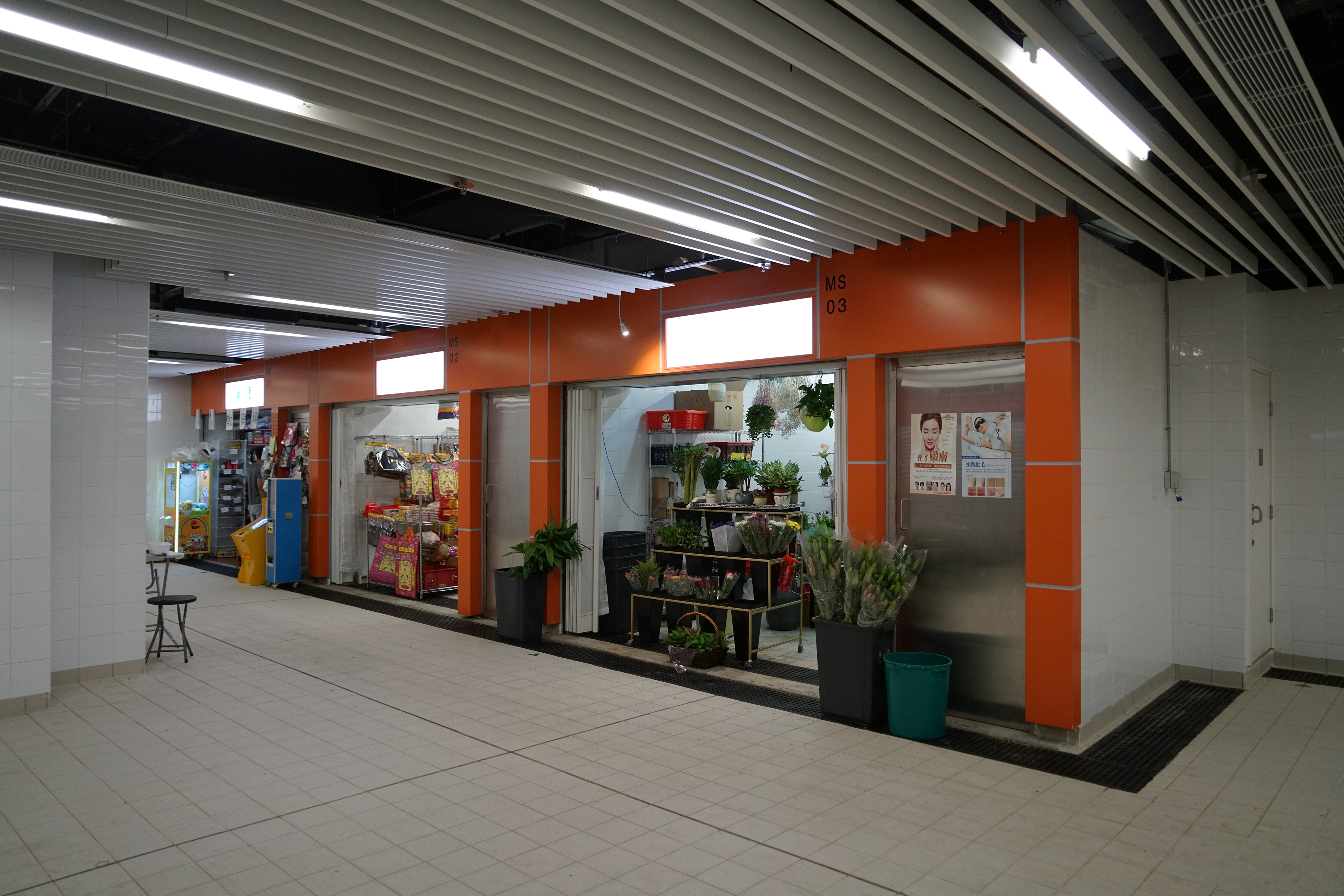
第6期街市

## 社區設施
- 石硤尾公共圖書館（2014年3月28日啟用）
- 石硤尾郵政局
- 石硤尾社區會堂
- 石硤尾健康院（重建為石硤尾社區健康中心大樓）
- 石硤尾邨停車場
- 石硤尾邨服務設施大樓

服務設施大樓位於重建第2期，樓高7層，大樓內當中包括：
| 樓層 | 服務設施[27]                                        |
| ---- | --------------------------------------------------- |
| 地下 | 商店（超級市埸、快餐店）                            |
| 1樓  | 鄰舍輔導會深水埗康齡社區服務中心                    |
| 2樓  | 循道衛理楊震社會服務處 深水埗護養院暨日間護理服務   |
| 3樓  | 循道衛理楊震社會服務處 深水埗護養院暨日間護理服務   |
| 4樓  | 保良局深水埗綜合復康中心                            |
| 5樓  | 保良局深水埗綜合復康中心                            |
| 6樓  | 香港中華基督教青年會石硤尾會所 石硤尾社會保障辦事處 |
| 7樓  | 石硤尾公共圖書館                                    |

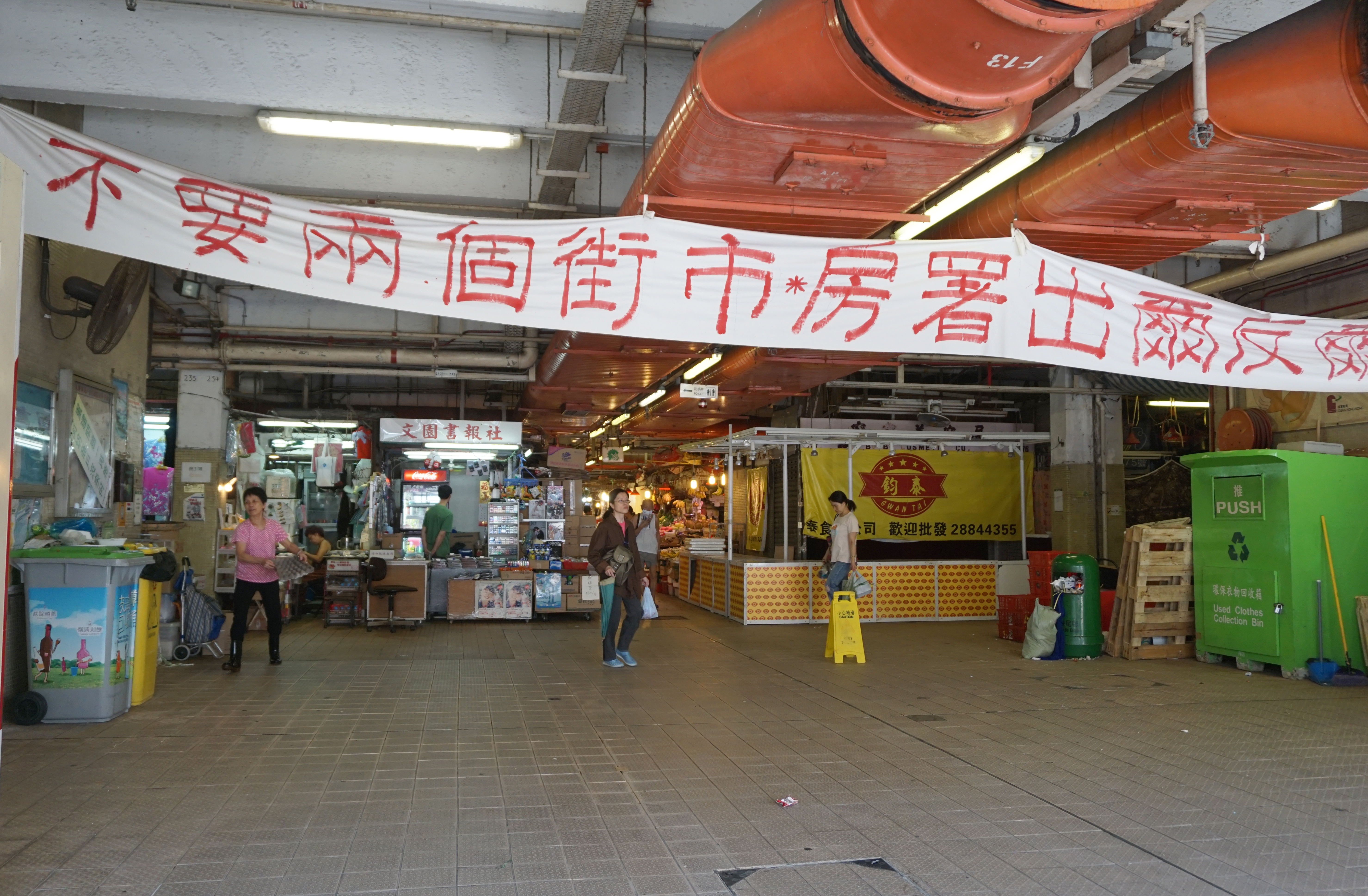
石硤尾街市，房屋署因應附近重建出租公屋快將落成，新增不少人口而有意興建多一個街市，檔販因擔心會分薄客源而懸掛抗議標語
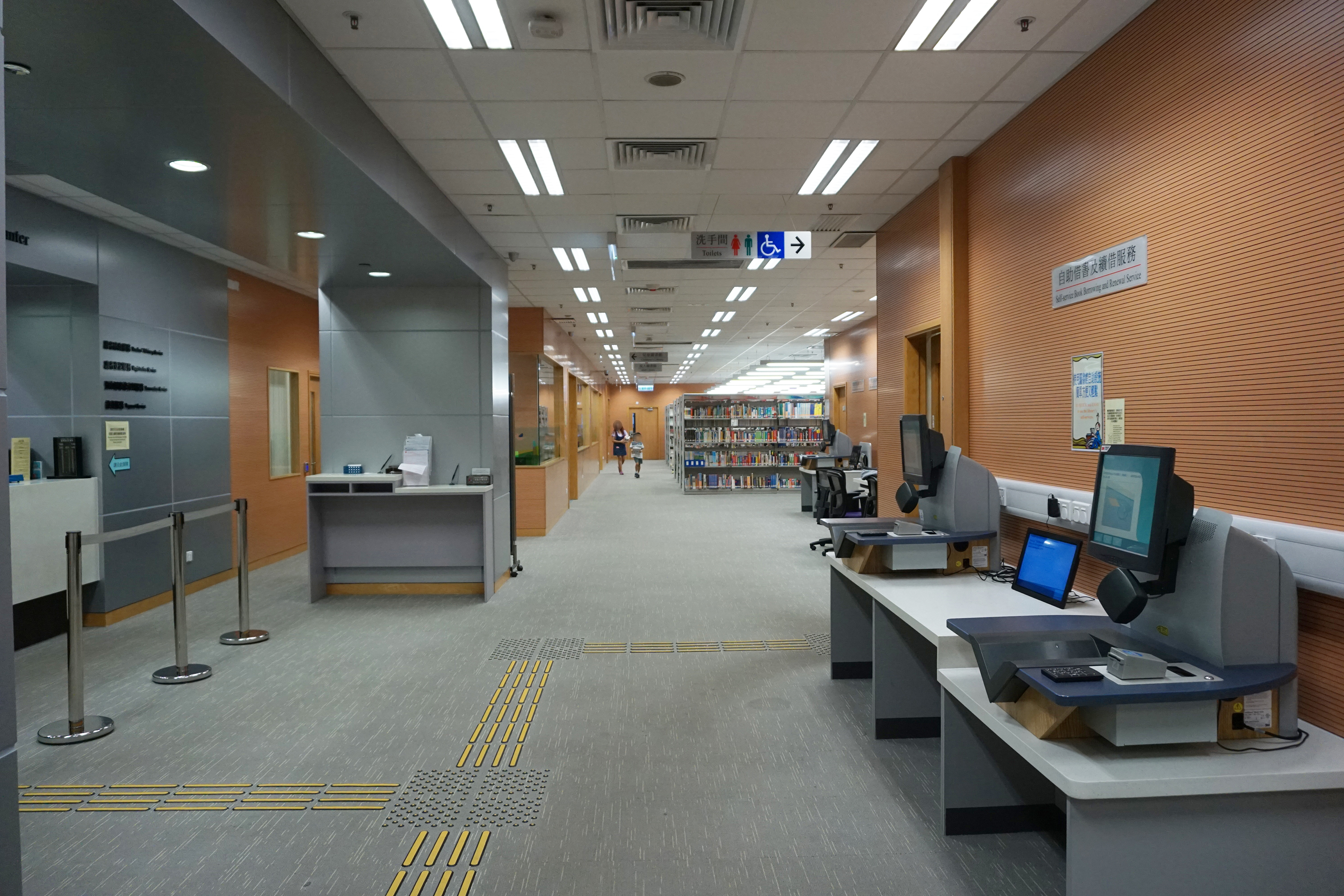
石硤尾公共圖書館

- 石硤尾工廠大廈

石硤尾工廠大廈是山寨廠 （即上世紀六、七十年代本土家庭式輕工業）集中地，現已改建為賽馬會創意藝術中心。內裡保留了昔日的工廠大廈建築特色，是一項獲得香港建築師學會「全年境內建築大獎」的改建，並於2008年開幕，以自負盈虧非牟利機構模式運作。

### 社福/非牟利機構

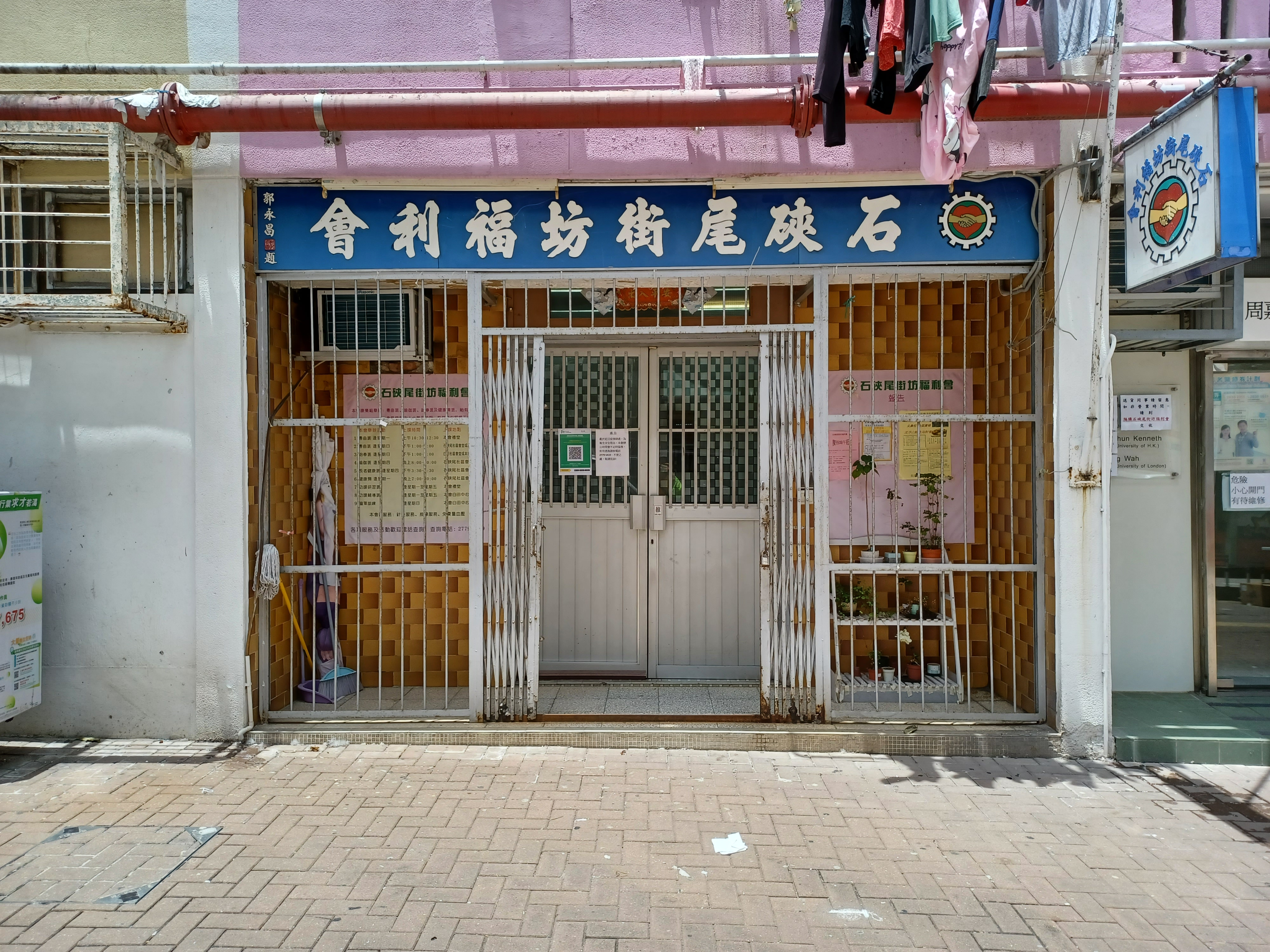
石硤尾街坊福利會

- 聖多馬堂幼稚園 （位於21座地下101-108室）
- 石硤尾社康護理服務中心（19座平台202-204室）
- 民社服務中心（19座平台206-208室）
- 自閉症人士福利促進會（19座平台210-214室）
- 香港新聲會（19座平台222-224室）
- 賽馬會數碼共融中心（19座平台225-227室）
- 天主教聖雲先會奧撒南綜合服務中心 （19座地下119號）
- 醫療輔助隊九龍西訓練中心（19座平台）
- 仁濟醫院鄧碧雲紀念長者鄰舍中心 （21座地下）
- 路德會石硤尾失明者中心（21座地下）
- 石硤尾街坊福利會（21座地下）
- 保良局石硤尾職業服務中心（42座美山樓及43座美虹樓平台）
- 鄰舍輔導會 樂活石硤尾地區支援網絡計劃（美禧樓3樓平台）
- 香港善導會九龍西社會服務中心（42座美山樓平台207-214室）
- 石硤尾邨居民協會（44座美彩樓平台201-203室）
- 工程及醫療義務工作協會（44座美彩樓平台207-212室）
- 香港路德會社會服務處（44座美彩樓平台217-220室）
- 香港中華基督教青年會石硤尾會所（綜合青少年服務中心）（服務設施大樓6樓）

### 零售設施
- 石硤尾商場（街市、街舖及熟食檔）
- 石硤尾邨二期街舖
- 石硤尾邨三期，基座地下及一樓為商舖
- 石硤尾邨五期街舖
- 石硤尾邨六期零售設施[28]，設有街市檔及商舖
- 石硤尾邨七期街舖

## 教育設施

### 幼稚園
- 聖多馬堂幼稚園  （1966年創辦）（位於24座101-116室）
- 香港基督教服務處石硤尾幼兒學校  （1981年創辦）（位於第23座1樓201-218號）
- 保良局梁安琪幼稚園暨幼兒園  （2014年創辦）（位於美盛樓一樓）
- 香港耀能協會-石硤尾幼兒中心

### 小學
- 聖方濟愛德小學 （1962年創辦）

### 中學
- 惠僑英文中學

### 已結束的學校
| 已結束的學校列表 |
| --- |
| - 靈光學校（石硤尾邨1、20及25座天台） - 聖伯達學校（石硤尾邨1座地下） - 基督教女青年會勞工婦女夜學校（石硤尾邨2座天台） - 路德會救主堂學校（石硤尾邨3座天台） - 循道會學校（石硤尾邨4座天台） - 育基小學（石硤尾邨5座天台） - 證光學校（石硤尾邨6座天台） - 外海學校（石硤尾邨7座天台） - 聖安德學校（石硤尾邨8座天台） - 嘉明學校（石硤尾邨9座天台） - 立達學校（石硤尾邨10座天台） - 真聖學校（石硤尾邨10座天台） - 真基學校（石硤尾邨11座天台） - 基督福音學校（石硤尾邨12及17座天台） - 尚恩學校（石硤尾邨12座天台） - 育基小學（石硤尾邨13座天台） - 真光基金會第二小學（石硤尾邨13座天台） - 金巴崙學校（石硤尾邨18座天台） - 信義學校（石硤尾邨22座天台） - 佛教慧泉學校（石硤尾邨24座天台） |

## 區議會議席分布
| 範圍／年度                                       | 2000-2003  | 2004-2007  | 2008-2011          | 2012-2015          | 2016-2019  | 2020-2023                | 2024-2027    |
| ------------------------------------------------ | ---------- | ---------- | ------------------ | ------------------ | ---------- | ------------------------ | ------------ |
| 第19-20座                                        | 石硤尾選區 | 石硤尾選區 | 石硤尾及南昌東選區 | 石硤尾及南昌東選區 | 南昌東選區 | 南昌東選區               | 深水埗東選區 |
| 第21-24座、美山樓、美虹樓以及美彩樓                | 石硤尾選區 | 石硤尾選區 | 石硤尾及南昌東選區 | 石硤尾及南昌東選區 | 石硤尾選區 | 石硤尾選區               | 深水埗東選區 |
| 美如樓與美映樓                                   | 尚未落成   | 南山選區   | 石硤尾及南昌東選區 | 石硤尾及南昌東選區 | 石硤尾選區 | 南山、大坑東及大坑西選區 | 深水埗東選區 |
| 美亮樓、美薈樓、美益樓、美賢樓、美笙樓以及美盛樓 | 尚未落成   | 尚未落成   | 尚未落成           | 石硤尾及南昌東選區 | 石硤尾選區 | 石硤尾選區               | 深水埗東選區 |
| 美葵樓與美菖樓                                   | 尚未落成   | 尚未落成   | 尚未落成           | 尚未落成           | 石硤尾選區 | 石硤尾選區               | 深水埗東選區 |
| 美禧樓與美柏樓                                   | 尚未落成   | 尚未落成   | 尚未落成           | 尚未落成           | 南昌東選區 | 南昌東選區               | 深水埗東選區 |

## 相關電影
- 方育平 《父子情》
- 吳宇森 《喋血街頭》
- 陳果 《餃子》

## 知名居民
- 劉宗義：全港第一名登記在冊的徙置區居民[33]（已遷出）
- 吳宇森：知名國際導演，曾居於第四座四十二號二樓
- 黃旭初：曾任廣西省政府主席、中華民國國策顧問
- 路芙：新城知訊台（恐怖熱線）DJ，約於一至兩歲時搬往某座九樓居住。（於2013年8月12日的恐怖熱線節目中段提及）

## 重大事件
- 1994年石硤尾滙豐銀行縱火案，12死1生還
- 2014年石硤尾邨美映樓爆炸事件，2死11傷

### 老婦劫殺案
2006年12月7日，48歲的家庭主婦李瑞香因為自身經濟問題而到石硤尾邨尋找長者充當劫財獵物，她結識了80歲獨居老婦顏算，與之混熟後，李瑞香上門搶劫，最後更將之打死。警方調查後數個月後拘捕李瑞香，並揭發她是連環殺手，曾在2年前涉及另一宗老婦劫殺案，最終被判處終身監禁。

### 公共屋邨食水含鉛超標事件
2015年7月22日，經民聯立法會議員梁美芬稱早前在石硤尾邨中2012年重建完成的第二期及第五期中，抽取6個樣本化驗，其中第二期美亮樓3個單位的4個水辦含鉛量超標，最嚴重的水辦更錄得每公升含87微克鉛，超出世衞標準7.7倍。
立法會議員蔣麗芸稱，其辦事處委託政府認可化驗所檢驗六條屋邨共142個水辦後，其中石硤尾邨二期所抽取兩戶四個水辦裏，發現其中一個在浴室抽取的水辦，含鉛量34微克，超出世衛標準上限2.4倍。
香港政府於8月3日公佈新一輪驗水結果，結果顯示石硤尾邨59個水辦則有5個超標，數值介乎11至19微克。

## 外部連結
- 《我住石硤尾 1954-2006》作者／編者：余偉建 （页面存档备份，存于） ISBN 9789889926632
- 房委會物業位置及資料 石硤尾邨 （页面存档备份，存于）
- 房委會物業位置及資料 石硤尾邨 （页面存档备份，存于）
- 香港房屋委員會 「光影樓情」圖片及錄像展覽網站 （页面存档备份，存于）
- 石硤尾邨內舊有56棵幾十年的香港常見樹木，品種包括細葉榕、木棉、石栗、白千層等。
- 房屋署計劃原位保留33棵。 （页面存档备份，存于）